# Luigi XIV di Francia
Luigi XIV di Borbone, detto il Re Sole (Le Roi Soleil) o Luigi il Grande (Saint-Germain-en-Laye, 5 settembre 1638 – Versailles, 1º settembre 1715), è stato un membro della casata dei Borbone nonché il 64º re di Francia e 44º di Navarra. Regnò per 72 anni e 110 giorni, dal 14 maggio 1643, quando aveva meno di cinque anni, fino alla morte nel 1715, quando ne aveva quasi 77. Venne chiamato Re Sole a causa del suo emblema, il sole.
La concezione di governo che lo ispirava è perfettamente sintetizzata nella celebre frase: «L'État, c'est moi!» («Lo Stato sono io!»).
Per la sua durata il regno di Luigi XIV è al primo posto nella classifica dei regni più lunghi della storia seguito da Elisabetta II del Regno Unito.. Nato a Saint-Germain-en-Laye, fu il primogenito di Luigi XIII e di Anna d'Austria. Il 10 marzo 1661, alla morte del cardinale Mazzarino, prese personalmente il potere segnando la fine delle grandi rivolte nobiliari, parlamentari, protestanti e contadine che avevano segnato i decenni precedenti. Luigi impose l'obbedienza a tutti gli ordini della popolazione e il controllo sulla religione, condannando il giansenismo nel 1660 e il protestantesimo, revocando l'Editto di Nantes, nel 1685. Durante il suo regno rafforzò l'influenza della Francia in Europa e nel mondo, combattendo tre grandi conflitti, ma oltre che militarmente la cultura francese fu sovrana in Europa durante il suo lungo regno. Fino alla morte fu convinto assertore di una monarchia di tipo assolutistico e della legittimità dei diritti divini del monarca.
Continuò inoltre l'opera dei suoi predecessori nel tentativo di creare uno Stato sempre più centralizzato governato direttamente dalla capitale: Parigi. Cercò di eliminare gli ultimi resti dell'antico feudalesimo medievale persistente in alcune parti della Francia con il trasferimento dal 1682 della corte intera alla reggia di Versailles, il grande palazzo da lui fatto realizzare in aperta campagna con il preciso scopo di controllare direttamente l'aristocrazia e costringerla a vivere lontana dalla vera politica che si dibatteva nella capitale. Con questi mezzi consolidò il sistema della monarchia assoluta in Francia, la cui supremazia perdurò sino alla rivoluzione francese.
Alla sua morte gli succedette il bisnipote di appena cinque anni, che assunse il nome di Luigi XV, dal momento che tutti gli eredi intermedi gli erano premorti: suo figlio Luigi, il Gran Delfino, il primogenito del delfino Luigi, duca di Borgogna e anche il figlio di questi, Luigi, duca di Bretagna (fratello maggiore di Luigi XV).

## Biografia

### Infanzia e reggenza di Anna d'Austria

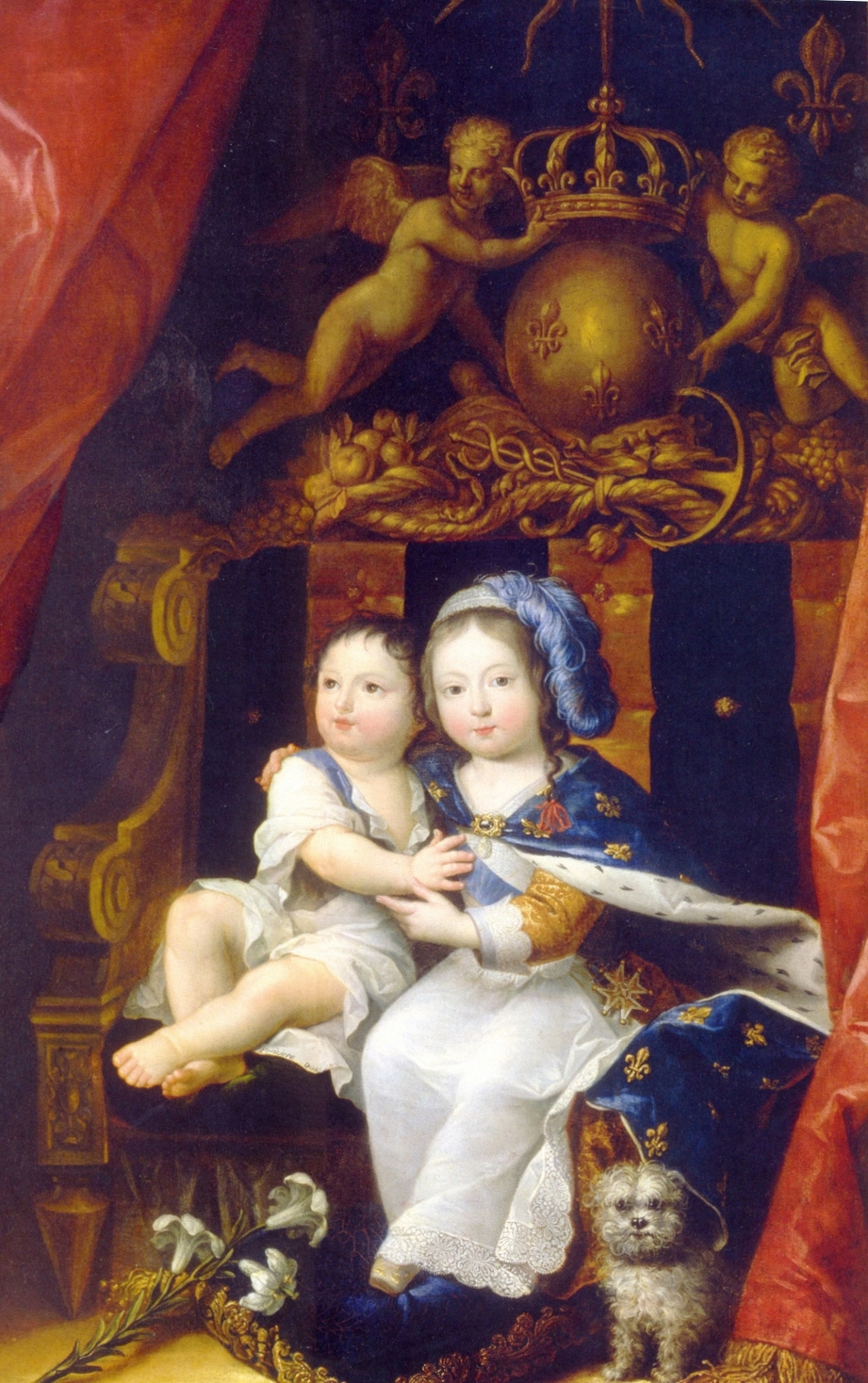
Il giovane re Luigi XIV di Francia e suo fratello minore Filippo, duca d'Orleans

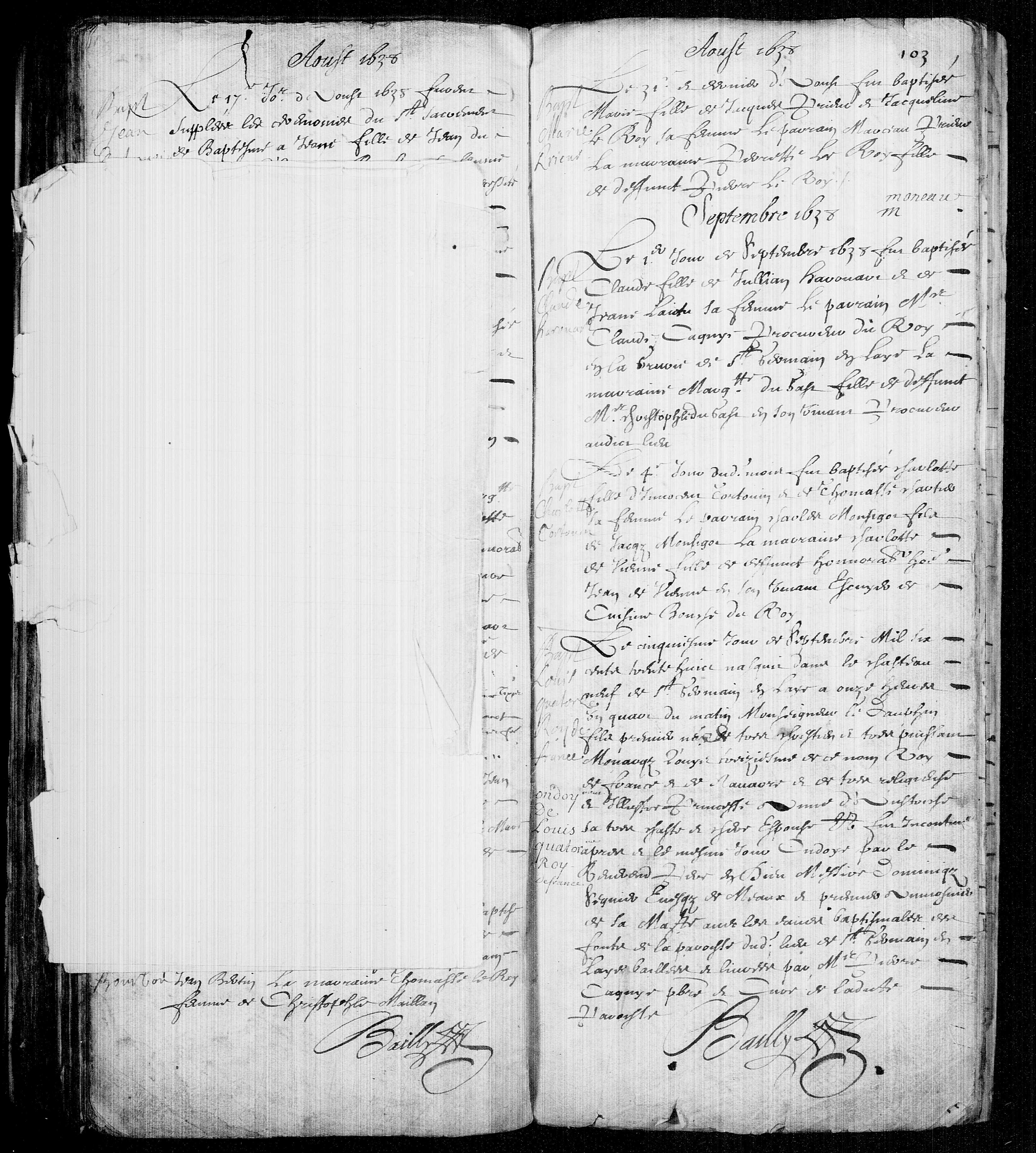
Atto di nascita di Luigi XIV nel 1638

Figlio di Luigi XIII di Francia e di Anna d'Austria, Luigi nacque il 5 settembre 1638 nel castello di Saint-Germain-en-Laye. La nascita fu considerata eccezionale e miracolosa, essendo avvenuta dopo 23 anni di matrimonio trascorsi senza che la regina avesse partorito alcun figlio o figlia e dopo quattro aborti spontanei, tanto che il padre gli conferì il nome di Luigi Deodato, poiché la sua venuta al mondo fu vista come una grazia del Cielo, esattamente dell'intercessione della Madonna di Loreto. In ringraziamento per la nascita di Luigi, infatti, la coppia reale offrì alla Basilica della Santa Casa delle corone e un bambino d'oro che pesava quanto il neonato erede, oltre a una piccola teca con dipinto della Sacra Famiglia, ancora oggi visitabile.
Luigi e Anna ebbero inoltre un secondo figlio, Filippo, duca d'Orleans, nato nel 1640.

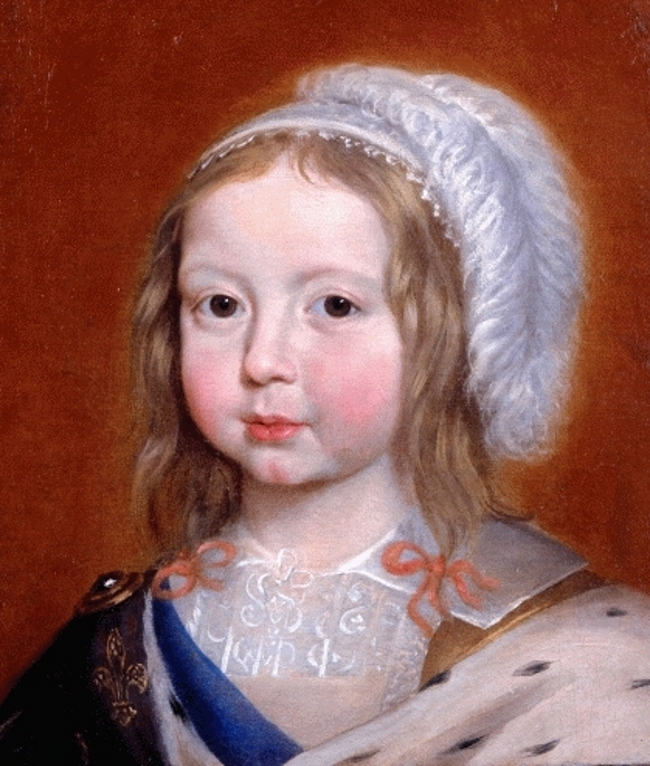
Louis-Dieudonné, Delfino di Francia, del 1643 di Claude Deruet

Aveva quasi cinque anni quando il re suo padre morì improvvisamente e Luigi venne chiamato a ereditare il trono di Francia, venendogli affiancata la madre che gestì de facto il potere assieme al primo ministro, il cardinale Giulio Mazzarino. Questi resse le sorti della Francia per molti anni e fu così influente che solo alla morte di questi, avvenuta il 9 marzo 1661, Luigi poté assumere effettivamente i poteri.
Luigi XIII, però, prima di morire, si premurò che Anna non fosse sola a governare come reggente, e predispose che ella si avvalesse di un consiglio di reggenza del quale venne messa a capo sino a che il figlio non avesse raggiunto la maggiore età.

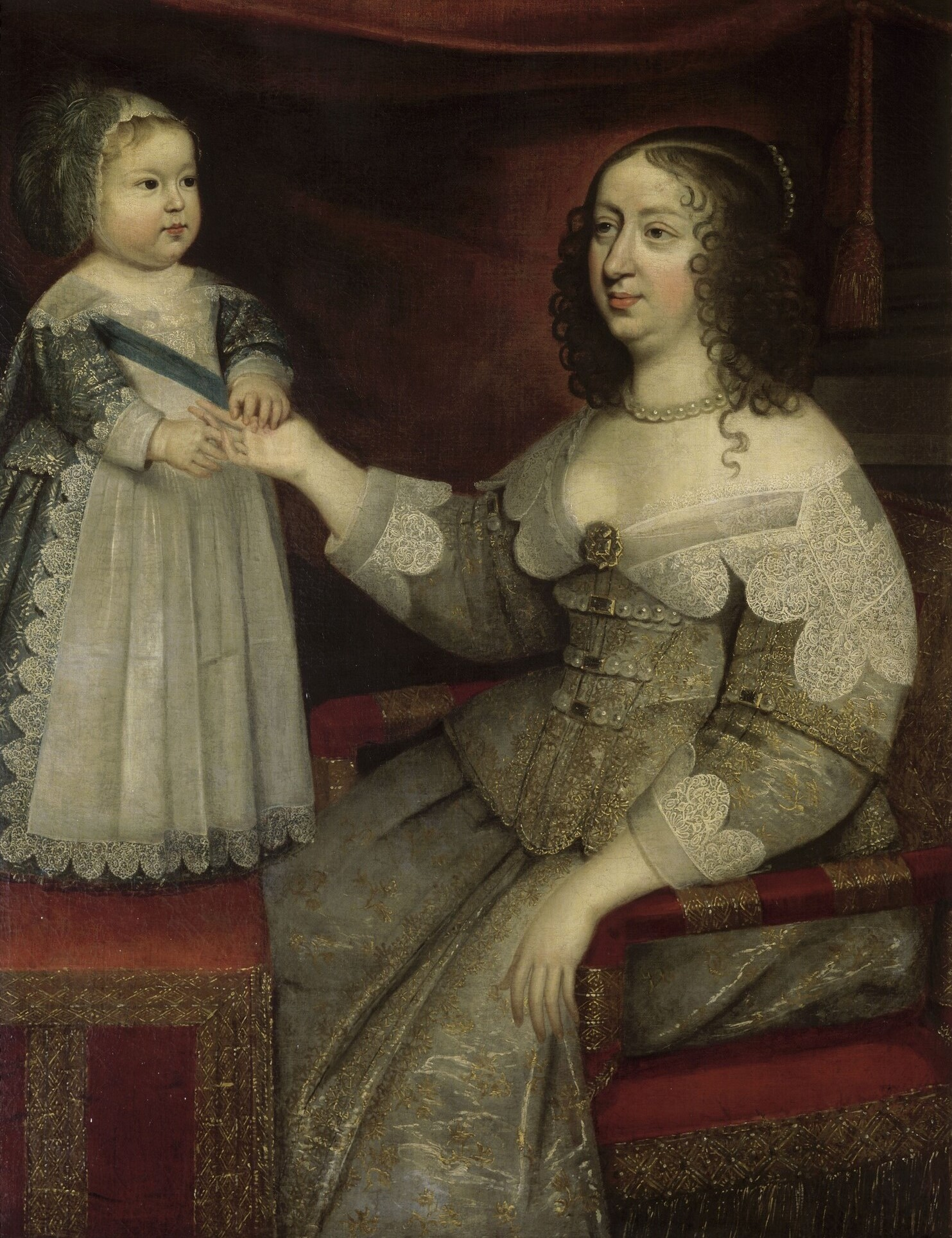
Luigi da bambino con la madre, Anna d'Austria

Il rapporto di Luigi con la madre era straordinariamente affettuoso per l'epoca: i contemporanei e le malelingue riportarono in più occasioni come la sovrana trascorresse la maggior parte del proprio tempo con Luigi, trascurando spesso gli affari di Stato. Il rapporto tra i due fu tale che Luigi XIV riportava in un passo del suo diario personale:
Sempre secondo le disposizioni di Luigi XIII la regina madre mantenne in carica il cardinale Mazzarino come primo ministro, malgrado la cerchia politica si opponesse al fatto che un italiano, seppur fedele al programma voluto a suo tempo da Richelieu, governasse la Francia. La reggente decise inoltre di abbandonare gli scomodi appartamenti reali al Palazzo del Louvre e si installò al Palais-Cardinal, lasciato in eredità da Richelieu a Luigi XIII, approfittando dello splendido parco privato che il palazzo offriva come luogo di svago per il giovane Luigi e per il fratello. Fu così che il Palais-Cardinal divenne Palais-Royal dove si installò la famiglia reale e tutta la corte.

#### Istruzione

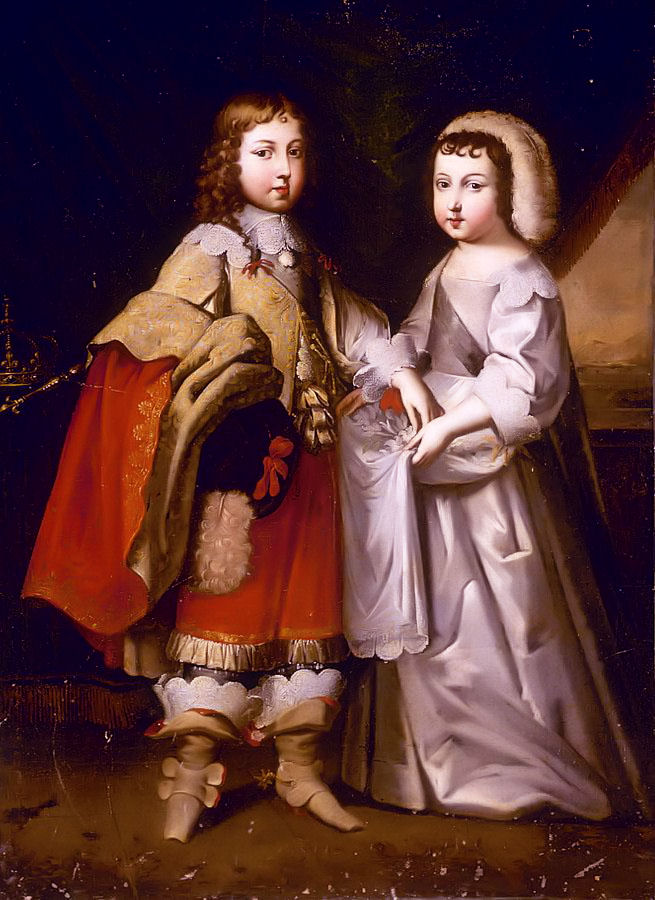
Luigi XIV e suo fratello minore Filippo, detto "Petit Monsieur", olio su tavola attribuito a Henri e Charles Beaubrun

Oltre alle proprie funzioni ministeriali e governative, Mazzarino fu tutore di Luigi XIV, e a partire dal marzo del 1646 si prese la responsabilità della sua istruzione e di quella di suo fratello Filippo, avendo come vice-governante il Maresciallo de Villeroy. Il re e suo fratello si recarono quindi spesso anche all'Hôtel de Villeroy, non lontano dal palazzo reale. Luigi XIV strinse amicizia anche con il figlio del maresciallo, François de Villeroy.
Malgrado gli sforzi dei suoi diversi precettori (l'abate Péréfixe de Beaumont nel 1644, François de La Mothe Le Vayer a partire dal 1652), l'educatore con cui ebbe maggior intesa fu senza dubbio Pierre de La Porte, suo primo valletto di stanza, che egli stesso nominò suo lettore di testi storici, e che gli tenne corsi di latino, storia, matematica, italiano e disegno, sebbene Luigi non fosse uno studioso modello.

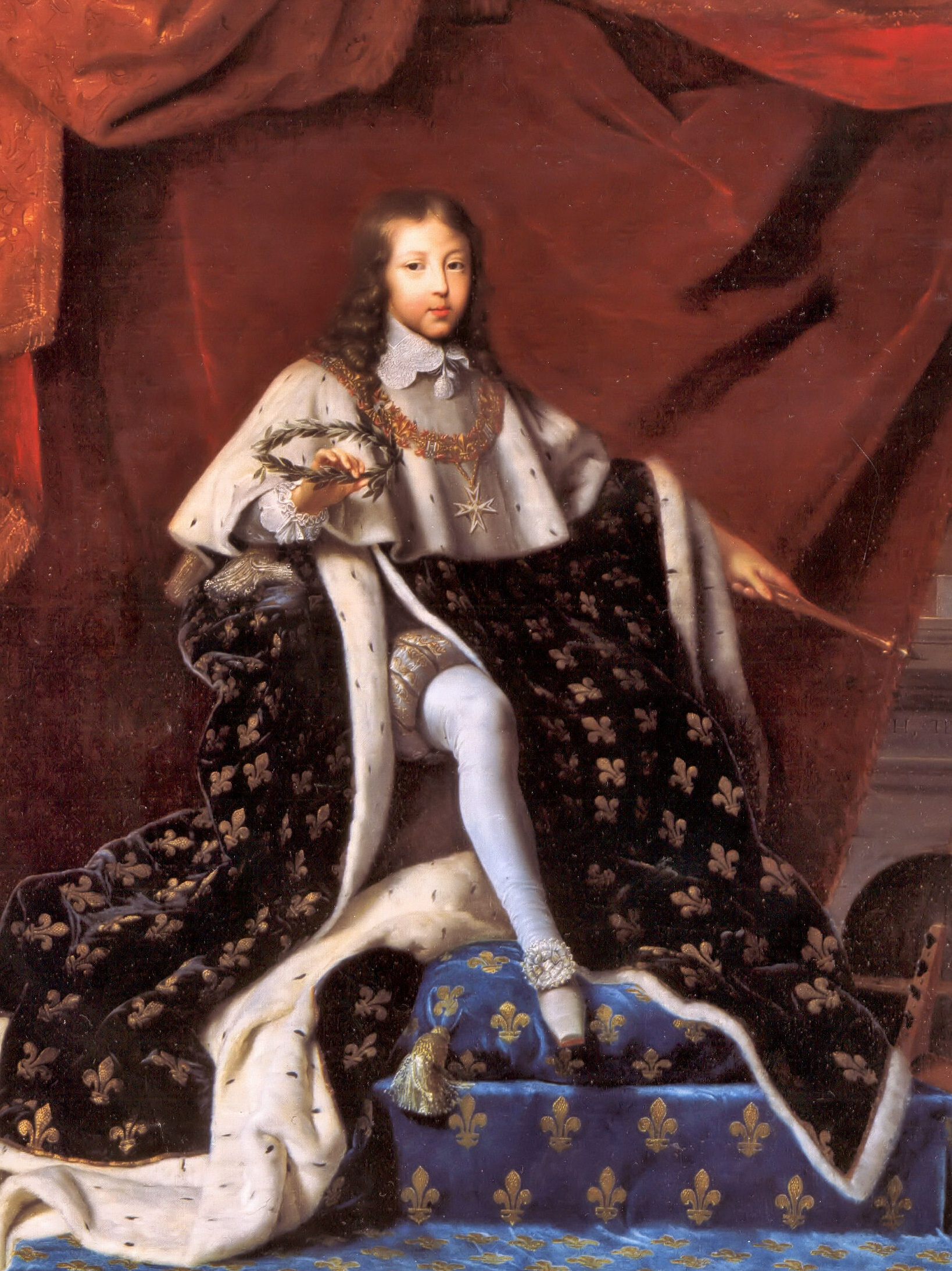
Luigi XIV negli abiti dell'incoronazione nel 1648

Seguendo l'esempio di Mazzarino che era stato un notevole collezionista d'arte del suo tempo, Luigi XIV si dimostrò sempre molto sensibile alla pittura, all'architettura, alla musica e soprattutto alla danza che per l'epoca era considerata essenziale per l'educazione di un aristocratico: si esercitò infatti nella danza per due ore al giorno dai 7 ai 27 anni. Ebbe anche un'educazione sessuale particolare: sua madre predispose che la Baronessa di Beauvais (soprannominata "Cateau la Borgnesse") si "accertasse" se e quando il Principe avesse raggiunto la maturità sessuale. Ella gli fece perdere la verginità all'età di sedici anni.

#### Erede miracolato

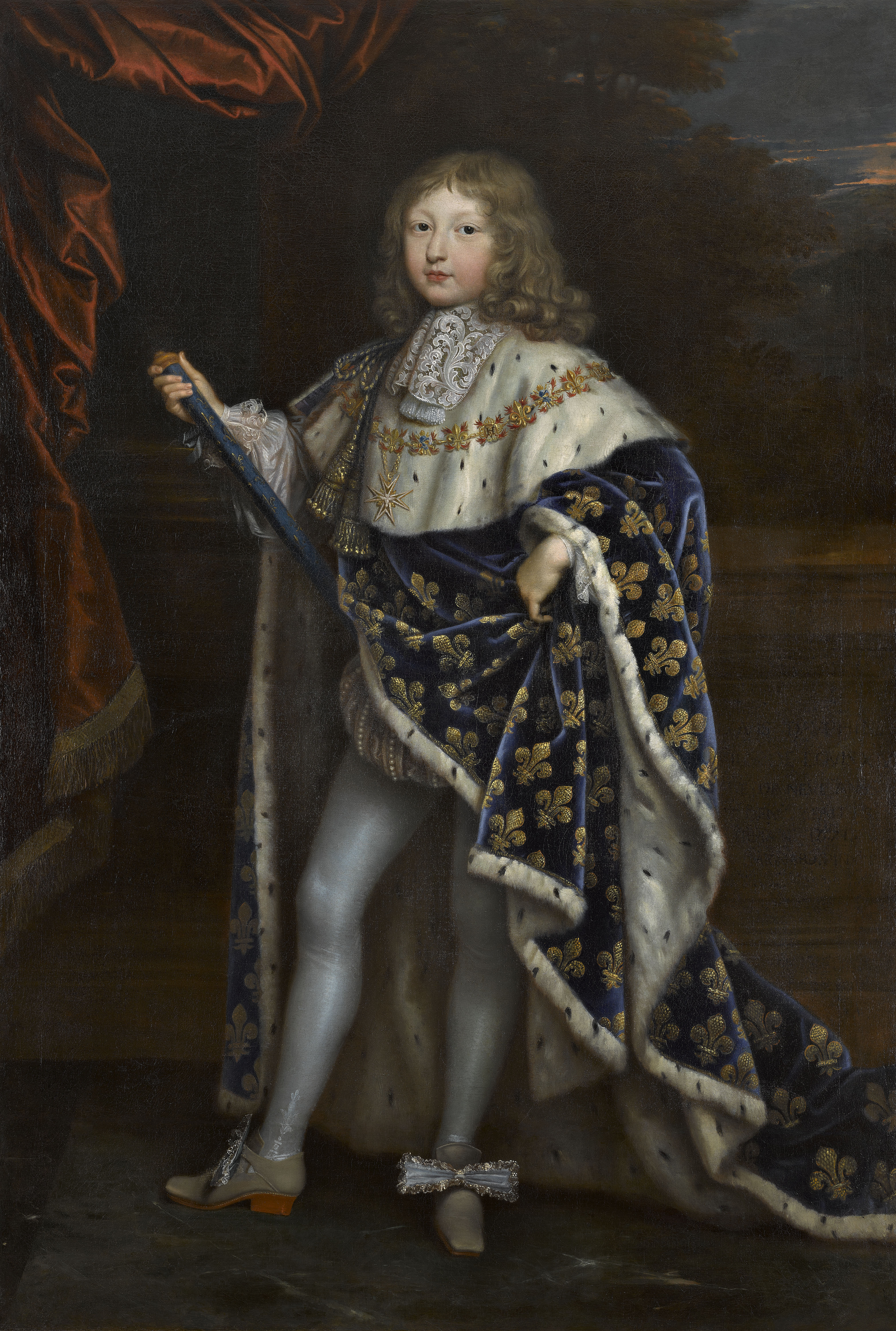
Ritratto di Luigi XIV, 1648

Durante la sua infanzia Luigi XIV sfuggì più volte al decesso:
- a 5 anni finì quasi annegato in uno dei laghetti del giardino del Palais-Royal;
- a 9 anni contrasse il vaiolo, e dopo dieci giorni di cure, quando i medici avevano ormai perso le speranze, Luigi recuperò la salute «miracolosamente»[10];
- a 15 anni soffrì di un tumore alla mammella da cui però si rimise dopo poco[10];
- a 17 anni soffrì di gonorrea[10].

L'allarme più grave per la sua salute fu a ogni modo il 30 giugno 1658, quando subì una grave intossicazione alimentare (causata probabilmente da acqua infetta) da cui derivò una febbre tifoide. L'8 luglio di quello stesso anno ricevette l'estrema unzione e iniziarono i preparativi per la sua successione quando Guénaut, medico personale di Anna d'Austria, gli somministrò un emetico a base di antimonio e di vino che "miracolosamente" guarì il re. Come riportò il segretario di corte Toussaint Rose, fu probabilmente in quell'occasione che iniziò a perdere quasi tutti i capelli e a indossare la famosa parrucca che divenne una vera e propria moda durante il suo regno.

#### Fronda

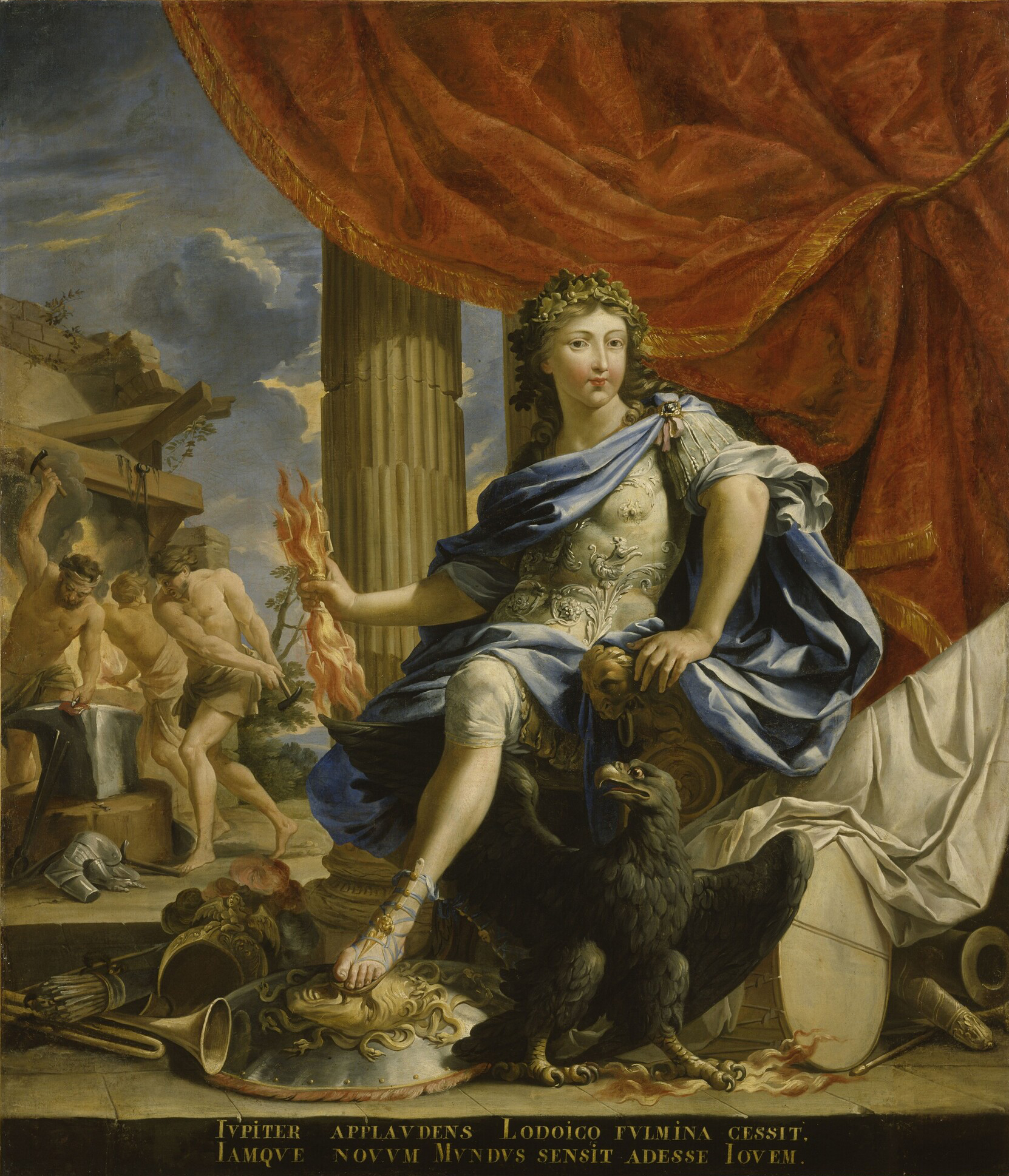
Ritratto di Luigi come vincitore della Fronda nelle vesti di Giove
Reggia di Versailles, 1655

Negli anni finali della guerra dei trent'anni in Francia scoppiò una guerra civile meglio conosciuta con il nome di "Fronda", che mise seriamente in crisi la stipula della Pace di Vestfalia. I frondeur, originariamente, erano insorti contro il re a protezione dei diritti feudali dell'aristocrazia francese contro il crescente accentramento del potere statale guidato dal cardinale Mazzarino, che per di più aveva proseguito la politica di Richelieu suo predecessore nell'accrescere il potere della Corona a spese della nobiltà e del parlamento. L'opposizione della vecchia aristocrazia conservatrice si scagliò anche contro la nobiltà di toga (Noblesse de Robe), cioè i "nuovi nobili" creati dal Re in quanto detentori di cariche pubbliche di rilievo o perché avevano acquistato il titolo nobiliare, fatto questo che indignava profondamente i ricchi proprietari terrieri figli dell'aristocrazia tradizionale.
Nel 1648 il cardinale Mazzarino tentò di tassare i membri del Parlamento di Parigi, un organo giudiziario e di controllo composto in gran parte da nobili e da personaggi dell'alto clero. I membri del parlamento non solo si rifiutarono di sottoscrivere questo atto, ma ordinarono anche che il decreto finanziario promosso da Mazzarino venisse pubblicamente bruciato. Mazzarino, rafforzato dalla notizia della vittoria di Luigi II di Borbone-Condé alla battaglia di Lens, diede ordine di arrestare alcuni membri del parlamento come dimostrazione di forza, ma la cittadinanza di Parigi insorse contro il governo. Dopo che i frondeur ebbero fatto irruzione nel palazzo reale, Anna e il piccolo Luigi XIV decisero di lasciare Parigi e di trasferire altrove l'intera corte. Poco dopo la Pace di Vestfalia pose fine agli scontri in Francia.
Dopo la prima fronda (Fronda parlamentare, 1648-1649), scoppiò una seconda fronda, che coinvolse i rappresentanti dell'aristocrazia (Fronda nobiliare o Fronda dei principi, 1650-1653). Questa seconda fase vide l'insurrezione delle classi agiate, il che provocò danni anche maggiori della prima dal momento che fu un periodo di sordidi intrighi e trame nascoste. Essa era condotta dagli aristocratici che protestavano contro la centralizzazione del potere e venne guidata dai più alti nobili della Francia dell'epoca, tra cui molti parenti dello stesso re Luigi XIV: Gastone d'Orléans, suo zio paterno, Anna Maria Luisa d'Orléans, duchessa di Montpensier (la Grande Mademoiselle) cugina del re e figlia di Gastone, Luigi II, principe di Condé, Armando di Borbone, principe di Conti, Anna Genoveffa, duchessa di Longueville ed Enrico d'Orléans, duca di Longueville, oltre a Francesco di Vendôme, duca di Beaufort, inoltre i discendenti di altre dinastie nobili francesi come Federico Maurizio de La Tour d'Auvergne-Bouillon, duca di Bouillon, e suo fratello il famoso maresciallo di Francia, Henri de La Tour d'Auvergne-Bouillon, visconte di Turenna, oltre a Marie de Rohan-Montbazon, duchessa di Chevreuse e François VI, duca de La Rochefoucauld.
Con la maggiore età di Luigi XIV e la sua successiva incoronazione, i frondeur lasciarono le pretese di rivolta in quanto miravano quasi esclusivamente a costituire loro stessi il comitato di reggenza del re e non a spodestarlo dal trono. La fronda si concluse ufficialmente nel 1653, quando Mazzarino fece il suo ritorno trionfale in Francia dopo un periodo di esilio.

#### Matrimonio con Maria Teresa d'Asburgo

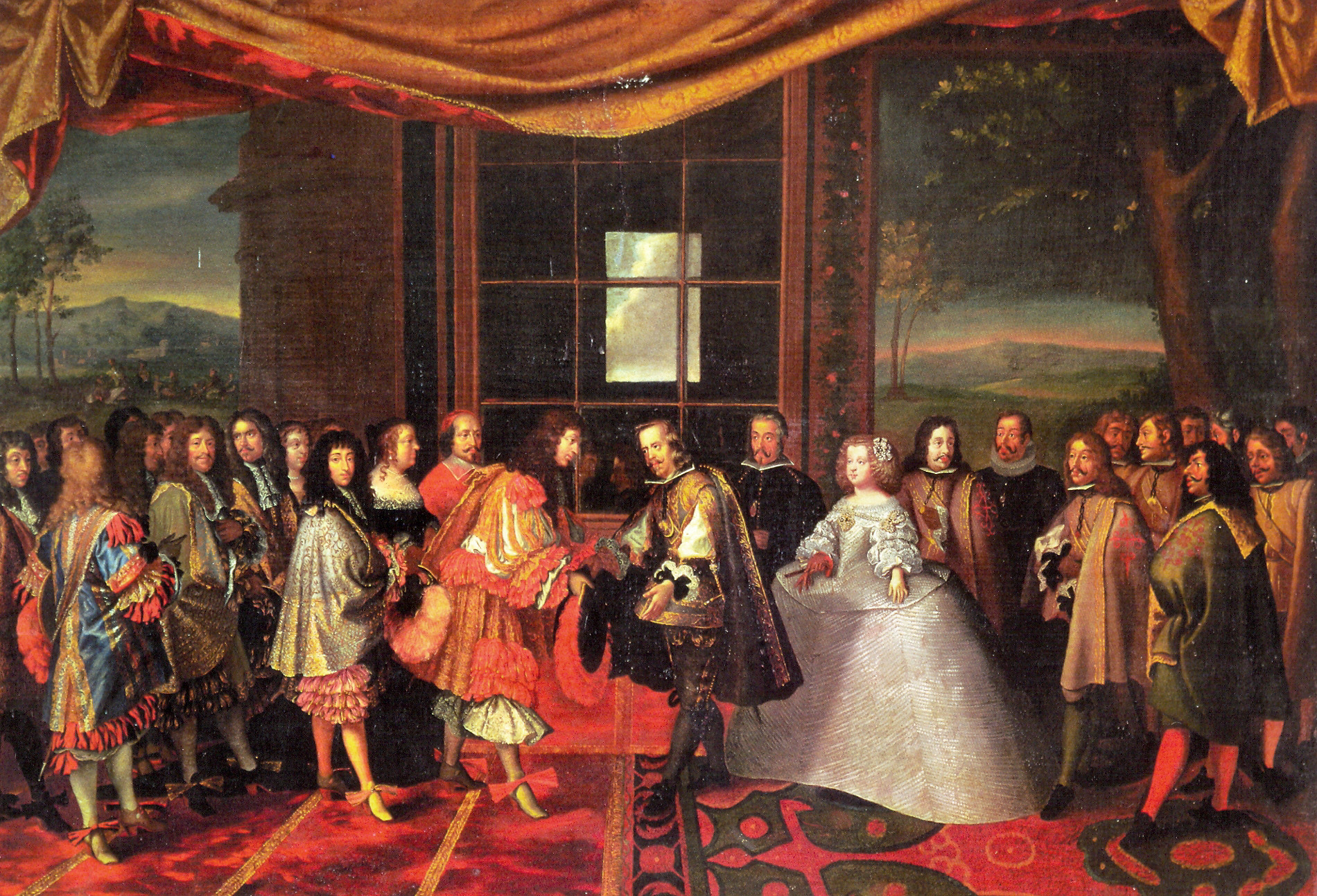
Incontro tra Luigi XIV e Filippo IV di Spagna sull'Isola dei Fagiani nel 1659; dietro Filippo IV si riconosce sua figlia, la futura regina di Francia

Con la conclusione della guerra franco-spagnola, venne siglata la Pace dei Pirenei che finalmente fissava le frontiere tra Francia e Spagna. Luigi XIV accettò di buon grado tutte le clausole con l'eccezione di una: sposare l'infanta Maria Teresa d'Asburgo, figlia di Filippo IV di Spagna e di Elisabetta di Francia. Gli sposi erano due volte cugini primi dal momento che la regina madre Anna d'Austria era sorella di Filippo IV ed Elisabetta era sorella di Luigi XIII. Ovviamente il matrimonio era un fatto meramente politico per riavvicinare Francia e Spagna, sebbene Luigi XIV avesse desiderato inseguire il vero amore. Il matrimonio venne celebrato il 9 giugno 1660 nella chiesa di San Giovanni Battista a Saint-Jean-de-Luz, a poca distanza dal confine tra i due Paesi.
Luigi incontrò la sposa appena tre giorni prima del matrimonio, rilevando come essa parlasse solo qualche parola di francese. La prima notte di nozze tra i due, contrariamente alla tradizione dell'epoca, non ebbe testimoni.

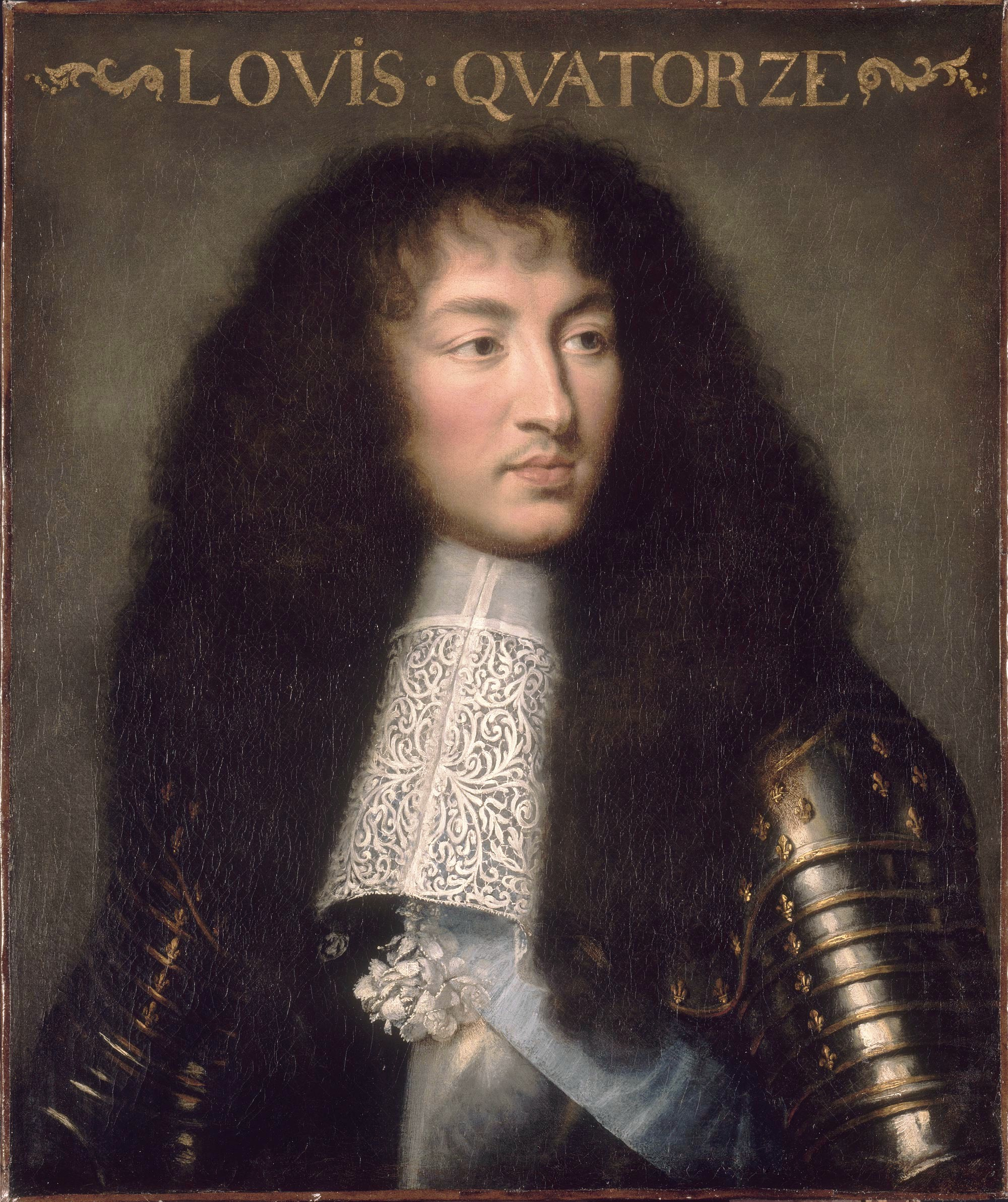
Luigi XIV di Francia, in un ritratto di Charles Le Brun del 1661, anno in cui il re di Francia decise di governare autonomamente senza tutori né primi ministri

Conosciuto con l'appellativo di Re Sole (appellativo che gli venne attribuito durante la Monarchia di luglio, anche se il re aveva adottato questo emblema già nel 1653 danzando nelle vesti del Sole nel Ballet royal du jour et de la nuit), Luigi XIV fece di tutto per rafforzare la propria posizione di monarca assoluto, scelto per diritto divino. A soli sedici anni, nel mese di aprile del 1655, prese delle posizioni sulle finanze dello Stato che avrebbero aumentato le entrate fiscali totali del regno dai 130 milioni del 1653 agli oltre 160 milioni del 1659-1660, gareggiando con i migliori economisti e legislatori del suo tempo e grazie alla collaborazione di personaggi chiave come Jean-Baptiste Colbert. Per quanto Luigi XIV si identificasse con lo Stato (celebre è la sua frase "lo Stato sono io!"), egli se ne dichiarò sempre il primo servitore, riassumendo tuttavia nell'idea anche dei suoi contemporanei l'immagine di un sovrano sì forte e accentratore, ma anche attento a riforme accurate nelle politiche amministrative e fiscali, nella politica estera e in quella religiosa.

#### Presa di potere e eliminazione di Fouquet

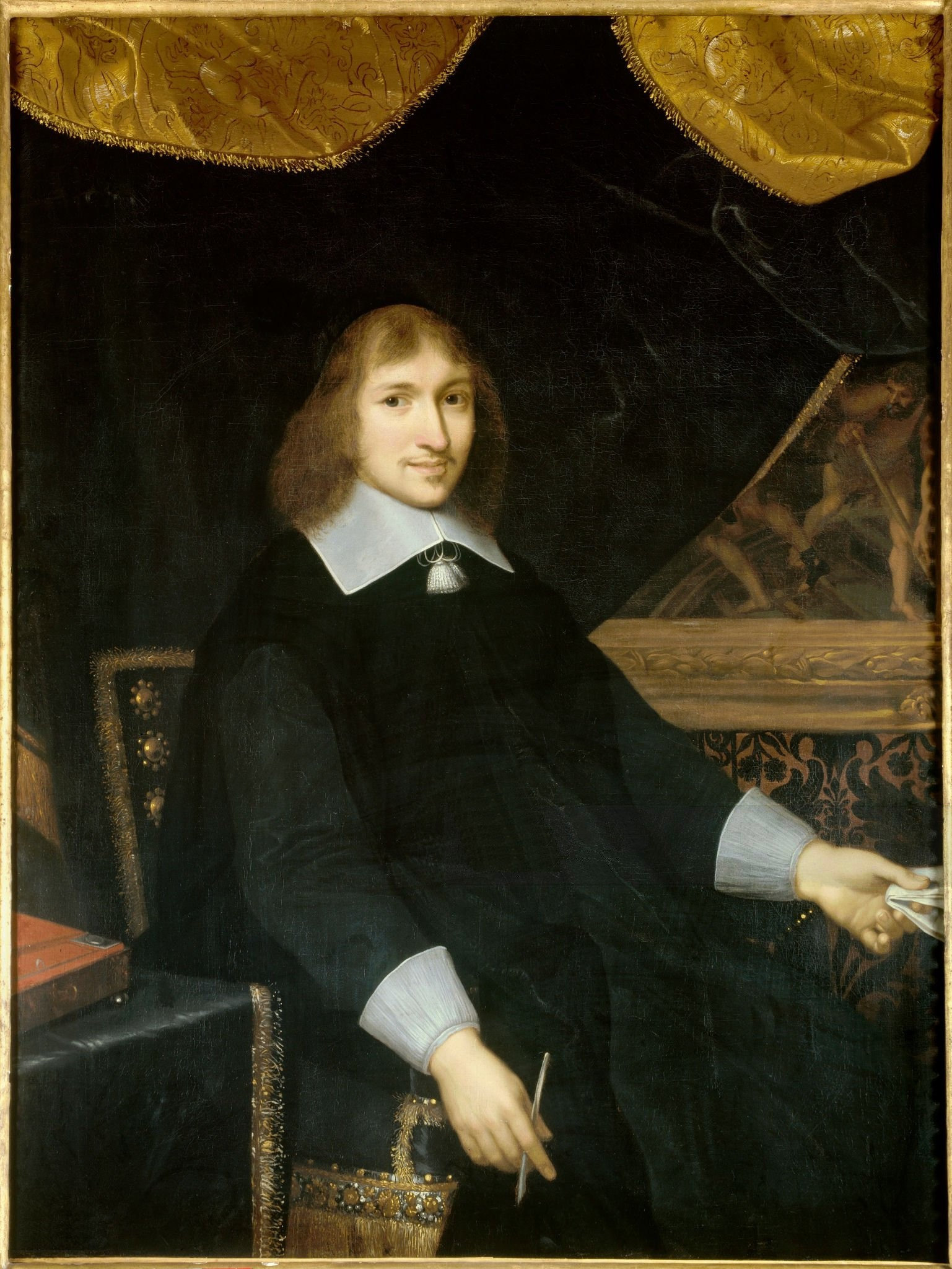
Nicolas Fouquet, il sovrintendente delle finanze che il Re Sole fece rimuovere per salvare le casse dello Stato

Alla morte del primo ministro cardinale Mazzarino, nel 1661, Luigi XIV decise di assumere personalmente il controllo delle redini del governo, sebbene l'entourage del re non fosse realmente convinto delle sue capacità di governare da solo lo Stato: questo lo convinse ancora di più a perseverare nelle proprie convinzioni di monarca assoluto.

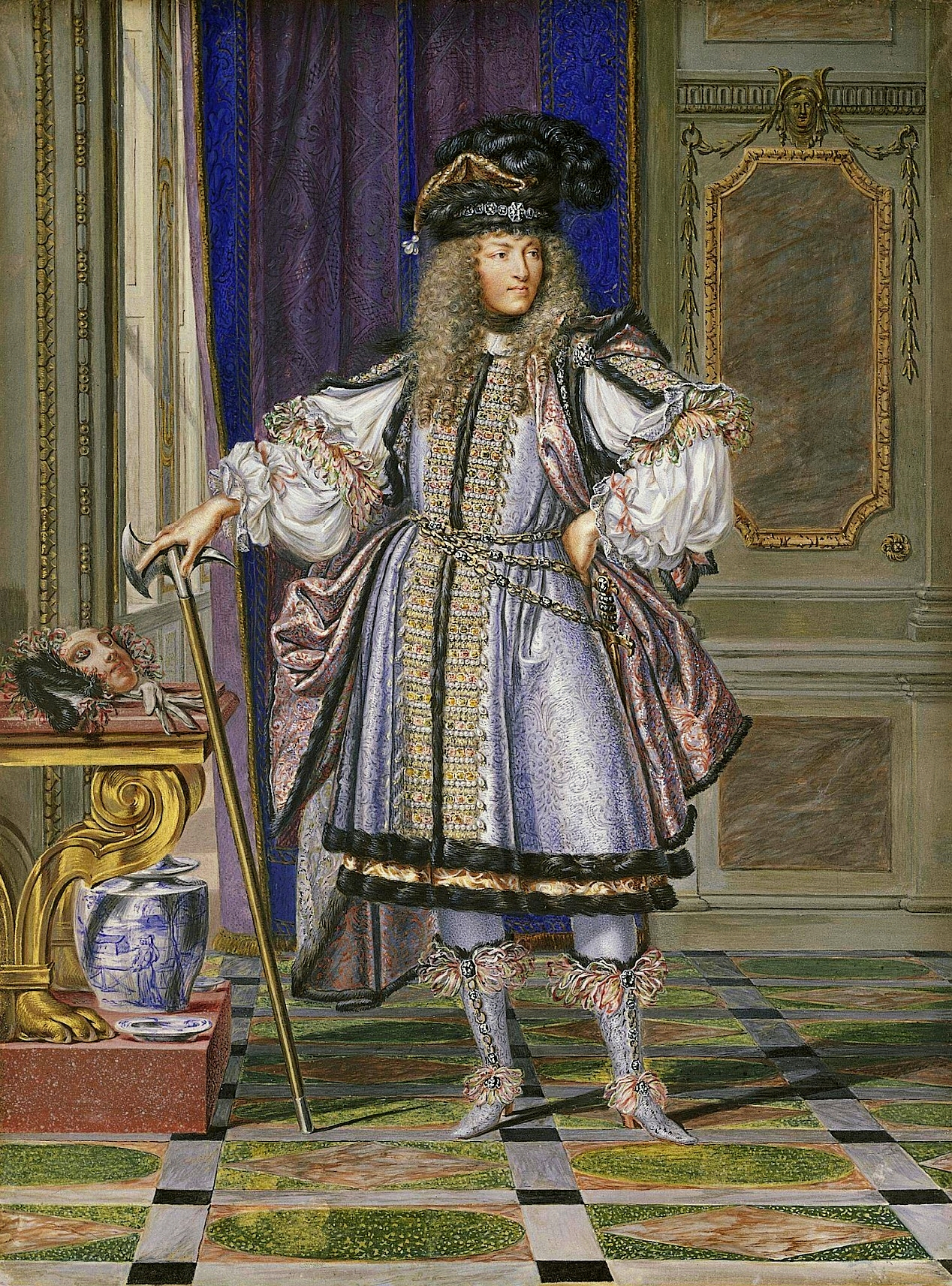
Luigi XIV di Francia in costume polacco intorno al 1664.

La sua ascesa riportò ordine nell'amministrazione, mentre le casse pubbliche si trovavano alla soglia della bancarotta dopo la rovinosa guerra contro la Spagna, ma anche a causa delle spese personali sostenute da Mazzarino e per l'arricchimento personale e speculativo di Nicolas Fouquet, sovrintendente alle finanze. Sei mesi dopo la sua presa di potere, dunque, Luigi XIV decise di eliminare Nicolas Fouquet dalla scena, commutando l'esilio perenne promosso dal Parlamento in un imprigionamento a vita, abolendo per sempre l'Ufficio della sovrintendenza ai fondi statali da lui ricoperto. L'imprigionamento avvenne in pieno giorno, il 5 settembre 1661, e l'operazione venne condotta dal moschettiere D'Artagnan, reso poi celebre da Alexandre Dumas padre. Jean-Baptiste Colbert venne nominato controllore generale delle finanze nel 1665. Inoltre Luigi si premurò di dimostrare che Fouquet aveva sottratto illegalmente del denaro alle casse statali per costruire l'opulento castello di Vaux-le-Vicomte, il che lo screditò presso l'opinione pubblica.

#### Obbedienza delle province
La reazione delle province francesi alla nuova politica del sovrano non tardò a farsi sentire, e per sedare le rivolte scoppiate in Provenza (a Marsiglia in particolare), il giovane Luigi XIV inviò sul posto il Duca di Mercœur per reprimerle. Il re prese il caso di Marsiglia come capro espiatorio per dare un giro di vite alla situazione delle province nazionali e per questo, dopo essere entrato in città il 2 marzo 1660, decise di cambiare il sistema comunale locale sottoponendolo al parlamento di Aix. Altre proteste si ebbero in Normandia e nell'Angiò, che però vennero represse nel 1661. L'obbedienza "non venne più accettata, ma imposta".

#### Colbert e creazione del Consiglio reale delle Finanze (12 settembre 1661)

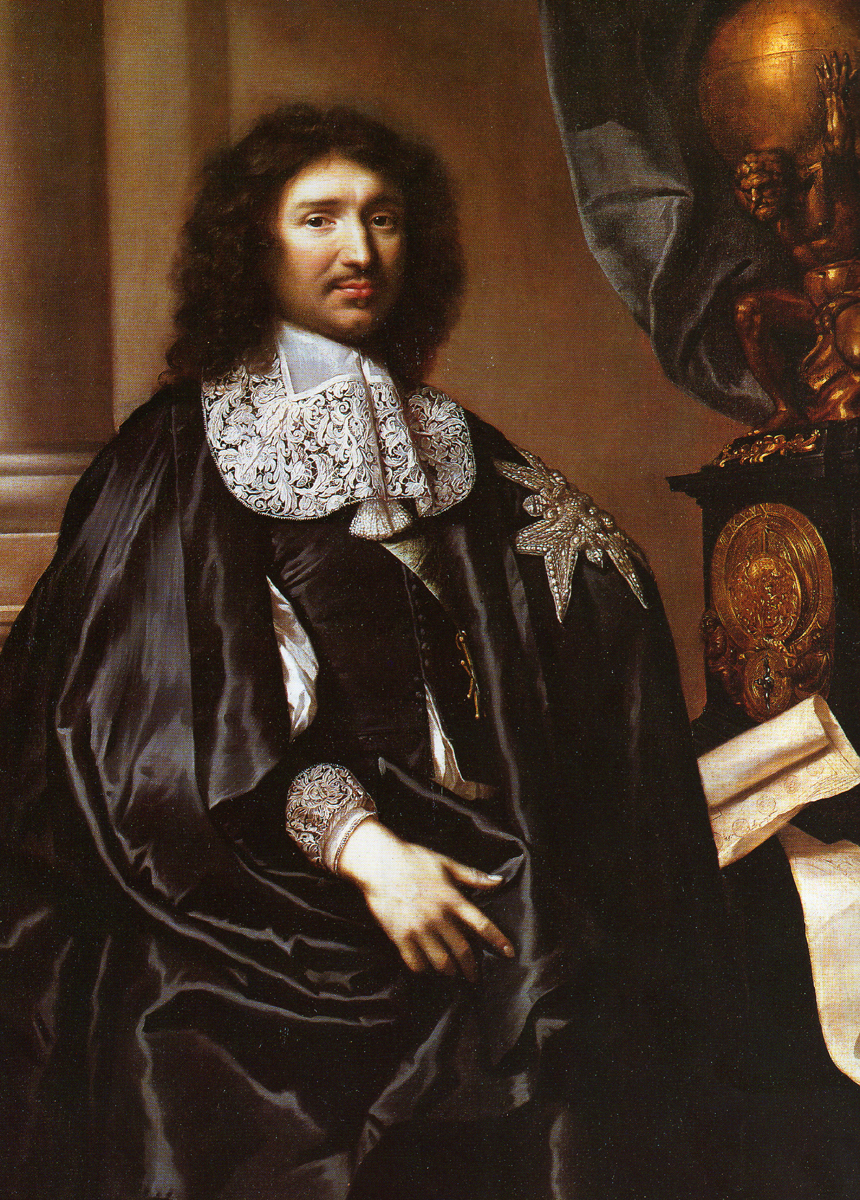
Jean-Baptiste Colbert che succedette a Nicolas Fouquet dopo l'eliminazione voluta da Luigi XIV

La prima parte del regno di Luigi XIV fu segnata da grandi riforme amministrative e, soprattutto, da una migliore ripartizione della tassazione. I primi dodici anni videro il Paese in pace e il ritorno di una relativa condizione di prosperità. Con il Re Sole si passò infatti dal concetto di una monarchia giudiziaria (dove la funzione principale del re è quella di rendere giustizia) a una monarchia amministrativa (dove il re è a capo dell'amministrazione statale).
La figura chiave di questo periodo di rinnovamento fu Jean-Baptiste Colbert, che improntò le riforme economiche come base del governo. Egli ridusse il debito nazionale con una più efficiente tassazione. Le sue tasse principali includevano gabelle, taglie, tasse terriere e doganali. Queste ultime in particolare vennero ampiamente sfruttate da Colbert per promuovere il commercio e l'industria francese, costringendo le imprese nazionali a produrre per lo Stato e scoraggiando le importazioni che aumentavano i costi generali: promosse nello specifico le seterie di Lione, grazie anche alla famosa Manifattura dei Gobelins, che da allora e sino a oggi produce raffinatissima tappezzeria e bellissimi arazzi. Colbert incoraggiò anche l'immigrazione in Francia di artigiani e artisti da tutta Europa come mastri vetrai da Murano, fabbri dalla Svezia, carpentieri navali dai Paesi Bassi: in questo modo si vide diminuire sempre più la dipendenza della Francia dai beni importati dall'estero, e crebbero nel contempo le esportazioni, che fecero aumentare l'attivo delle casse dello Stato.

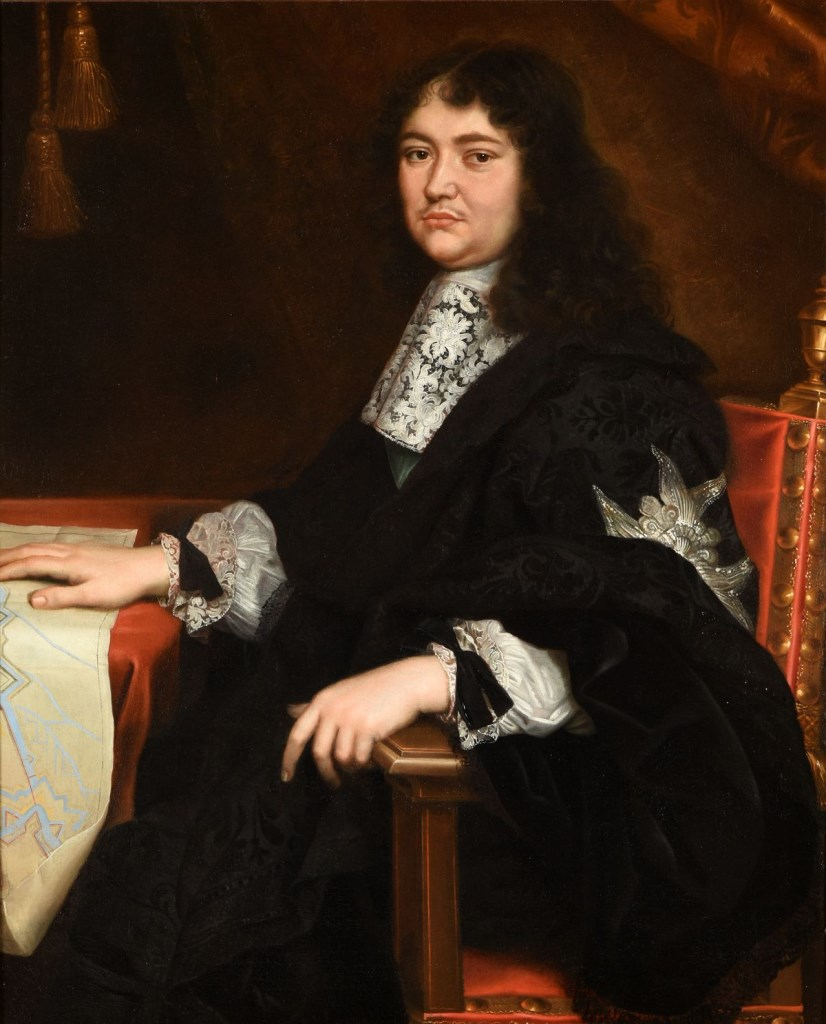
Il Marchese di Louvois, segretario di stato per la guerra, rivale di Colbert nel Consiglio del re

Era ormai finito il tempo in cui i generali disobbedivano ai progetti della corte e del governo centrale, dal momento che non erano più sottoposti al governo dei piccoli signorotti, ma combattevano unicamente per il re. Il marchese di Louvois, in particolare, si prodigò personalmente per il rinnovamento dell'esercito, disciplinandolo e dotandolo di nuove armi, contribuendo così all'innalzamento del morale delle truppe, che ebbe effetti positivi sugli scontri che si susseguirono durante la reggenza del trono da parte di Luigi XIV, malgrado questo lo fece entrare più volte in conflitto in seno al consiglio dei ministri del re con Colbert che invece prediligeva le riforme economiche.
L'influenza di Colbert sulle politiche del re permarrà sino al 1671 quando il sovrano, sentendosi maggiormente attirato dalle prospettive di Louvois, si avvicinò alle posizioni militariste di quest'ultimo (anche a fronte dell'imminente scoppio della guerra con la Repubblica delle Sette Province Unite), la cui influenza sul sovrano e sulle sue politiche durerà sino al 1685.
Luigi stesso si premurò di introdurre anche alcune riforme legali. La figura del guardasigilli, pur mantenendo formalmente la propria posizione, si svuotò di quell'importanza data all'amministrazione della giustizia, sebbene la volontà del re si riflettesse chiaramente nella pubblicazione della Grande Ordonnance de Procédure Civile del 1667, conosciuta anche con il nome di Code Louis, un codice di procedura civile valido e uniforme per tutta la Francia, il primo a essere creato in questo senso. Esso riguardava i campi più svariati come il battesimo, il matrimonio, le sepolture, la compilazione dei registri di Stato (contrapposti ai registri della Chiesa). Il Code Louis giocò quindi un ruolo rilevante nella storia legale della Francia e gettò le basi per il futuro Codice napoleonico che Napoleone Bonaparte promulgò agli inizi dell'Ottocento, a sua volta base essenziale per il costituirsi del diritto moderno; esso inoltre ebbe il grande vantaggio di unificare la legge francese che in precedenza si suddivideva come da tradizione in due parti: al nord vigeva la consuetudine (insieme di leggi non scritte applicate per abitudine), mentre al sud vigeva ancora il diritto romano (ormai considerato antiquato e fortemente frainteso). Inoltre riformò nel 1670, con l'Ordonnance criminelle, il sistema di procedura penale al duplice scopo di unificarlo in tutto il regno e di limitare il potere dei vari Parlamenti, i quali erano principalmente organismi giudiziari che con il tempo avevano in qualche modo eroso la sovranità dello stesso re. L'anno seguente, 1671, venne promulgato il Code Du Comerce, detto anche Code De Savary, con il quale il re intendeva disciplinare la materia del diritto commerciale.

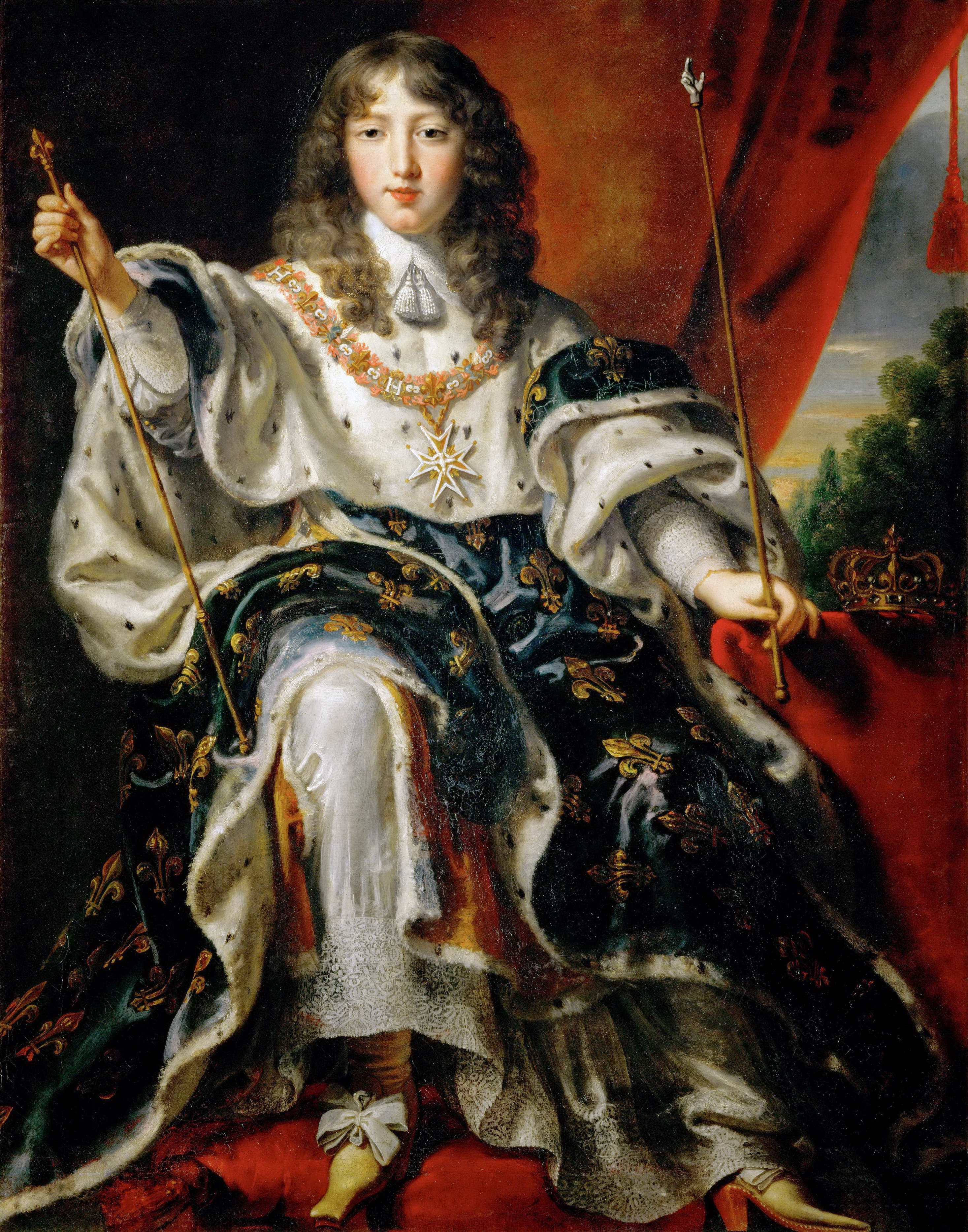
Ritratto di Luigi XIV di Francia tra il 1651 e il 1654 circa

Un altro importante documento legislativo emanato da Luigi XIV fu la Grande Ordonnance sur les Colonies del 1685, conosciuto anche con il nome di Code noir, che regolò la schiavitù, eliminò alcuni abusi, garantì la proibizione della separazione delle famiglie di schiavi e limitò fortemente la schiavitù dei bianchi (detta anche servitù a contratto).

#### Creazione della moderna polizia
Il re Luigi XIV viene spesso descritto come un sovrano che desiderava «sapere tutto». Quando il regno del Re Sole ebbe inizio «La Parigi del XVII secolo era quasi invivibile»: ovunque nella capitale e in diverse parti della Francia scoppiavano epidemie, incendi, inondazioni e le condizioni di vita erano al limite del sopportabile. La capitale del resto attirava le persone che speravano di vivere meglio a fianco dei ricchi: truffatori, rapinatori, ladri, mendicanti, fuorilegge, senza terra e variegate categorie di persone svantaggiate. All'epoca di Luigi XIV era ancora perfettamente funzionante la Corte dei miracoli (con una popolazione stimata di 30.000 abitanti, ovvero il 6% della popolazione totale).
Non bisogna dimenticare che Luigi XIV all'epoca viveva ancora a Parigi non avendo ancora costruito la reggia di Versailles e, vedendo tutto ciò, si rese conto di quanto vi fosse da fare e per questo decise di creare una moderna forza di polizia che venne affidata a Gabriel Nicolas de la Reynie. Questo nuovo corpo permetteva agevolmente di affrontare tutte le situazioni criminose o le emergenze che si fossero manifestate, fondendo in sé le quattro diverse polizie che precedentemente operavano nella sola capitale. La prima azione della nuova polizia fu quella di sgomberare la Corte dei miracoli, ma si occupava anche di segnalare le situazioni a rischio e aiutare il re nella pianificazione della città (illuminazione pubblica, acqua corrente, ecc). Tra i casi di cui questa nuova polizia si occuperà in seguito ricordiamo il complotto di Latréaumont (1674), e l'affare dei veleni (1679-1682).

#### Fondazione dell'Ospedale Generale di Parigi (27 aprile 1656)
Con editto apposito datato al 27 aprile 1656, Luigi XIV si impegnò personalmente a trovare un mezzo per sradicare l'accattonaggio, il vagabondaggio e la prostituzione nella capitale, e la soluzione fu l'istituzione di un ospedale generale che sovrintendesse e regolasse tutte le strutture sanitarie parigine. La struttura venne progettata sul modello dell'Ospedale di Lione (Ospizio della Carità, fondato nel 1624) e vi chiamò a operare i membri della Compagnia del Santissimo Sacramento. Esso riunì tre storiche istituzioni della capitale: la Salpêtrière, l'ospedale di Bicêtre e quello di Sainte-Pelagie.

### Politica estera dei primi anni (1643-1672)

Territori del regno di Francia e conquiste di Luigi XIV dal 1643 al 1715

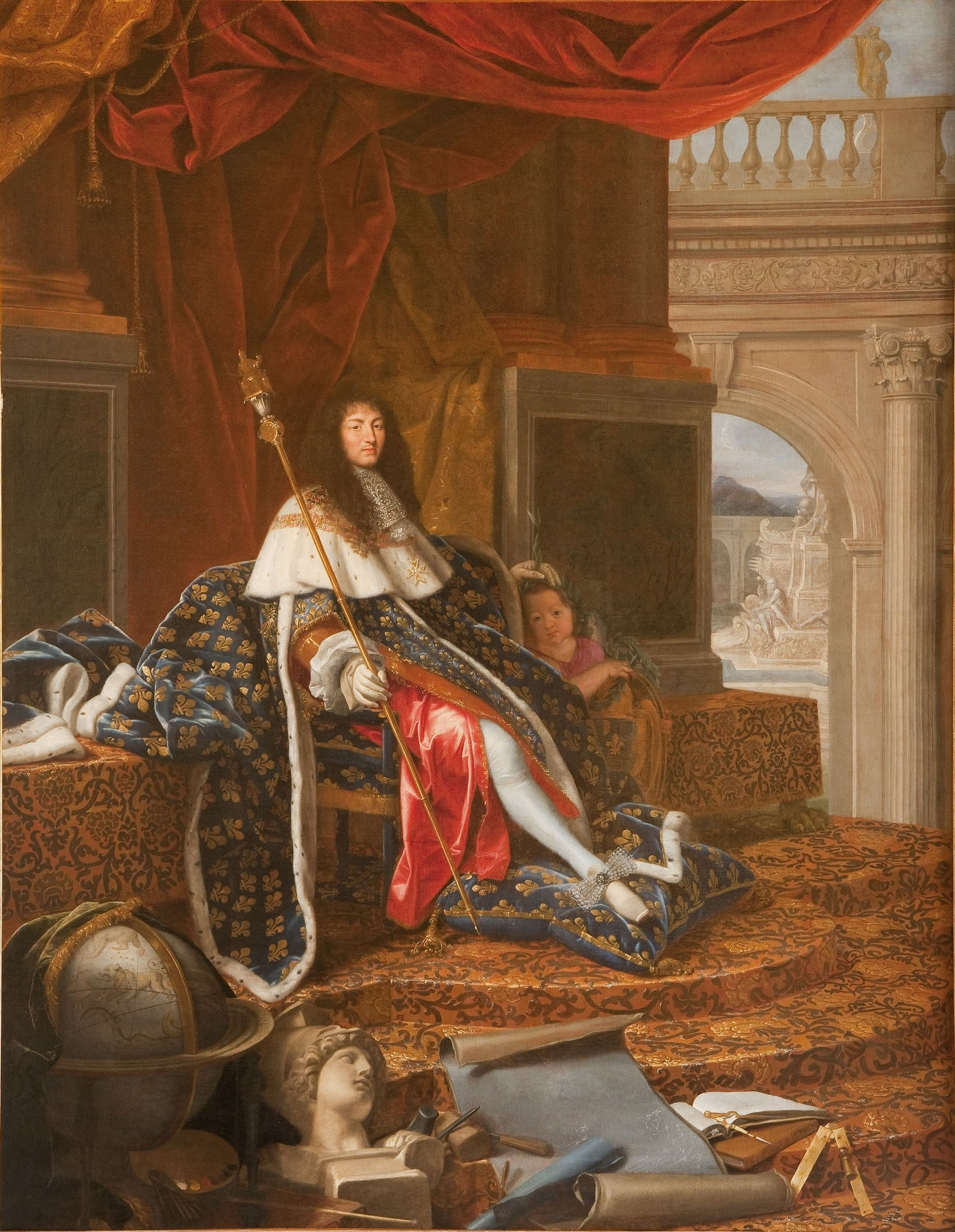
Ritratto di Luigi XIV di Francia nel 1667

Durante il suo regno, Luigi XIV tese ad affermare la potenza del proprio dominio utilizzando gli strumenti tradizionali della diplomazia (ambasciate, trattati, alleanze, unioni dinastiche, supporto per gli avversari dei suoi nemici). Ma è soprattutto con le armi che Luigi XIV decise le sorti della Francia. Il giovane re perseguì infatti in primo luogo la strategia che era stata dei suoi predecessori per tentare di liberarsi dell'angustiante problema che sin dall'epoca di Francesco I aveva attanagliato la Francia, ovvero l'accerchiamento egemonico degli Asburgo in Europa. Il Re Sole colse quindi l'occasione per sfruttare la guerra come mezzo risolutivo, trascurando in parte l'espansione coloniale in un'epoca in cui stavano facendo passi da gigante le esplorazioni geografiche.

#### Tradizionale alleanza anti-asburgica

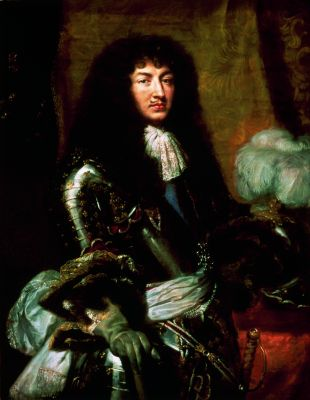
Luigi XIV in un ritratto del 1670 con i caratteristici baffetti "à la royale" che caratterizzarono la moda della sua prima parte del regno

Uno dei primi obiettivi di politica estera perseguiti da Luigi XIV fu rompere l'accerchiamento degli Asburgo, motivo per cui già all'epoca della sovrintendenza politica di Mazzarino il giovane re dovette scendere a patti con le grandi potenze protestanti europee, coerentemente con la politica dei suoi due predecessori e a quella di Richelieu, agendo nell'esclusivo interesse della Francia e malgrado le proprie fervide convinzioni religiose cattoliche.

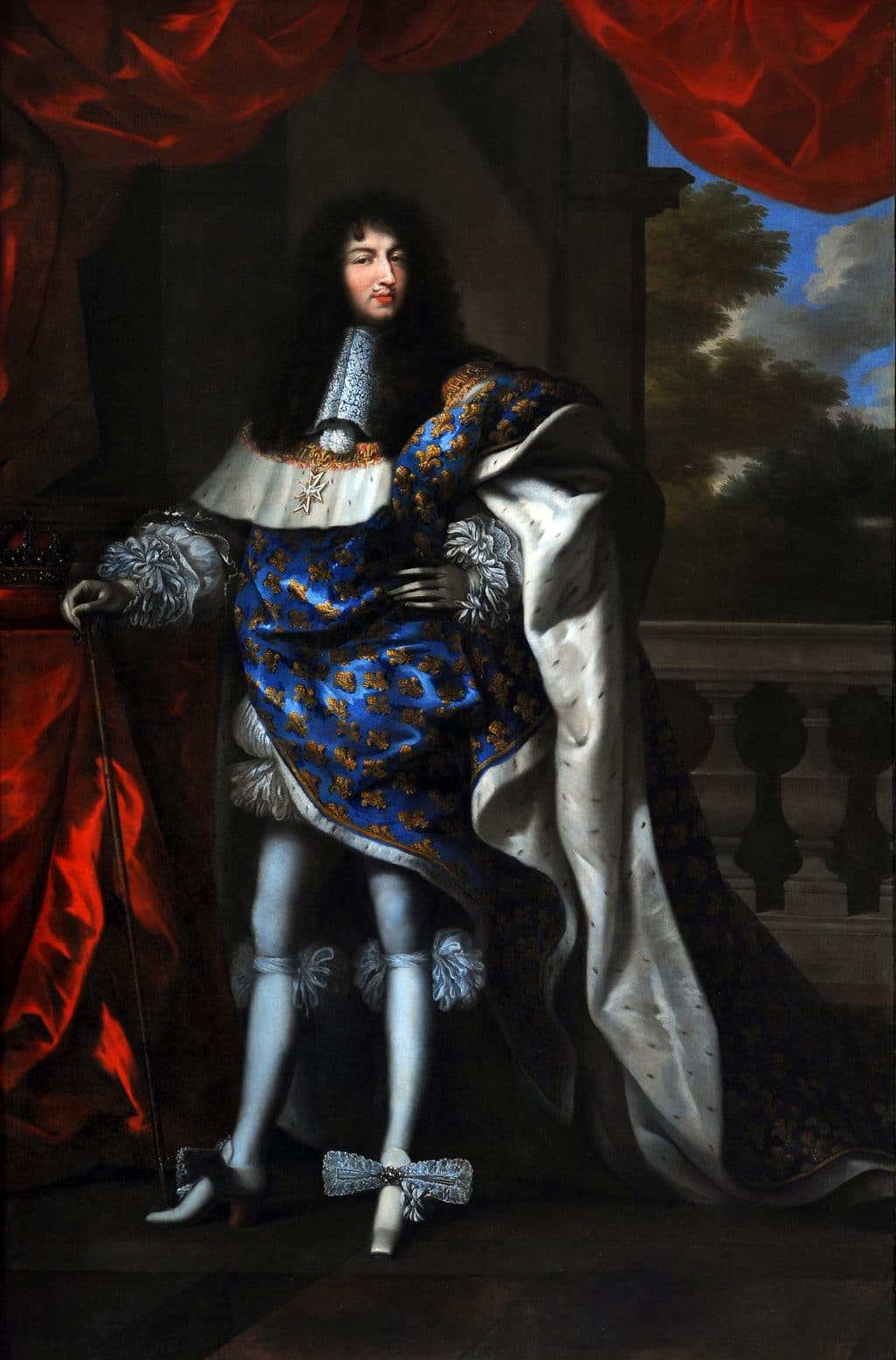
Ritratto di Luigi XIV di Francia nel 1668

La guerra franco-spagnola conobbe quattro fasi: all'inizio del regno di Luigi XIV, la Francia sosteneva direttamente le potenze protestanti contro gli Asburgo nella guerra dei trent'anni, conclusasi nel 1648 con la Pace di Vestfalia. Approfittando della Fronda, la Spagna cercò di indebolire il re sostenendo la rivolta militare del Gran Condé (1653) contro Luigi XIV. Nel 1659 le vittorie francesi e l'alleanza con i puritani inglesi (1655-1657) e le potenze tedesche (Lega del Reno) imposero alla Spagna la Pace dei Pirenei (confermata dal matrimonio tra Luigi XIV e l'Infanta nel 1659). Infine, il conflitto riprese nella morte del re di Spagna (1665), quando Luigi XIV iniziò la guerra di devoluzione: in nome dell'eredità di sua moglie, il re di Francia richiese che gli fossero cedute tutte le città di confine tra il regno di Francia e i Paesi Bassi spagnoli, in un momento di grandi tensioni tra Spagna e Portogallo.
Dopo queste vittorie Luigi XIV si trovò a capo della prima potenza militare e diplomatica d'Europa, ampliando il proprio regno a nord (Artois) e a sud (Rossiglione). Sempre sotto l'influenza di Colbert, il re costruì una grande marina militare e ampliò il suo impero coloniale in ottica anti-spagnola.

#### Prime guerre nei Paesi Bassi

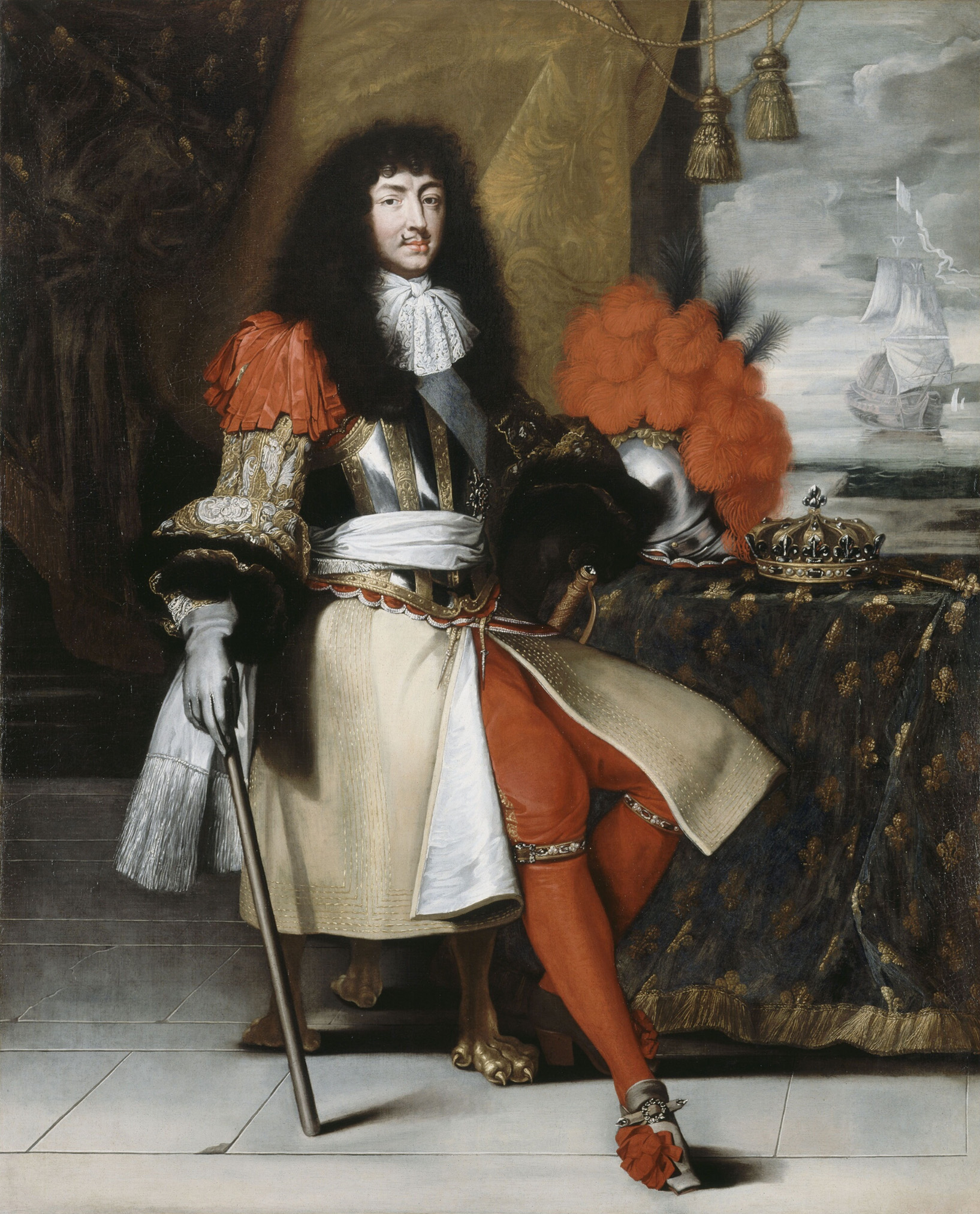
Luigi XIV in un ritratto del 1673

Dopo la morte dello zio di Luigi XIV, il re Filippo IV di Spagna, avvenuta nel 1665, il figlio di quest'ultimo salì al trono spagnolo con il nome di Carlo II. Luigi XIV era tra i pretendenti al Ducato di Brabante, uno dei territori dei Paesi Bassi spagnoli (possedimento della corona di Spagna sin dai tempi della spartizione dell'impero di Carlo V d'Asburgo, imperatore del Sacro Romano Impero), dal momento che egli era marito di Maria Teresa d'Asburgo, sorellastra di Carlo II (la quale ne aveva per diritto di "devoluzione", in quanto figlia di primo letto di Filippo IV). A ogni modo la Pace dei Pirenei prevedeva espressamente che Maria Teresa rinunciasse ufficialmente alle proprie pretese sulla Corona spagnola in cambio del pagamento della somma di 500.000 scudi. Luigi disse che la somma non era mai stata pagata, e la Francia, che godeva di grande prestigio dopo la vittoria nelle guerre della Fronda e nella guerra dei trent'anni, ottenne il Ducato di Brabante, che occupò nel maggio del 1667 con una breve campagna militare (Guerra di devoluzione, 1667-68).
Ciò preoccupò molto le Province Unite, nelle quali tuttavia i contrasti interni erano molto accesi, come Luigi XIV ebbe modo di accorgersi ben presto. La figura politica più importante della Repubblica delle Sette Province Unite dell'epoca, il Gran pensionario Johan de Witt, era infatti intimorito dalle ambizioni di Guglielmo II d'Orange (poi Guglielmo III d'Inghilterra al termine della Gloriosa rivoluzione), un principe olandese che mirava a privare lo stesso De Witt del supremo potere sulla repubblica.
Scioccate dalla rapidità dei successi della Francia, le Province Unite olandesi accantonarono momentaneamente la loro diffidenza verso gli inglesi e conclusero un patto di alleanza con Gran Bretagna e Svezia dando origine alla Triplice alleanza in funzione chiaramente antifrancese (1668), cosa che indusse il re di Francia a siglare la pace con la Spagna (pace di Aquisgrana).
La Triplice alleanza, a ogni modo, non durò a lungo: nel 1670 Carlo II d'Inghilterra decise di stringere alleanza con la Francia e siglò il trattato di Dover; i due regni, assieme ad alcuni principi dell'area del Reno, dichiararono guerra alle Province Unite olandesi nel 1672, dando il via alla Guerra franco-olandese. La rapida invasione e occupazione di gran parte delle province dei Paesi Bassi consentì a Guglielmo III, alleato con la Spagna e con il Sacro Romano Impero, di riprendersi parte del potere su De Witt. Questo fatto portò l'Inghilterra a siglare il trattato di Westminster nel 1674, proclamando la pace tra Gran Bretagna e Paesi Bassi e siglando nel contempo il matrimonio tra Guglielmo III e Maria, nipote del re Carlo II.

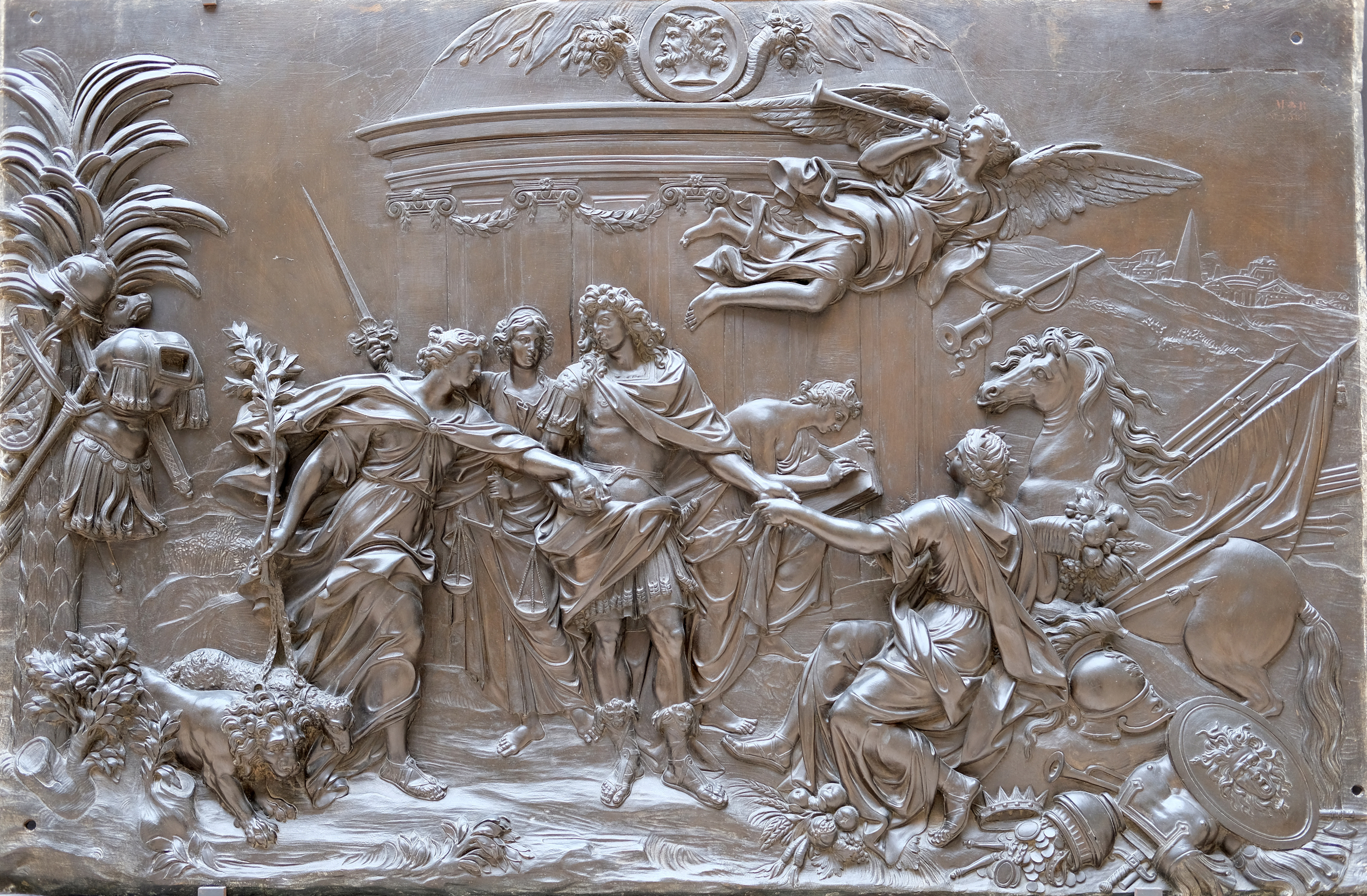
Bassorilievo raffigurante un'allegoria della pace di Nimega

Malgrado queste controverse politiche di alleanza, la guerra continuò con sonore vittorie francesi: nel giro di una settimana, nel 1674 il territorio spagnolo della Franca Contea passò sotto il controllo francese; nel frattempo il principe di Condé sconfisse il grosso delle armate combinate di Austria, Spagna e Paesi Bassi, mentre il Principe di Condé, con la battaglia di Seneffe, impedì che quegli stessi contingenti discendessero sino a minacciare Parigi; egli si guadagnò così la fiducia francese. Nell'inverno del 1674-1675 il maresciallo di Turenna vinse in Alsazia contro il celebre feldmaresciallo imperiale Raimondo Montecuccoli, attraversando quindi il Reno e prendendo l'intera provincia che era stata rioccupata dopo la Pace di Vestfalia del 1648. Dopo una serie di altre vittoriose operazioni militari, Luigi XIV assediò e catturò Gand, azione che spinse Carlo II e il parlamento inglese a evitare di dichiarare guerra alla Francia in quel momento poiché Luigi XIV si trovava in una posizione superiore sul tavolo dei negoziati internazionali. Dopo sei anni di scontri, l'Europa era ormai esausta e cominciarono i negoziati di pace che si conclusero nel 1678 con la Pace di Nimega. Se Luigi XIV venne costretto a cedere alle Province Unite tutti i territori conquistati con la forza, ottenne d'altro canto molti villaggi e città nell'area dei Paesi Bassi spagnoli ed ebbe restituita la Franca Contea.
La Pace di Nimega aumentò ulteriormente l'influenza della Francia in Europa, ma non riuscì a soddisfare del tutto le mire di Luigi XIV. Il re licenziò il proprio ministro Simon Arnauld, marchese di Pomponne nel 1679, giudicandolo insicuro nelle sue azioni e troppo pesantemente compromesso con gli alleati. Luigi decise quindi di non avvalersi più solo delle armi per ottenere i territori che gli servivano, ma di utilizzare anche la legge e la diplomazia: a causa dell'ambiguità dei trattati del tempo, fu infatti in grado di avanzare pretese sui territori ceduti in precedenza e sulle terre che formalmente gli appartenevano.
Il re di Francia era intenzionato a impadronirsi di territori come il Lussemburgo per la posizione strategica offensiva e difensiva sulla linea di demarcazione tra Francia e Impero, così come era interessato all'area di Casale Monferrato, che gli avrebbe aperto la strada d'accesso al fiume Po, facendolo penetrare quindi nel pieno dell'Italia settentrionale. L'altro grande desiderio di Luigi XIV era quello di impadronirsi di Strasburgo, importantissimo avamposto strategico utilizzato già in passato dalle armate imperiali come direttrice per invadere la Francia. Strasburgo non era stata ceduta dagli Asburgo con il resto dell'Alsazia proprio per l'importanza militare che ricopriva.

### Culmine della potenza (1672-1697)

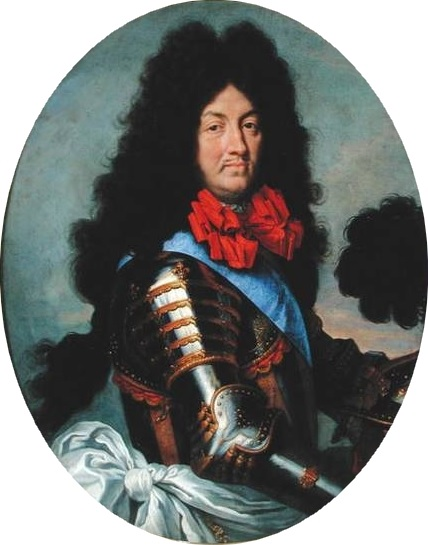
Luigi XIV nel 1684

#### Politica estera
Nella sfera degli affari esteri fuori dai confini dell'Europa, l'impero coloniale francese si estendeva in America, Asia e Africa, mentre le relazioni diplomatiche toccavano nazioni ancora remote per il XVII secolo come il Siam (attraverso l'ambasciatore Alexandre de Chaumont), India e Persia. L'alleanza con l'Impero ottomano giunse nel 1669, a rinnovare l'antica alleanza franco-ottomana. L'esploratore René Robert Cavelier de La Salle diede il nome, nel 1682, all'area del bacino del fiume Mississippi nel nord America, chiamandolo Louisiana in onore di Luigi XIV, mentre i gesuiti francesi e i missionari erano presenti regolarmente alla corte dell'Imperatore Kangxi in Cina. In Francia, Luigi XIV ricevette una visita del gesuita cinese Michael Shen Fu-Tsung dall'inizio del 1684, e dopo alcuni anni poté addirittura disporre di un bibliotecario e traduttore cinese stabilmente alla sua corte, di nome Arcadio Huang. Le relazioni con la Persia ripresero a pieno ritmo nel 1715, lo stesso anno della morte del re.

#### Affari interni
Negli affari interni, Luigi XIV riuscì a rendere la Corona francese sempre più potente a scapito dell'aristocrazia e del clero. Si prodigò per sostenere il gallicanesimo, dottrina che limitava l'influenza del Papa in Francia, e dispose la costituzione dell'Assemblea del Clero a partire dal novembre del 1681. Questo si rivelò solo un contentino provvisorio, in quanto già dal 1682 l'assemblea venne sciolta e il re impose l'accettazione della Dichiarazione del clero di Francia, che metteva in contrasto ancora una volta il potere del sovrano con quello del Papa. I vescovi non potevano lasciare la Francia senza assenso reale e nessun ufficiale di governo poteva essere scomunicato per atti commessi mentre si trovava in carica. Inoltre il medesimo documento dispose che non ci si potesse appellare al Papa senza l'assenso del re. Il re a ogni modo accettò le leggi ecclesiastiche in Francia, anche se le bolle papali e le disposizioni pontificie in Francia vennero dichiarate nulle senza l'assenso del monarca. La dichiarazione non venne accettata ovviamente dal Papa.
Luigi ottenne anche una grande influenza sulla nobiltà francese costringendola nell'orbita del suo palazzo di Versailles: calcolò infatti che, trascorrendo la maggior parte dell'anno presso la sua corte, sotto il suo diretto controllo, i nobili non si sarebbero potuti curare dei loro affari politici e non avrebbero tramato contro la Corona. Solo rimanendo in contatto costante con lui, quindi, i nobili avrebbero potuto ottenere i privilegi necessari per mantenere il proprio stile di vita. Luigi XIV dal canto suo intratteneva i visitatori con straordinario lusso, ricchezza e opulenza, al fine appunto di addomesticare la nobiltà, soprattutto dopo l'esperienza delle fronde che avevano agitato i suoi primi anni di regno.
Luigi XIV viene soprattutto ricordato per avere fatto costruire il Palazzo di Versailles, originariamente una palazzina di caccia che venne per suo volere convertita in uno spettacolare palazzo reale che si distinse ben presto come uno dei maggiori monumenti mai costruiti al mondo. Il palazzo attuale è rimasto pressoché lo stesso che Luigi XIV vide a lavori completati, con l'eccezione della Cappella che venne ricostruita e ampliata nel Settecento. La corte vi si trasferì dal 6 maggio 1682. Luigi aveva molte ragioni per creare un simbolo del proprio potere così unico e stravagante, e per spostare significativamente la sede stessa della monarchia dalla pericolosa Parigi verso le campagne del villaggio di Versailles. Anche se è luogo comune ritenere che Luigi XIV odiasse Parigi, comunque non mancò di abbellirla con monumenti gloriosi aiutandone lo sviluppo.
Versailles incarnava tutto il potere della Francia in quanto non solo il re vi risiedeva ma qui avevano sede tutti i ministeri e i principali organi di governo che non dipendessero dal parlamento, che non a caso era stato lasciato a Parigi dal momento che, con l'autocrazia di Luigi XIV, conservava solo un valore ipotetico e formale. I nobili qui vivevano di pettegolezzi, giochi, feste, tanto cibo e bevande, oltre ovviamente a quegli immancabili privilegi che Luigi XIV stesso creava per accattivare l'attenzione del pubblico aristocratico e farlo entrare in lotta al suo interno. Vi erano privilegi come reggere la candela al re mentre quest'ultimo si recava nella sua stanza da letto, o quello di sedere a tavola con il re o assistere alla sua vestizione mattutina.

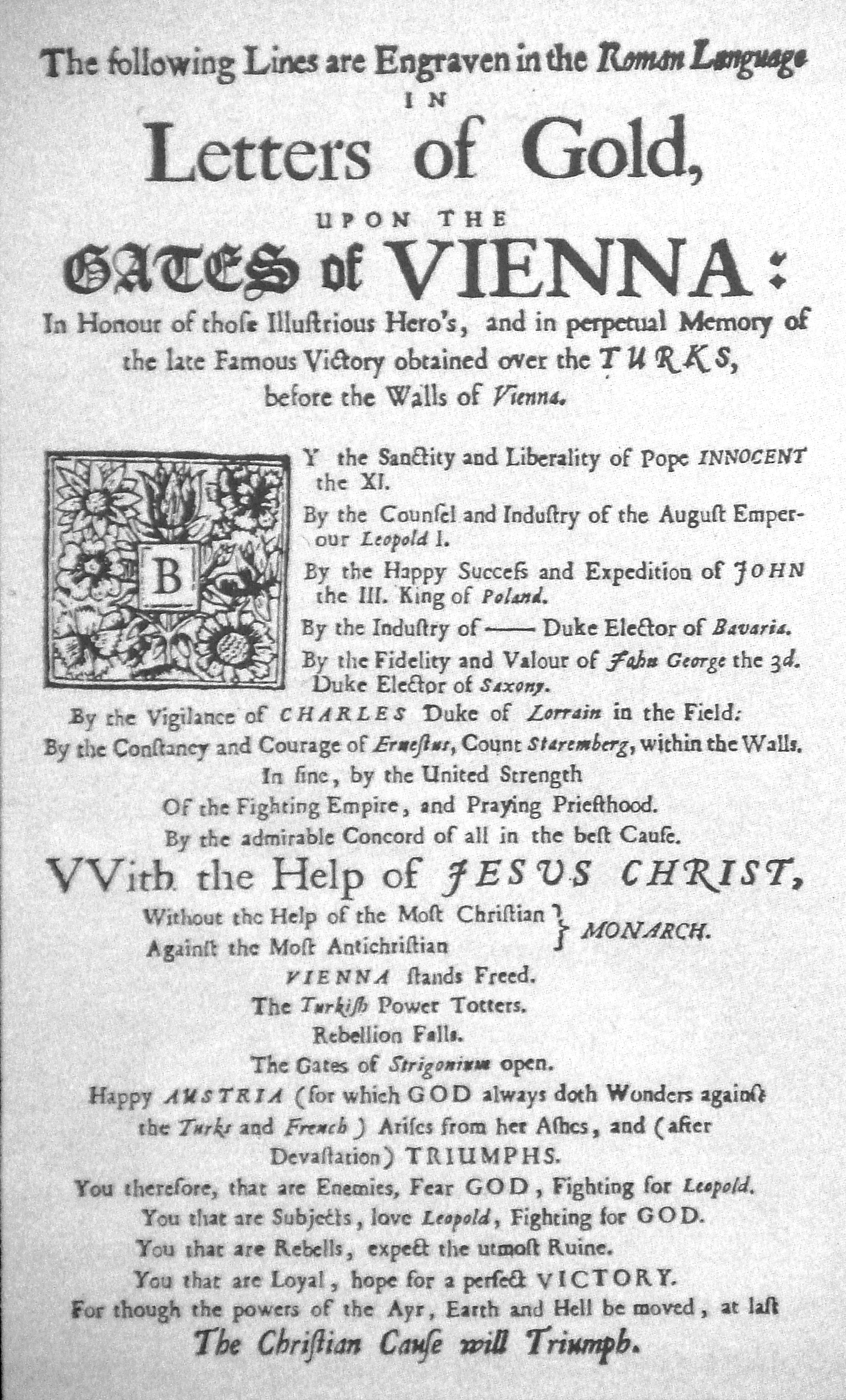
Un pamphlet inglese che critica Luigi XIV e Mehmed IV per i loro rispettivi ruoli nella battaglia di Vienna del 1683 («Senza l'aiuto della più cattolica delle maestà/ Contro il più anticristiano dei monarchi»)

Dal 1685 Luigi raggiunse effettivamente l'apogeo del suo potere. Il Sacro Romano Impero, uno dei principali antagonisti economici e politici della Francia, si trovava impegnato contro l'Impero ottomano nella Grande Guerra turca, che cominciò nel 1683 e si concluse sedici anni più tardi. Luigi XIV comunicò ai turchi che non avrebbe mai combattuto a fianco dell'Imperatore Leopoldo. Questo fatto rassicurò e incoraggio i turchi a non rinnovare la Pace di Vasvár siglata vent'anni prima con l'Austria e a muoversi contro l'Impero. Il Gran Visir ottomano, quindi, avanzò verso occidente con un numeroso esercito e strinse d'assedio Vienna per circa due mesi. Quando tutte le speranze di salvezza per la capitale asburgica sembrarono svanire, Giovanni III Sobieski, re di Polonia, guidò le proprie armate alla vittoria al fianco degli imperiali nella famosa battaglia di Vienna del 1683. Venne così siglata anche la Pace di Ratisbona il 15 agosto 1684, con la quale Luigi XIV acquisì il controllo di molti territori di confine con la Germania per proteggersi dalle invasioni esterne. Dopo avere scacciato l'avanzata ottomana a Vienna, l'Imperatore non fu tranquillo dall'avere la spina nel fianco dei turchi così vicini e lasciò che Luigi XIV annettesse tali territori.
La regina Maria Teresa, moglie di Luigi XIV, morì nel 1683, il che gli diede occasione di dedicarsi apertamente alle sue molte amanti.

#### Revoca dell'Editto di Nantes

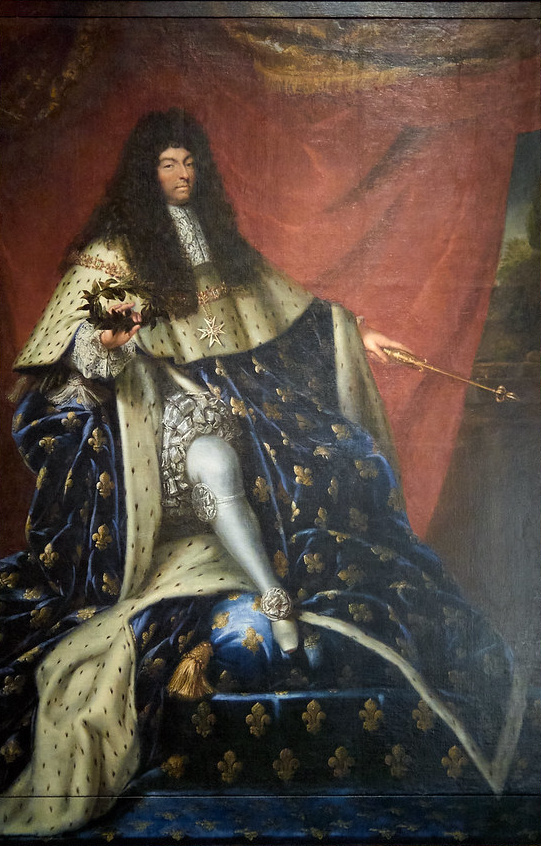
Luigi XIV nel 1685, anno della revoca dell'editto di Nantes

Madame de Maintenon, in origine protestante, si era convertita al cattolicesimo in gioventù ed era poi divenuta una strenua persecutrice dei protestanti stessi.  Luigi XIV revocò l'Editto di Nantes firmato da Enrico IV di Francia nel 1598 (che era stato già revocato e poi di nuovo emanato dal cardinale Richelieu durante il regno di Luigi XIII), con il quale si garantiva la tolleranza religiosa agli ugonotti.
Per raggiungere il suo scopo Luigi XIV emanò un nuovo editto nel marzo del 1685, avente effetto anche nelle colonie francesi, ed espulse tutti gli ebrei dai suoi possedimenti, proibendo così la pratica di qualsiasi culto che non fosse quello cattolico. Nell'ottobre di quello stesso anno, proclamò l'Editto di Fontainebleau, che revocava l'Editto di Nantes. Tutti i protestanti che non si fossero convertiti al cattolicesimo venivano ufficialmente banditi dal regno di Francia e i bambini nati da famiglie protestanti vennero obbligati a convertirsi al cattolicesimo. Molte chiese protestanti vennero distrutte.
A seguito dell'applicazione dell'editto circa 200.000 persone abbandonarono la Francia, il che provocò un danno economico per il regno in quanto molti protestanti ed ebrei erano imprenditori e commercianti: una parte di essi venne accolta nella Prussia degli Hohenzollern e contribuì a dare slancio all'economia del Paese. Nonostante il danno economico la monarchia francese ottenne un rafforzamento del proprio controllo sul regno.

### Lega di Augusta

#### Cause e conduzione della guerra

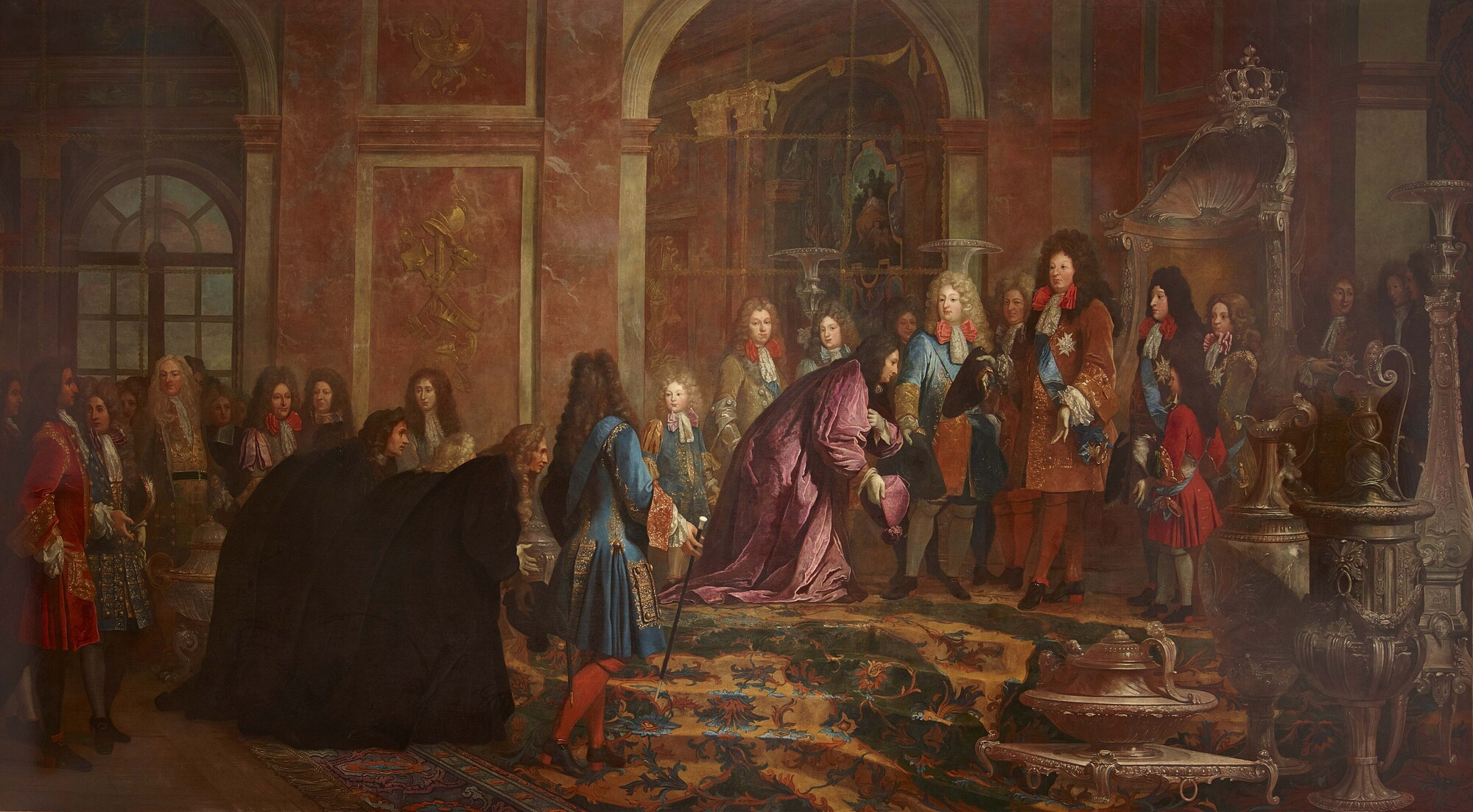
Luigi riceve il Doge di Genova alla reggia di Versailles, il 15 maggio 1685 dopo il bombardamento di Genova. Ritratto di Claude Guy Hallé, Versailles

La revoca dell'Editto di Nantes provocò un sentimento antifrancese in tutte le nazioni di religione protestante. Nel 1686, Stati cattolici e protestanti si riunirono nella Grande Alleanza o Lega di Augusta, al fine di proteggersi contro la politica offensiva francese. La coalizione comprese l'Imperatore del Sacro Romano Impero e molti stati tedeschi tra cui il Palatinato e il Brandeburgo. Anche la Repubblica delle Sette Province Unite, la Spagna e la Svezia aderirono alla Lega.

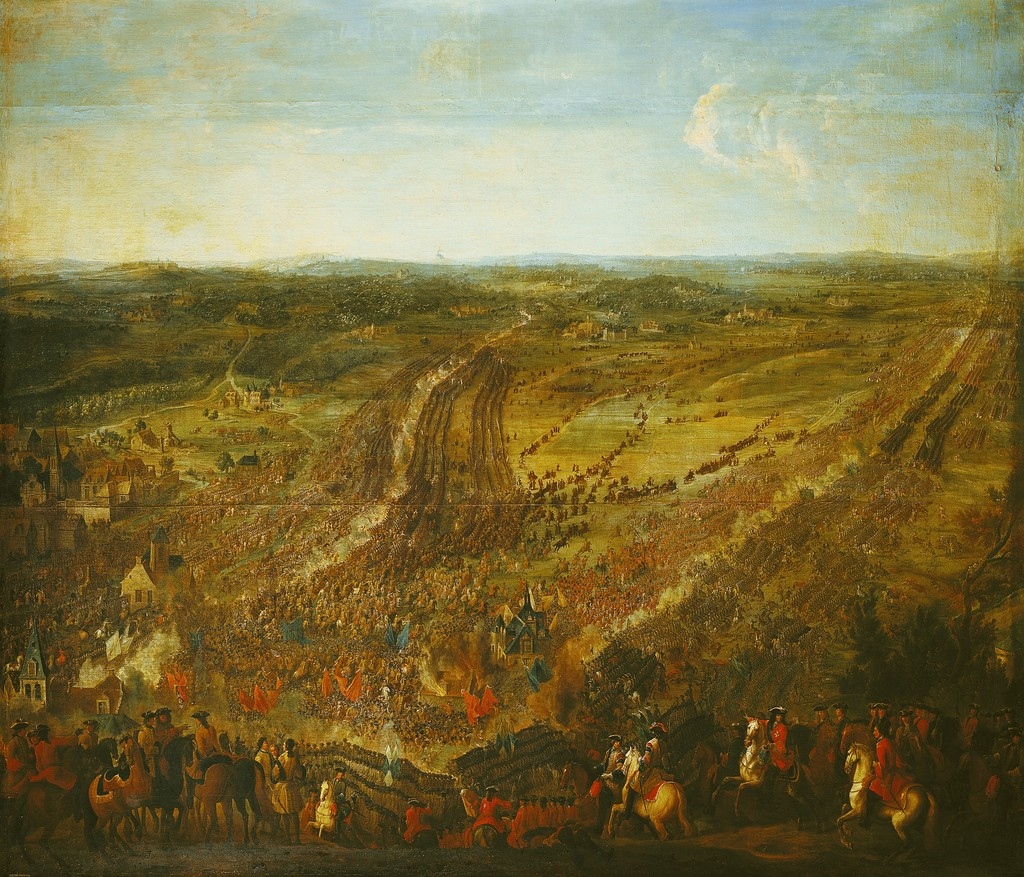
Battaglia di Fleurus, 1690

Nel 1685 Carlo II del Palatinato, fratello della cognata di Luigi XIV, Elisabetta Carlotta, morì senza eredi. Per diritto dinastico, dunque, e in linea con la legge salica, la corona del Palatinato sarebbe dovuta passare alla linea minore dei Neuburg e non a Elisabetta Carlotta, anche se ovviamente Luigi XIV fece pressione perché alla cognata fosse riconosciuta la successione. Questa pretesa, assieme a quella circa la successione per l'Elettorato di Colonia, consentì a Luigi XIV di inviare le proprie truppe nel Palatinato già dal 1688 a sostenere i diritti della cognata contro gli usurpatori: tale azione fu una vera e propria invasione con l'intenzione di infliggere un duro colpo alla Lega di Augusta. Le truppe, al comando di Ezechiel du Mas, conte di Melac, eseguirono alla lettera l'ordine impartito da Luigi XIV «Brûlez le Palatinat!» («Bruciate il Palatinato!»), devastando ampie zone del sud-est della Germania. La politica della terra bruciata doveva servire da esempio soprattutto all'Imperatore per evitare che invadesse Lorena e Alsazia.

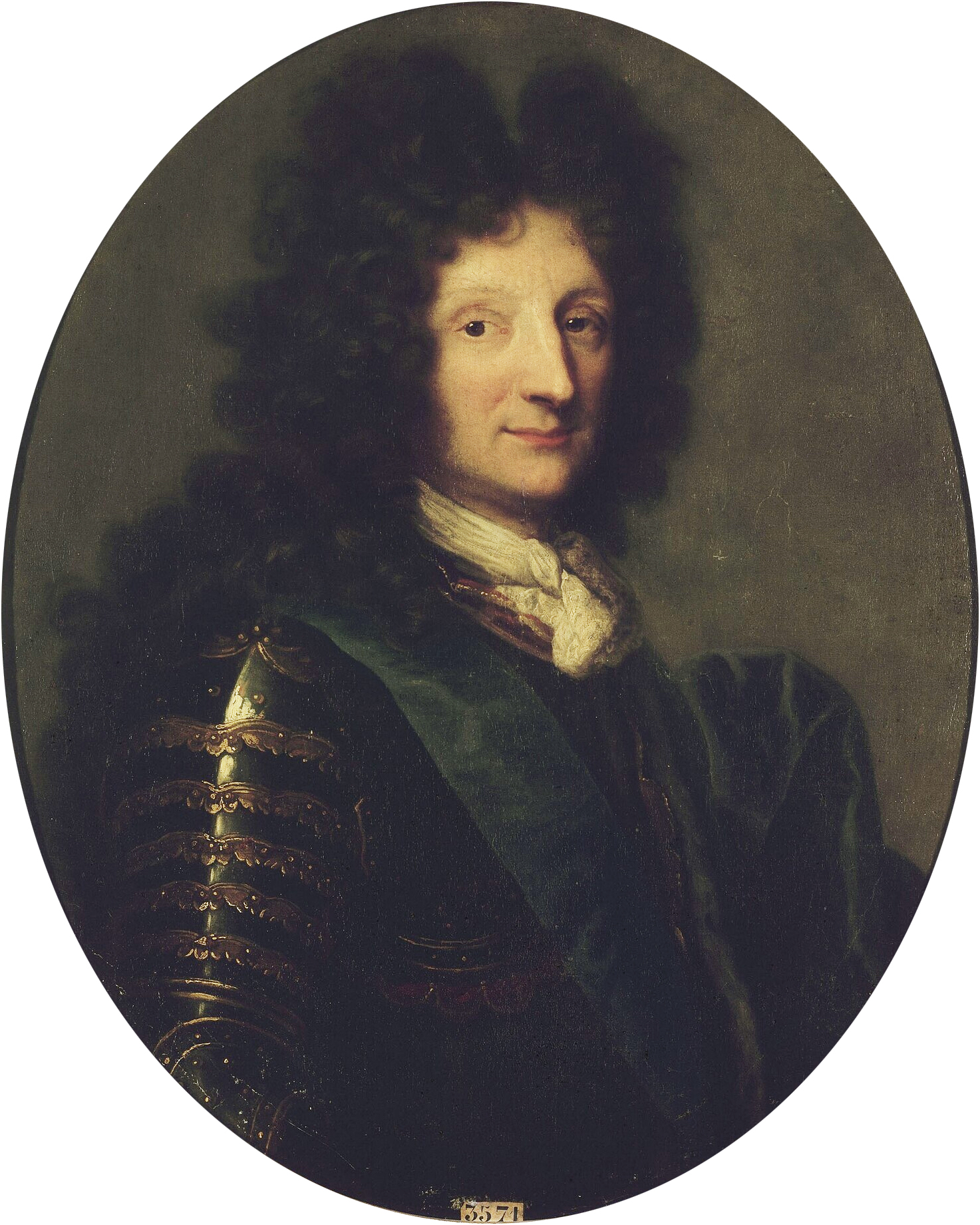
Il Maresciallo de Luxembourg

Questa azione di Luigi XIV fece però sì che molti Stati tedeschi si schierassero con l'Impero. Luigi si aspettava che l'Inghilterra, ora sotto il governo del cattolico Giacomo II, sarebbe rimasta neutrale. Nel 1688, però, la Gloriosa rivoluzione depose Giacomo II e mise al suo posto sua figlia Maria II che governò assieme al marito Guglielmo III d'Orange. Guglielmo aveva sviluppato un'inimicizia personale verso Luigi XIV in quanto questi aveva attaccato il suo Paese d'origine, la Repubblica delle Sette Province Unite, e per tutta risposta aderì alla Lega di Augusta.
La prima campagna della Guerra dei nove anni (1688–1697) che si inaugurò di lì a breve, fu favorevole alla Francia. Le forze imperiali erano infatti in gran parte occupate nei Balcani contro i turchi e giunsero in ritardo sul teatro. La Francia registrò così molte vittorie nelle Fiandre e lungo la Valle del Reno, in Italia e nel sud della Spagna, oltre che nelle colonie.
Luigi XIV d'altro canto supportò Giacomo II nel suo tentativo di riottenere la corona inglese, ma il re scozzese venne sconfitto nella battaglia del Boyne del 1690. L'anno successivo cadde l'ultima fortezza giacobita di Limerick, in Irlanda. I sogni di Giacomo II di ritornare sul trono decaddero definitivamente.
Malgrado l'ampiezza della coalizione opposta, le vittorie francesi non mancarono e nelle Fiandre continuava a combattere Francesco Enrico di Montmorency-Luxembourg, soprannominato "le tapissier de Notre-Dame" per il gran numero di bandiere nemiche catturate che inviò a decorare la cattedrale di Parigi. Francesco Enrico vinse la battaglia di Fleurus (1690), la battaglia di Steenkerque due anni dopo e la battaglia di Landen l'anno ancora successivo.

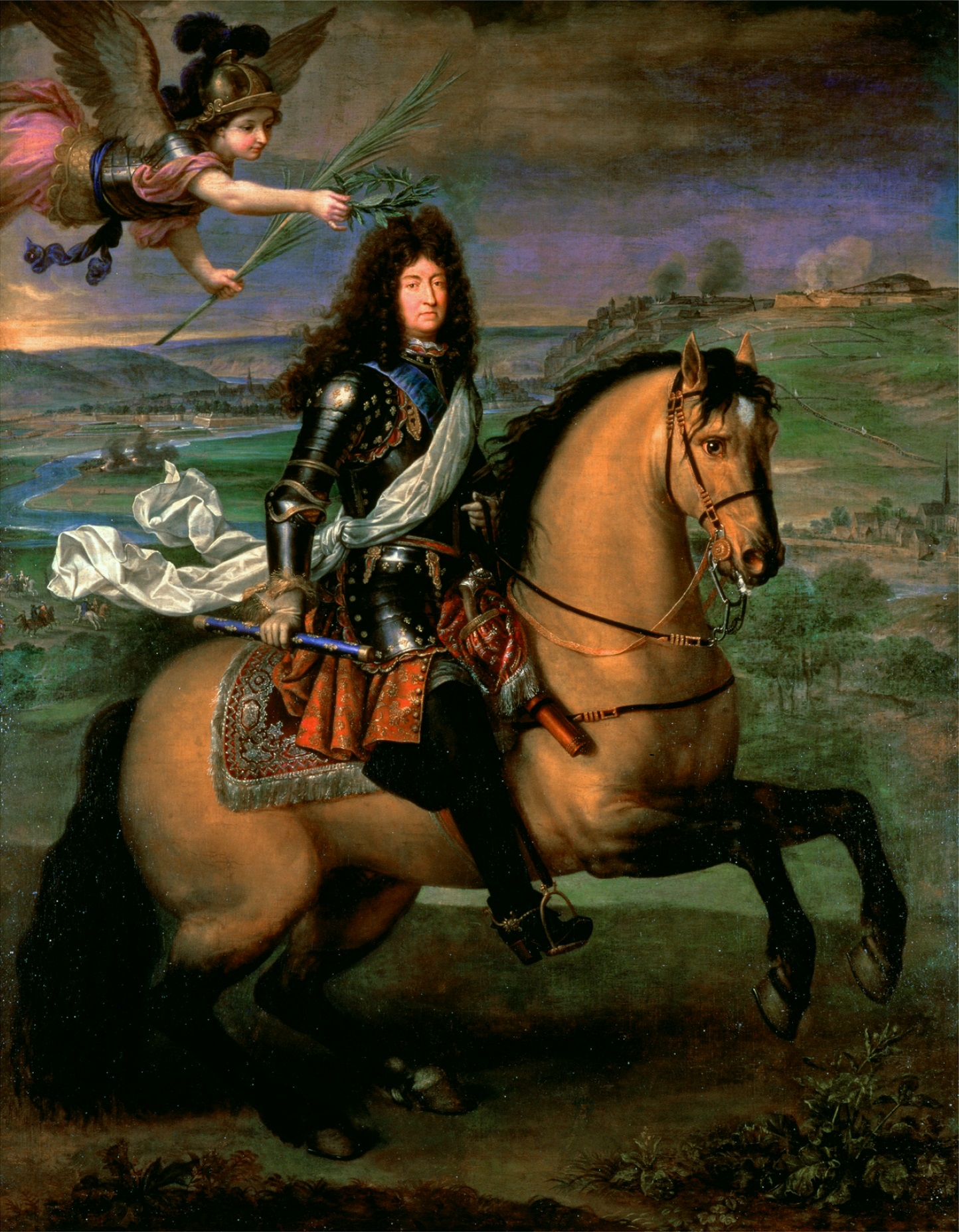
Luigi XIV all'assedio di Namur del 1692

Sotto la supervisione personale di Luigi XIV, le truppe francesi presero Mons nel 1691 e la fortezza di Namur nel 1692. Con la presa di Charleroi nel 1693 dopo la vittoria di Landen, la Francia ottenne una copertura difensiva per la Sambre. Alla battaglia della Marsaglia e a quella di Staffarda, la Francia risultò ancora vittoriosa sulle forze alleate. Lungo i Pirenei si combatté la battaglia di Toroella che aprì la strada all'invasione francese della Catalogna. I francesi trionfarono anche sui mari con la vittoria nella battaglia di Beachy Head (1690) e nuovamente alla Battaglia di Barfleur-La Hogue del 1692 contro gli inglesi.
La guerra continuò fino a quando il Duca di Savoia Vittorio Amedeo II non siglò una pace separata con la Francia nel 1696 ed entrò nella coalizione francese, il che procurò alla Francia altre truppe e un prezioso alleato.

#### Trattato di Ryswick

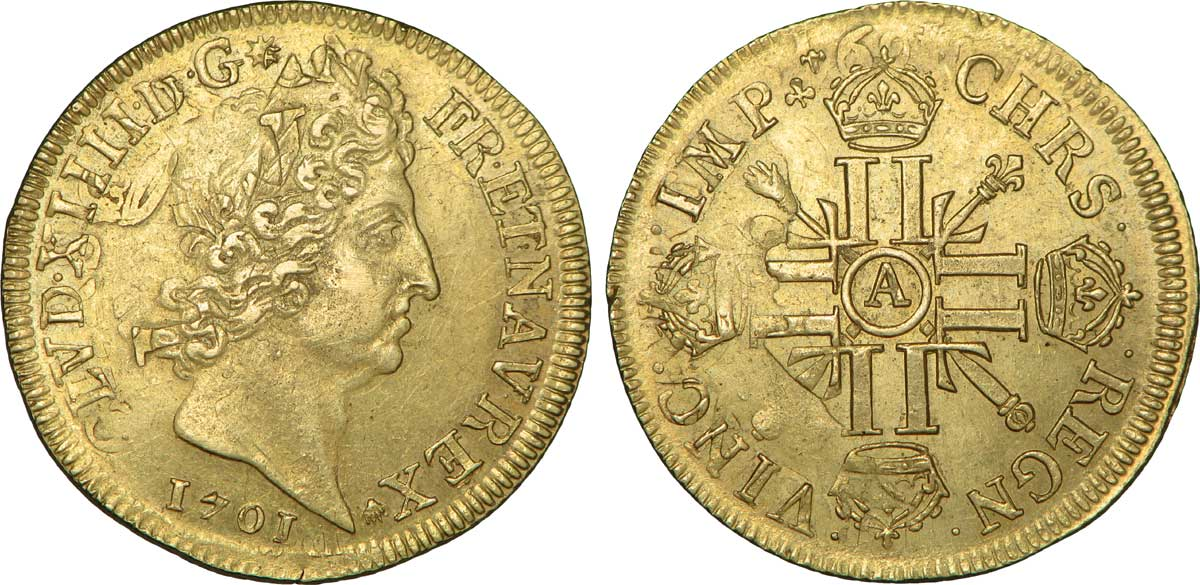
Luigi XIV - Moneta da 1 Luigi d'oro

La guerra contro la Grande Alleanza si concluse nel 1697 con il trattato di Rijswijk: Luigi XIV dovette cedere gran parte dei territori conquistati, ma ottenne l'importantissima piazzaforte di Strasburgo, mettendo così in sicurezza i confini della Francia verso il Reno e prevenendo attacchi da parte dell'Impero. Luigi ottenne inoltre de iure il riconoscimento che già aveva de facto del possedimento di Santo Domingo, così come la restituzione di Pondicherry e Acadia. Luigi XIV riconobbe Guglielmo III e Maria II come sovrani inglesi e promise di non favorire più le pretese di Giacomo II sul trono. Allo stesso tempo egli si impegnò a non intervenire nell'Elettorato di Colonia, ricevendo una compensazione finanziaria per la rinuncia alle pretese sul Palatinato. Luigi XIV restituì la Lorena ai legittimi sovrani, ma con l'intesa che essa avrebbe supportato le truppe francesi in caso di necessità e che ne avrebbe garantito il libero passaggio. Gli olandesi ottennero invece di costruire delle piazzeforti lungo il confine con la Francia in previsione di altri attacchi esterni. La Spagna riottenne la Catalogna e altri territori nei Paesi Bassi.
Luigi riuscì a causare inoltre la dissoluzione della Grande Alleanza attraverso intrighi e maldicenze che posero gli alleati l'uno contro l'altro in breve tempo. L'atteggiamento generoso della Francia nei confronti della Spagna sarà la base dei fruttuosi accordi che seguiranno alla morte di Carlo II, nominando questi suo erede Filippo, duca d'Angiò, nipote di Luigi XIV. L'influenza della Francia, anche dopo il trattato, rimaneva molto incisiva negli affari della politica europea, a tal punto che Luigi XIV riuscì a proporre suo cugino Francesco Luigi, principe di Conti per la corona polacca anche se l'operazione non riscosse il consenso di altre potenze europee che proposero invece Augusto di Sassonia, che fu incoronato come Augusto II di Polonia.

### Gli ultimi anni (1697-1714)

#### La Guerra di successione spagnola

##### Cause e conduzione della guerra

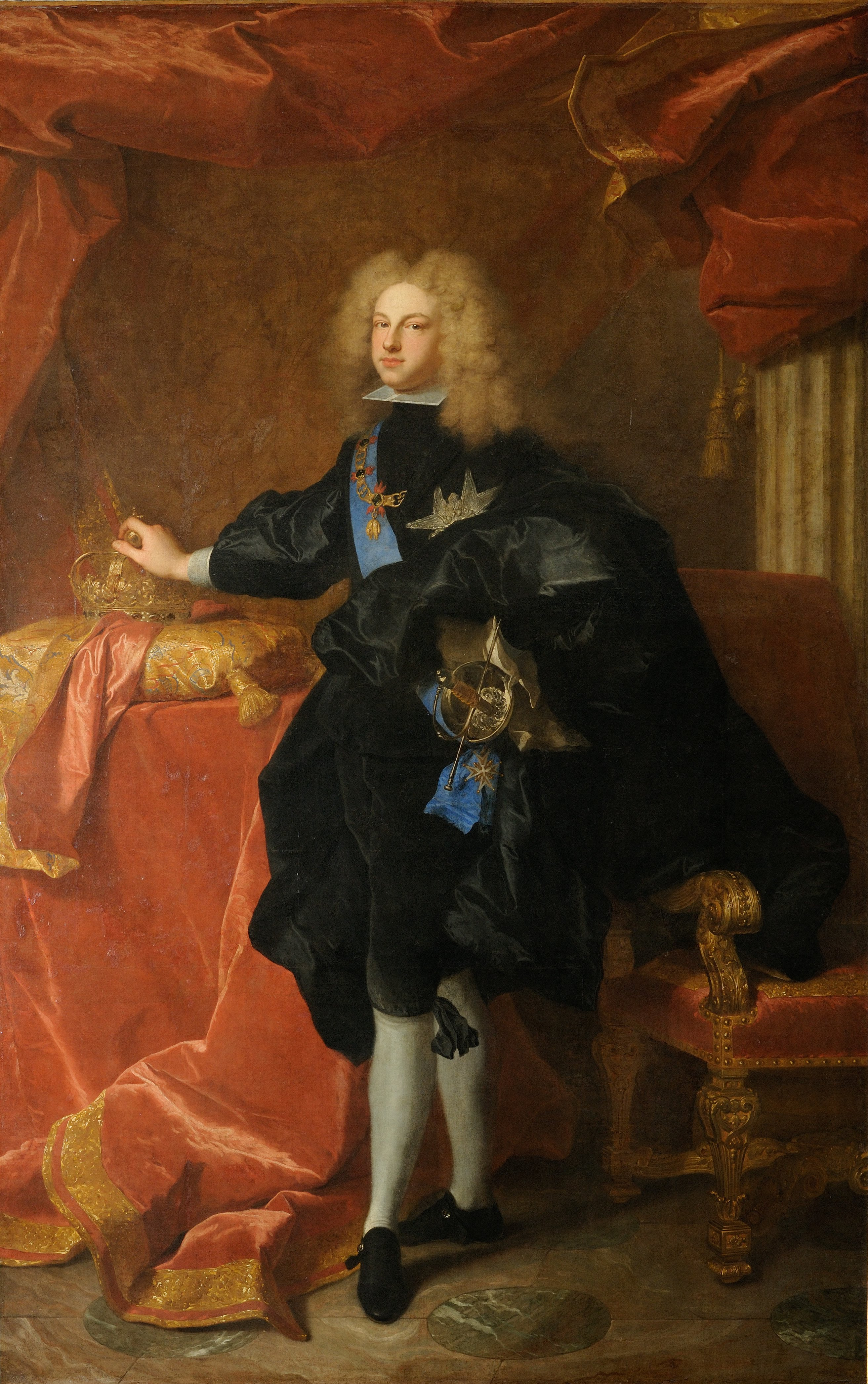
Filippo V di Spagna

Dopo la Pace di Ryswick, l'argomento politico dominante in Europa fu la successione al trono spagnolo, dal momento che l'interdetto re spagnolo Carlo II era morto senza lasciare eredi. L'eredità spagnola era una delle più ricche del suo tempo, dal momento che comprendeva non solo il Regno di Spagna, ma anche il Regno di Napoli, il Regno di Sicilia, il Regno di Sardegna, il Ducato di Milano, i Paesi Bassi spagnoli e il vastissimo Impero spagnolo che si estendeva in quasi tutti gli altri continenti del mondo.

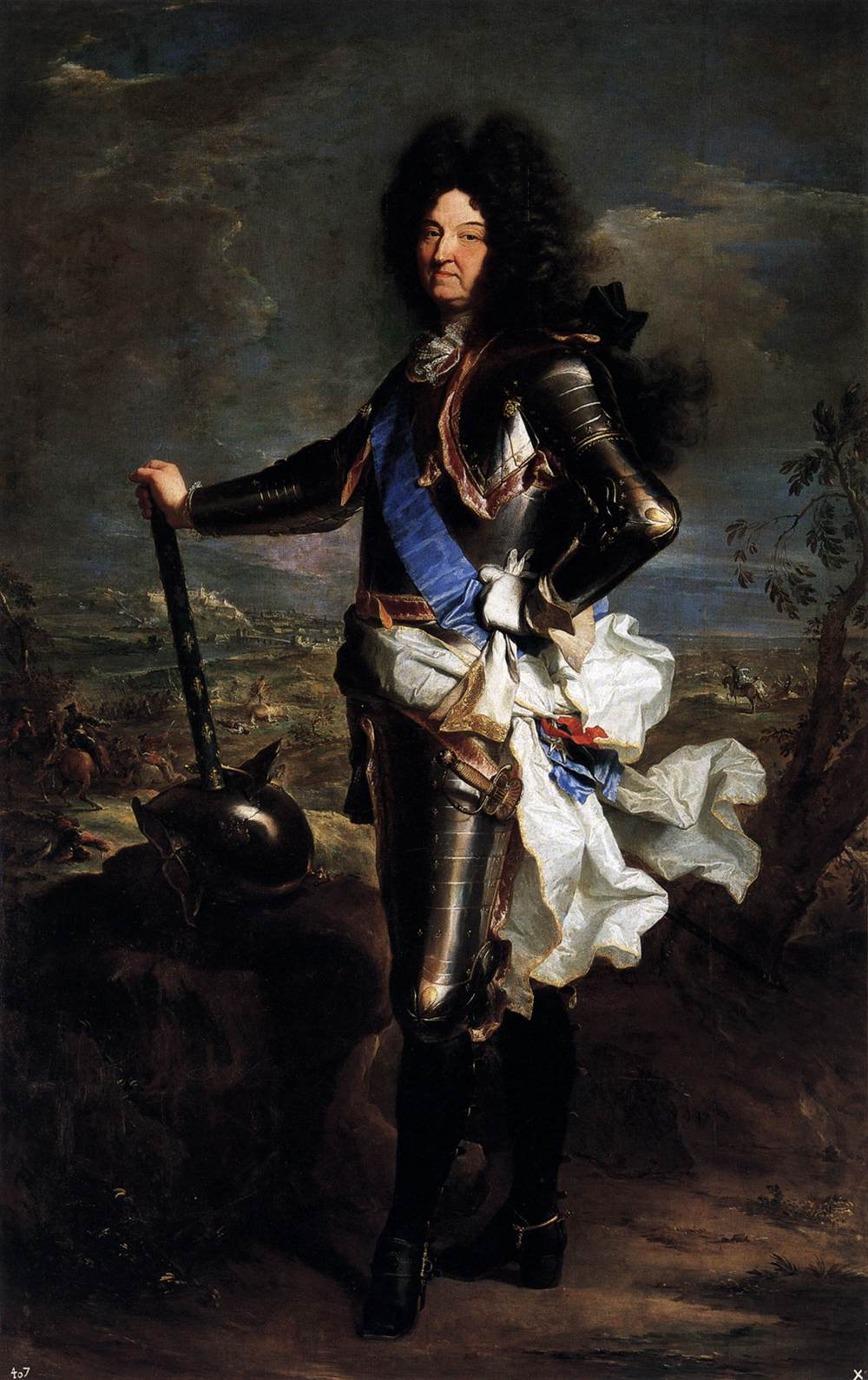
Luigi XIV in un ritratto di Hyacinthe Rigaud (1701)

Francia e Austria si trovarono ancora una volta contrapposte per la successione al trono, dal momento che entrambe le famiglie regnanti erano imparentate con quella reale spagnola. Il pretendente proposto dalla Francia fu il Duca d'Angiò, pronipote della figlia maggiore di Filippo III di Spagna, Anna d'Austria, e nipote della figlia maggiore di Filippo IV di Spagna, Maria Teresa, moglie di Luigi XIV.
Carlo, arciduca d'Austria, figlio minore dell'Imperatore Leopoldo I d'Asburgo, era il pretendente invece proposto dalla casa imperiale austriaca dal momento che sua nonna paterna, Maria Anna di Spagna, era figlia di Filippo III.
Tuttavia, molte altre potenze europee temevano che il possesso della Spagna da parte della Francia o dell'Impero avrebbe sconvolto gli equilibri di potere in Europa. Per questo motivo olandesi e inglesi proposero un candidato alternativo, il principe bavarese Giuseppe Ferdinando Leopoldo di Baviera, imparentato con entrambe le casate. Secondo un primo trattato del 1698, il principe bavarese avrebbe dovuto ereditare solo la Corona spagnola, mentre i territori italiani e i Paesi Bassi sarebbero stati suddivisi tra Francia e Austria.
Lo scontro però si riaprì dal momento che il giovane principe bavarese morì di morbillo sei mesi dopo la sua candidatura e la casa reale spagnola, nuovamente, richiese un candidato valido per entrambe le posizioni. Carlo II, però, prescelse il figlio minore dell'Imperatore Leopoldo, l'Arciduca Carlo. Ignorando questa mossa, Luigi e Guglielmo III siglarono nel 1700 il trattato di Londra, che consentiva all'Arciduca Carlo di ottenere il trono spagnolo, i Paesi Bassi e le colonie spagnole. In cambio, Luigi XIV si sarebbe garantito i territori in Italia.
Nel 1700 il morente Carlo II prese decisioni molto importanti a proposito della successione al suo trono. Egli intendeva seriamente impedire che la Spagna si unisse alla Francia o all'Impero, ma considerava la potenza militare della Francia più capace di preservare il suo impero nella sua integrità. Nel proprio testamento, quindi, egli dispose che la corona spagnola fosse offerta al Duca d'Angiò, figlio secondogenito del Delfino di Francia, e in caso di sua rinuncia la corona sarebbe passata a suo fratello, Carlo di Borbone, duca di Berry e quindi all'arciduca Carlo, figlio dell'Imperatore Leopoldo I. Se tutti questi principi l'avessero rifiutata, la corona avrebbe dovuto essere offerta alla Casa di Savoia, imparentata alla lontana con la casata reale spagnola. Tuttavia, le condizioni erano le seguenti: chi accettasse la corona aveva l'obbligo di mantenere integro l'impero spagnolo senza smembrarlo o cederne alcuna parte, e doveva rinunciare alla successione alla corona del proprio paese d'origine.
Luigi XIV si trovò così di fronte a una scelta difficile: avrebbe potuto accettare la spartizione per una possibile pace in Europa, oppure avrebbe potuto prendere possesso della Spagna intera alienandosi le altre potenze europee. Luigi, all'inizio, assicurò Guglielmo III d'Inghilterra che avrebbe aderito alla spartizione dei domini spagnoli. Jean-Baptiste Colbert, marchese di Torcy, nipote del famoso ministro Colbert, disse che se la Francia avesse accettato una parte dell'eredità spagnola, la guerra con l'Impero sarebbe stata inevitabile, e che ormai era chiaro che Guglielmo III aveva firmato il trattato per evitare la guerra e non per farla, dal momento che non era intenzionato ad assistere la Francia nell'ottenere i territori spagnoli. Luigi quindi capì che se la guerra fosse nuovamente scoppiata, sarebbe stato più proficuo accettare l'intera eredità spagnola e combattere una guerra difensiva. Quando Carlo II morì il 1º novembre 1700, Filippo, duca d'Angiò, venne quindi proclamato re di Spagna con il nome di Filippo V.
La nomina di Filippo V venne quasi universalmente accettata. Filippo, però, agì troppo precipitosamente e nel 1701 concesse l'Asiento alla Francia, ossia il permesso esclusivo di vendita degli schiavi nelle colonie spagnole, a danno del commercio inglese. Luigi ruppe i trattati con Guglielmo III e tornò ad appoggiare le pretese al trono d'Inghilterra dell'erede dell'ormai defunto Giacomo II, ossia Giacomo Francesco Edoardo Stuart; inviò inoltre truppe nei Paesi Bassi spagnoli al fine di assicurarsi il giusto omaggio e la giusta lealtà a Filippo V, fatto che venne visto dagli olandesi come una vera e propria aggressione, tanto più che la repubblica delle Sette Province Unite era pur sempre il paese d'origine di Guglielmo III d'Inghilterra. Come conseguenza, si formò un'ulteriore Grande Alleanza che comprese l'Inghilterra, le Province Unite, il Sacro Romano Impero e molti altri stati minori della Germania. La diplomazia francese si assicurò l'alleanza di Baviera, Portogallo, e, ovviamente, della Spagna di Filippo V.
La guerra di successione spagnola si protrasse per la maggior parte del restante regno di Luigi XIV, provocando enormi emorragie di denaro dalle casse francesi. Ebbe inizio con la discesa degli imperiali in Italia prima ancora che la guerra fosse ufficialmente dichiarata. La Francia riportò molte vittorie iniziali, minacciando anche Vienna, ma le vittorie di John Churchill, I duca di Marlborough e del principe Eugenio di Savoia mostrarono che ormai l'invincibile macchina da guerra francese era al tramonto.

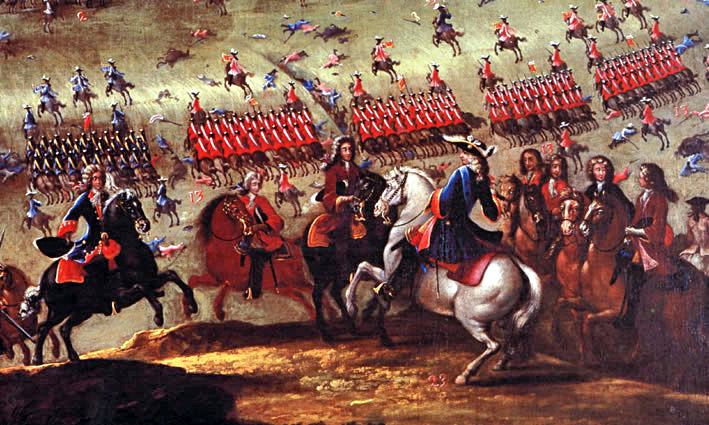
L'armata franco-spagnola guidata dal Duca di Berwick sconfigge definitivamente le forze alleate portoghesi, inglesi e della Repubblica Olandese nella battaglia di Almansa

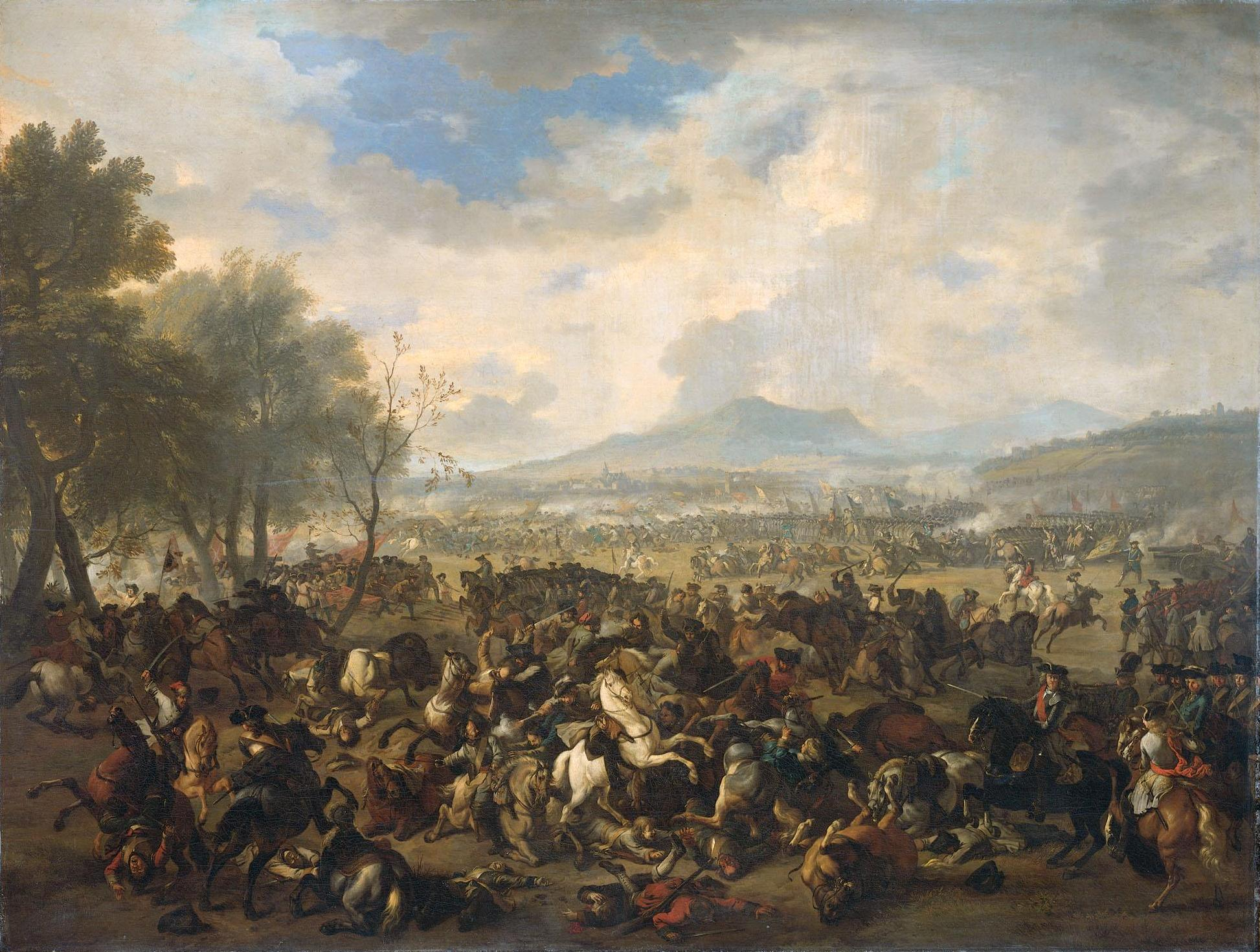
La battaglia di Ramillies tra francesi e inglesi, il 23 maggio 1706

A seguito delle vittorie del Duca di Marlborough e del principe di Savoia nella battaglia di Blenheim la Baviera decise di ritirarsi dal conflitto, venendo ripartita quindi tra Palatinato e Austria, e l'Elettore Massimiliano II Emanuele venne costretto all'esilio nei Paesi Bassi spagnoli. Altra conseguenza della battaglia di Blenheim fu la defezione di Portogallo e Savoia che passarono ad allearsi con l'impero. Con la battaglia di Ramillies e con quella di Oudenaarde, le forze franco-spagnole vennero cacciate dai Paesi Bassi spagnoli, mentre con la battaglia di Torino del settembre 1706, Luigi XIV venne costretto a ritirare le ultime truppe rimaste in Italia.
A seguito delle sconfitte e delle grandi perdite finanziarie, la Francia venne costretta a cambiare la propria posizione. Dal 1709 Luigi XIV era ormai indebolito nella sua politica e dovette cedere tutti i territori conquistati, mantenendo alla Francia i territori del trattato di Vestfalia, siglato più di sessant'anni prima. Malgrado questo gli scontri continuarono.

##### Il punto di svolta e le trattative di pace

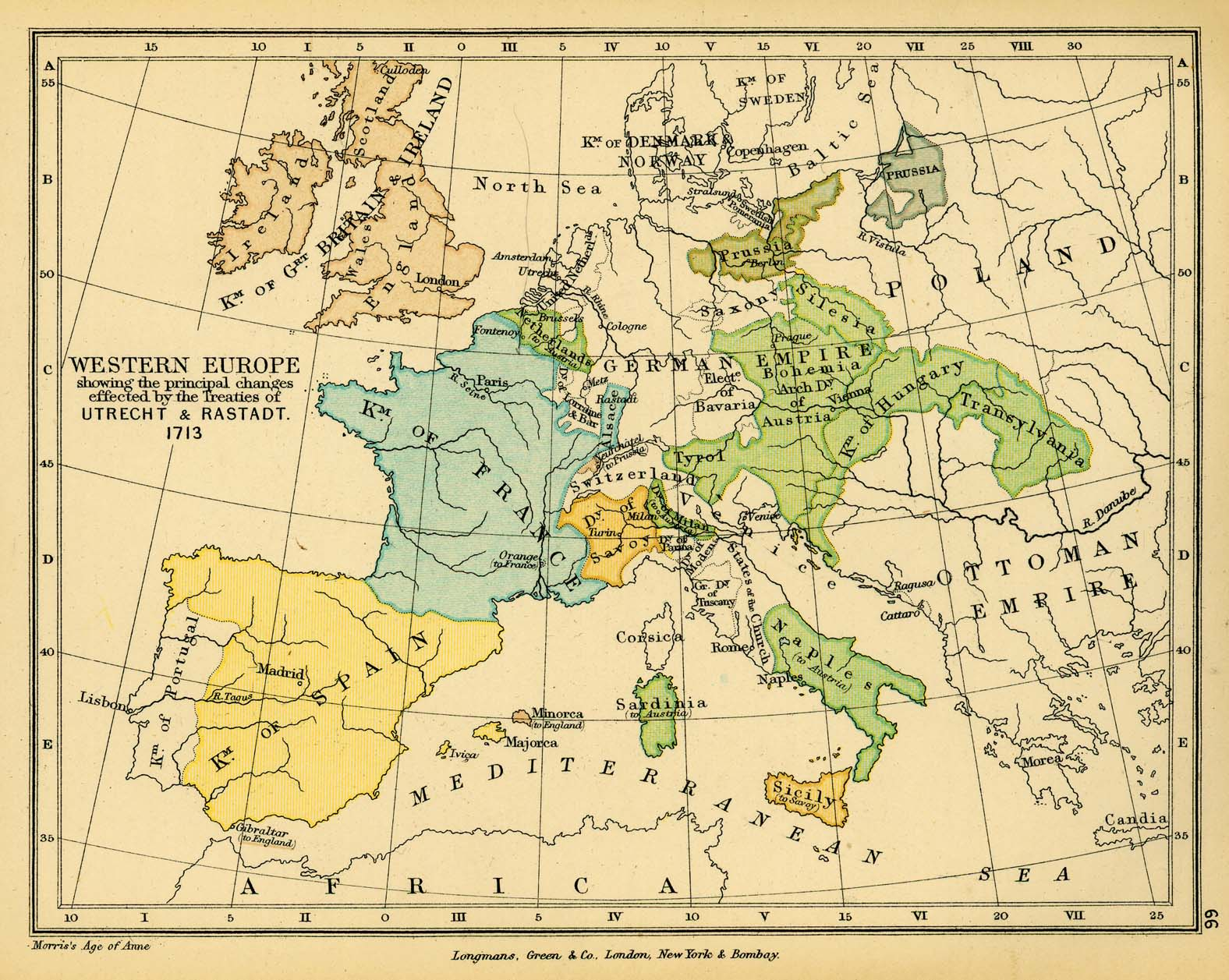
Mappa dell'Europa dopo il trattato di Utrecht

Divenne così chiaro che la Francia non avrebbe potuto mantenere integralmente l'eredità spagnola ed era altrettanto chiaro che la coalizione antifrancese avrebbe detronizzato anche Filippo V di Spagna dopo la sconfitta dell'alleanza franco-spagnola. Tuttavia, Filippo V riuscì a reagire e vinse la battaglia di Almansa, quella di Villaviciosa e quella di Brihuega, il che contribuì a spingere le forze alleate fuori dai confini spagnoli. In seguito alla battaglia di Malplaquet del 1709, la Francia riuscì a reagire e gli alleati lasciarono sul campo 25.000 uomini, quasi il doppio delle perdite francesi, grazie all'abilità del capace generale Claude Louis Hector de Villars. Con la battaglia di Denain del 1712 la guerra volse in favore di Luigi XIV e de Villars portò nuovamente alla vittoria le armate francesi contro Eugenio di Savoia, riottenendo anche gran parte dei territori perduti in precedenza.
La morte dell'Imperatore Giuseppe I d'Asburgo, succeduto al padre Leopoldo I nel 1705, portò alla mente degli imperiali il grande progetto di riformare il grande impero di Carlo V grazie all'Arciduca Carlo che era ora salito al trono con il nome di Carlo VI d'Asburgo e che era tra i candidati al trono spagnolo, sostenuto in questo dall'Inghilterra che tutto avrebbe voluto tranne che l'unione di Francia e Spagna. Nell'intenzione di riportare stabilità in Europa, Francia e Inghilterra firmarono un concordato di pace.
Luigi XIV e Filippo V, inoltre, firmarono una seconda pace con Inghilterra e Province Unite nel 1713 che prese il nome di trattato di Utrecht. La pace con il Sacro Romano Impero venne siglata con il trattato di Rastatt e quello di Baden del 1714. Secondo quanto espresso nei documenti firmati, Luigi XIV avrebbe ottenuto Landau e Friburgo come indennità di guerra, permettendogli di negoziare da una migliore posizione. Filippo V venne riconosciuto re di Spagna e delle colonie, mentre i territori dei Paesi Bassi spagnoli e dell'Italia vennero ripartiti tra Austria e Savoia, e Gibilterra e Minorca passarono alla Gran Bretagna.
Luigi XIV, successivamente, riprese ad appoggiare gli Stuart affinché tornassero sul trono della Gran Bretagna, ravvivando l'astio già esistente, sviluppato soprattutto perché nei trattati di pace la Francia aveva dovuto cedere all'Inghilterra le colonie di Terranova, Terra di Rupert e Acadia nelle Americhe, mantenendo per sé Île-Saint-Jean (oggi Isola del Principe Edoardo) e Île Royale (oggi Isola del Capo Bretone); gran parte dei territori continentali era devastata dalle guerre e l'Inghilterra cercò di riprendere possesso dello storico Principato di Orange, di cui era originaria la famiglia di Guglielmo III e che allo stesso tempo copriva il rilevante passaggio tra Alpi e Italia. Come ultimo atto, l'Elettorato di Baviera venne restaurato e Massimiliano II Emanuele venne richiamato sul trono.

### La morte del re e la successione (1715)

#### Una serie di lutti che indebolisce la dinastia
I problemi legati alla successione e il cattivo stato di salute intristirono gli anni finali del regno di Luigi XIV. Nel 1710 Luigi aveva una grande famiglia e molti eredi legittimi: un figlio di 48 anni, tre nipoti (tra cui Filippo V, re di Spagna) e diversi pronipoti oltre agli eredi più giovani della famiglia d'Orléans, rampolli di suo fratello Filippo. Tuttavia il sovrano perse quasi tutti i suoi eredi legittimi in pochi anni, tra il 1711 e il 1714.
Nel 1711, a soli 49 anni, morì di vaiolo il Gran Delfino, unico figlio maschio legittimo superstite di Luigi XIV e della regina Maria Teresa; l'anno seguente si ebbe un focolaio di morbillo in cui morirono Luigi, duca di Borgogna (figlio del Gran Delfino) assieme alla moglie Maria Adelaide di Savoia e al loro figlio maggiore, il duca di Bretagna. Rimaneva, unico principe di sangue reale ed erede legittimo di Luigi XIV, il figlio minore del duca di Borgogna, Luigi, duca d'Angiò, divenuto poi sovrano di Francia con il nome di Luigi XV. L'altro figlio del Gran Delfino, Carlo, morì anch'egli prima di Luigi XIV, in un incidente di caccia.

#### L'impossibile successione spagnola
Dei figli del Gran Delfino, uno era divenuto re di Spagna con il nome di Filippo V nel 1700 come risultato della guerra di successione spagnola, ma per ottenere tale trono aveva dovuto rinunciare alla successione al trono di Francia in forza del trattato di Utrecht del 1713. Luigi XIV stesso aveva dovuto accettare questa condizione pur di vedere un Borbone sul trono di Spagna e sostituirlo agli Asburgo che da secoli reggevano quel trono..
Quando pertanto tutti gli eredi diretti di Luigi XIV vennero meno, ci si rese conto che venir meno a questo impegno di rinuncia al trono avrebbe comportato il rischio di una nuova guerra di successione e pertanto tale ipotesi venne scartata a priori.

#### La legittimazione dei "bastardi reali"
Presagendo problemi di successione, Luigi XIV voleva a tutti i costi evitare che salisse al trono suo nipote Filippo II d'Orléans (che comunque ebbe la reggenza per il piccolo Luigi XV).
Il re decise allora, per ogni evenienza che si fosse presentata dopo la sua morte, di estendere il diritto di successione ai due maschi sopravvissuti dei sette figli avuti dalla sua amante, madame de Montespan, ovvero Luigi Augusto di Borbone, duca del Maine (1670-1736), e Luigi Alessandro, conte di Tolosa (1678-1737). Questa decisione violava le leggi fondamentali del regno che impedivano ai figli illegittimi dei sovrani di accedere al trono, ma pare che il Re Sole fosse fermamente intenzionato a favorire innanzitutto la propria progenie diretta prima ancora che quella derivata da suo fratello.

#### La morte del re

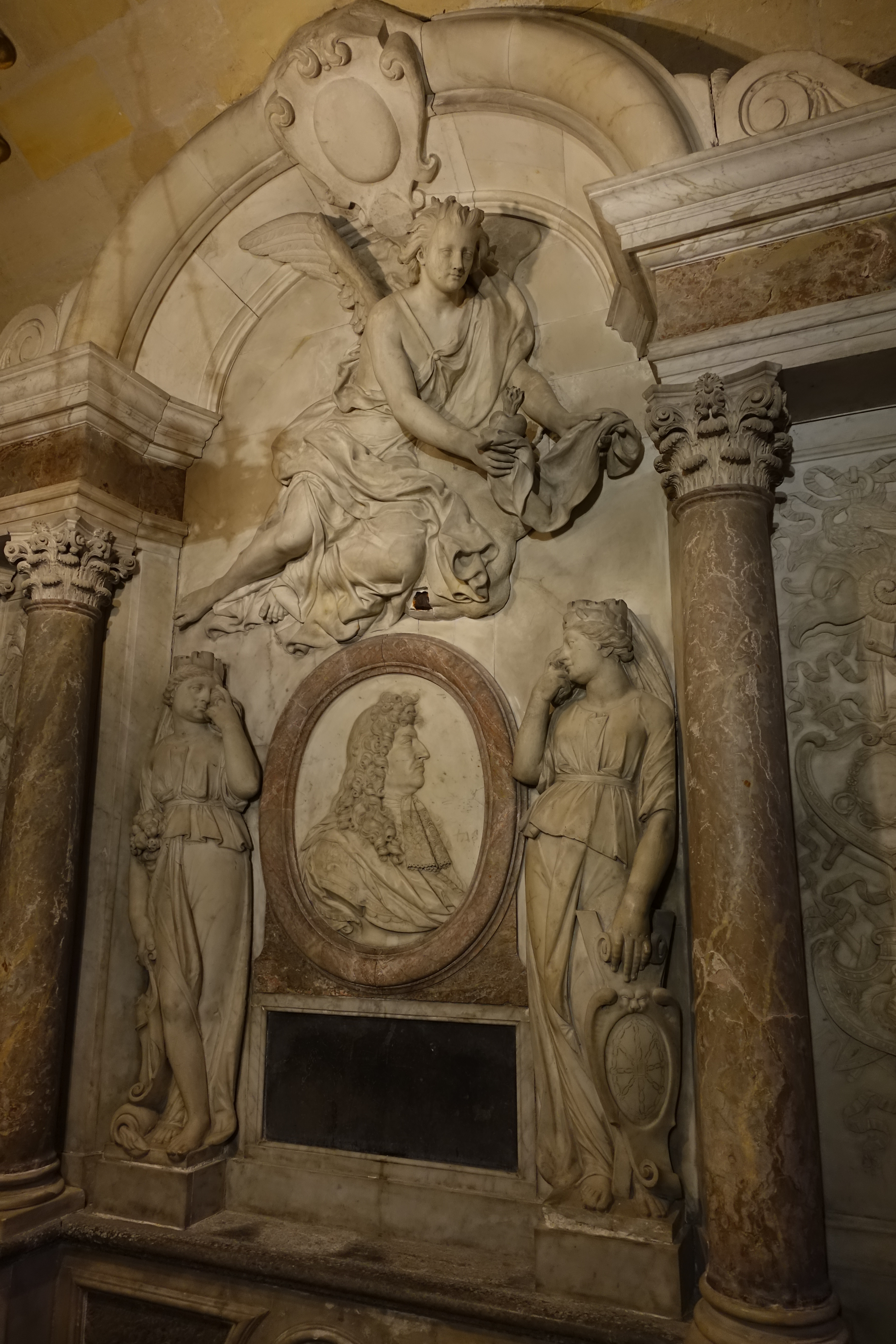
Il cenotafio di Luigi XIV nella cripta della Basilica di Saint-Denis

Il 9 agosto 1715, di ritorno da Marly, il re apparve improvvisamente molto depresso e dolorante a causa di una fitta alla gamba sinistra. Dopo un'attenta analisi gli venne diagnosticata una gangrena, derivante dalla gotta contratta nell'ultimo periodo della sua vita. Dopo un'agonia di diversi giorni, Luigi XIV spirò alle 8:15 del 1º settembre 1715 a causa di un'ischemia acuta in una delle principali arterie dell'arto contro la quale i medici si dichiararono impotenti. Morì quattro giorni prima di compiere 77 anni e dopo 72 anni 3 mesi e 18 giorni di regno. Prima di spirare, ai cortigiani che erano intorno al letto disse: «Perché piangete? Cosa credevate, che fossi immortale?»
La sua figura era tale che un personaggio come l'Elettore di Sassonia Federico Augusto, apprendendo della morte di Luigi XIV, disse solennemente ai suoi ministri: «Signori, il re è morto». Il parlamento di Parigi aprì il suo testamento il 4 settembre successivo. Pare che, alla notizia della sua morte, la Francia intera esultasse e festeggiasse poiché, agli occhi di molti, con la sua morte terminava un'epoca di guerre e di sperperi che avevano fatto apparire grande la Francia solo dall'esterno. La riprova di ciò fu un evento avvenuto durante il suo funerale: il suo feretro, durante il trasferimento per la sepoltura nella Basilica di Saint-Denis, fu oltraggiato dalla folla con sputi e fango. Il suo corpo, riposto nella cripta dei Borboni, vi rimase sino al 14 ottobre 1793 quando, durante la Rivoluzione, la sua tomba venne profanata e i suoi resti dispersi dai rivoluzionari in una fossa comune adiacente alla chiesa. In seguito alla Restaurazione Luigi XVIII fece recuperare i resti dei sovrani, non più identificabili, che vennero però sepolti alla rinfusa in diverse bare della cripta. Tra il 1841 e il 1842 il re Luigi Filippo, discendente del fratello Filippo d'Orléans, fece realizzare un monumento commemorativo in suo onore proprio nella cappella dei Borboni a Saint-Denis. L'architetto François Debret fu responsabile del progetto di un cenotafio composto da diverse sculture di varia origine: un medaglione centrale raffigurante un ritratto del re di profilo dello scultore Girardon del XVII secolo, affiancato da due figure allegoriche scolpite rappresentanti la Virtù e la Sorte, provenienti dalla tomba di Guillame du Vair, vescovo-conte di Lisieux, il tutto sormontato da un angelo scolpito da Jacques Bousseau nel XVIII secolo e proveniente dalla chiesa del cimitero di Picpus. Su entrambi i lati di questo monumento si trovano quattro colonne di marmo rosso provenienti dalla chiesa di Saint Landry, oltre ad alcuni rilievi scolpiti derivati dalla tomba di Louis de Cossé della chiesa del monastero dei Celestini di Parigi (alcuni geni funerari provenienti dal monumento sono stati spostati da Viollet-le-Duc al Louvre).
A Luigi XIV succedette al trono il pronipote Luigi, Duca d'Angiò, con il nome di Luigi XV; poiché aveva solo cinque anni fu posto sotto la reggenza (fino alla maggiore età nel 1723) del duca Filippo II d'Orléans, nipote e genero del defunto Re Sole.

Pagina 2 e 15 del Testamento di Luigi XIV, Archives nationales
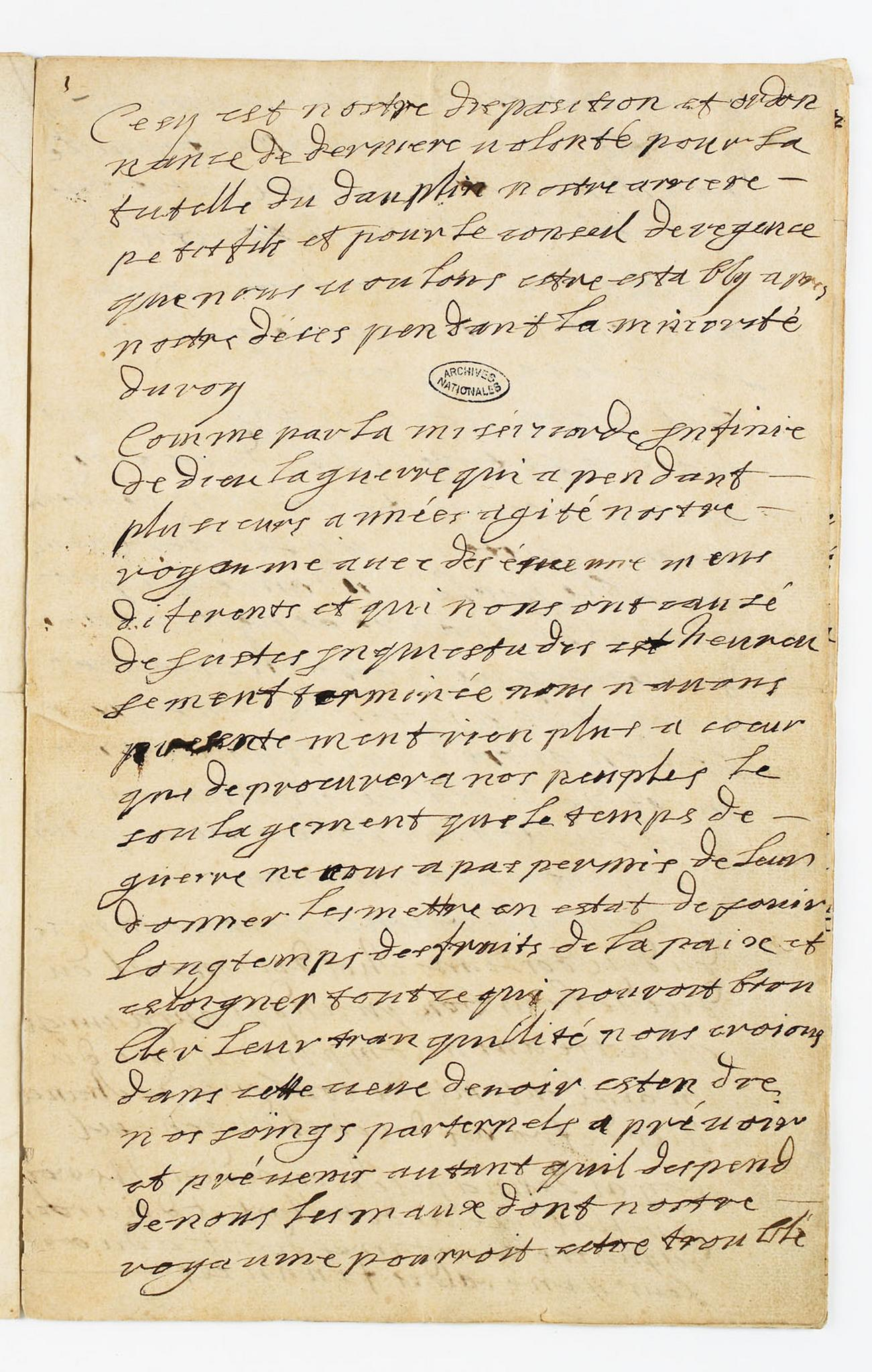
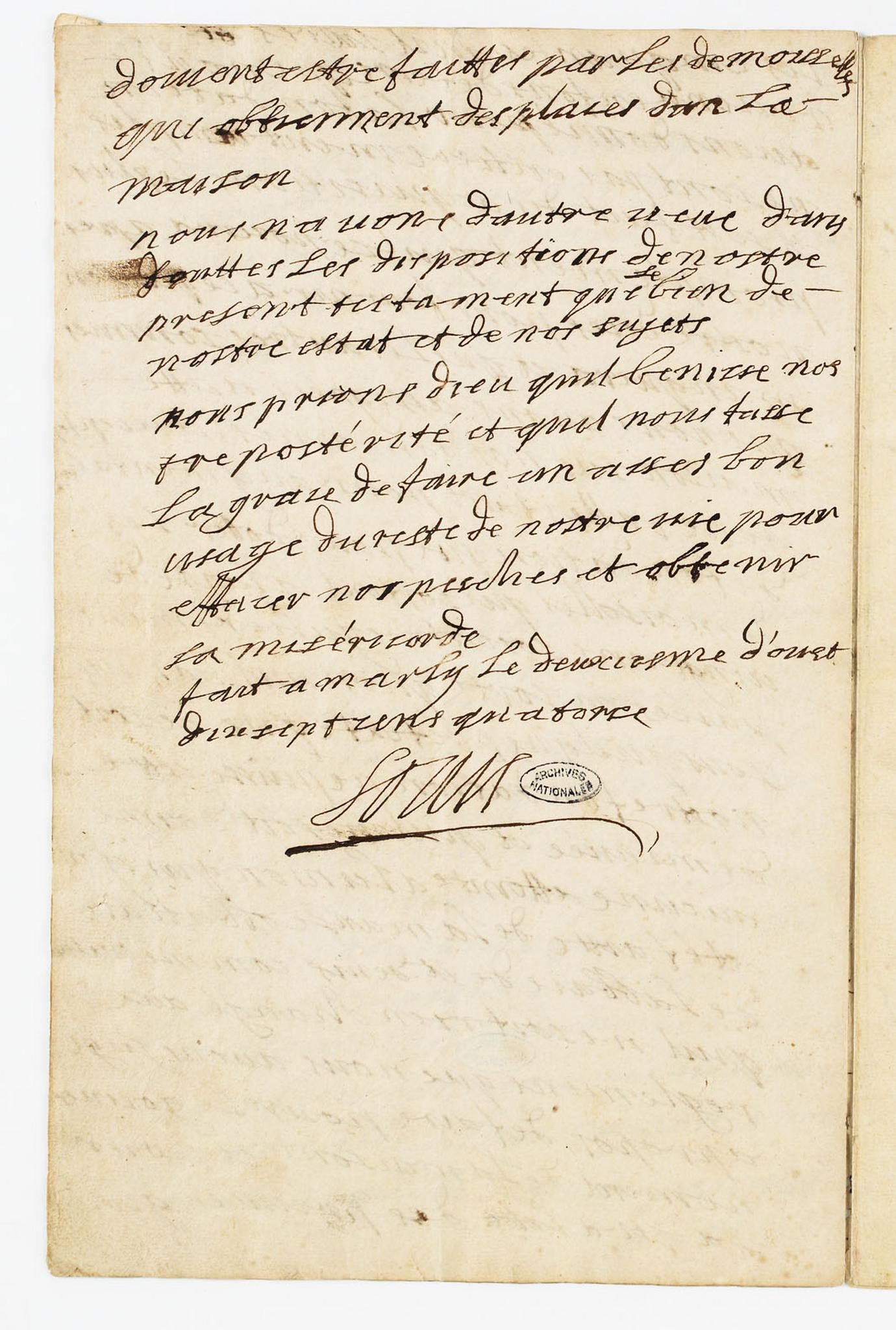

## Matrimonio e figli

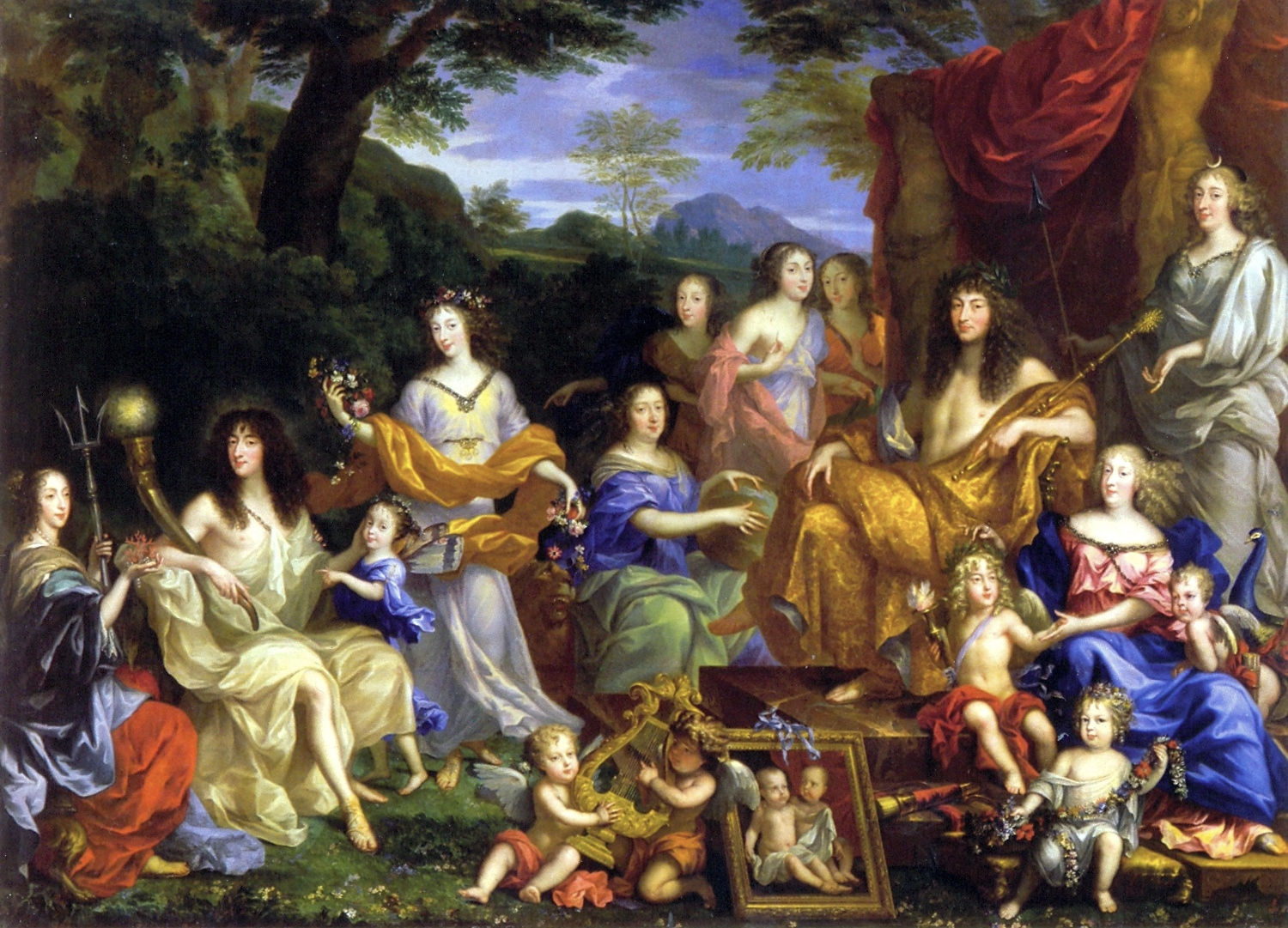
Luigi XIV e la sua famiglia dipinti come divinità romane in un dipinto del 1670 di Jean Nocret. Da sinistra a destra: Enrichetta Maria di Francia, Filippo I, duca di Orléans ("Monsieur"), la figlia del duca Maria Luisa d'Orleans, la moglie del duca Enrichetta Anna Stuart, la madre di Luigi XIV Anna d'Austria, Luigi XIV, suo figlio Luigi il delfino di Francia, la regina Maria Teresa d'Asburgo e Anna Maria d'Orleans, duchessa di Montpensier ("la Grande Mademoiselle").

Lo stemma del Regno di Francia e Navarra

Dalla moglie Maria Teresa d'Asburgo (figlia di Filippo IV di Spagna, re di Spagna e delle Indie, re del Portogallo e degli Algarve, re di Napoli, re di Sicilia, re di Sardegna, duca di Milano e duca titolare di Borgogna) ebbe sei figli che morirono tutti prima di lui:
- Luigi, il Gran Delfino (1661-1711);
- Anna Elisabetta (1662), morta nel primo anno di vita;
- Maria Anna (1664), morta nel primo anno di vita;
- Maria Teresa (1667-1672), morta a sei anni;
- Filippo Carlo (1668–1671), morto a quattro anni;
- Luigi Francesco (1672), morto a quattro mesi.

Dopo la morte della regina Luigi XIV sposò morganaticamente Françoise d'Aubigné (figlia di Constant d'Aubigné, signore di Landes-Guinemer, barone di Surimeau, gentiluomo della Camera del Re, governatore di Maillezais e viceré di Marie-Galante), marchesa di Maintenon, dalla quale non ebbe figli.

## Amanti e figli

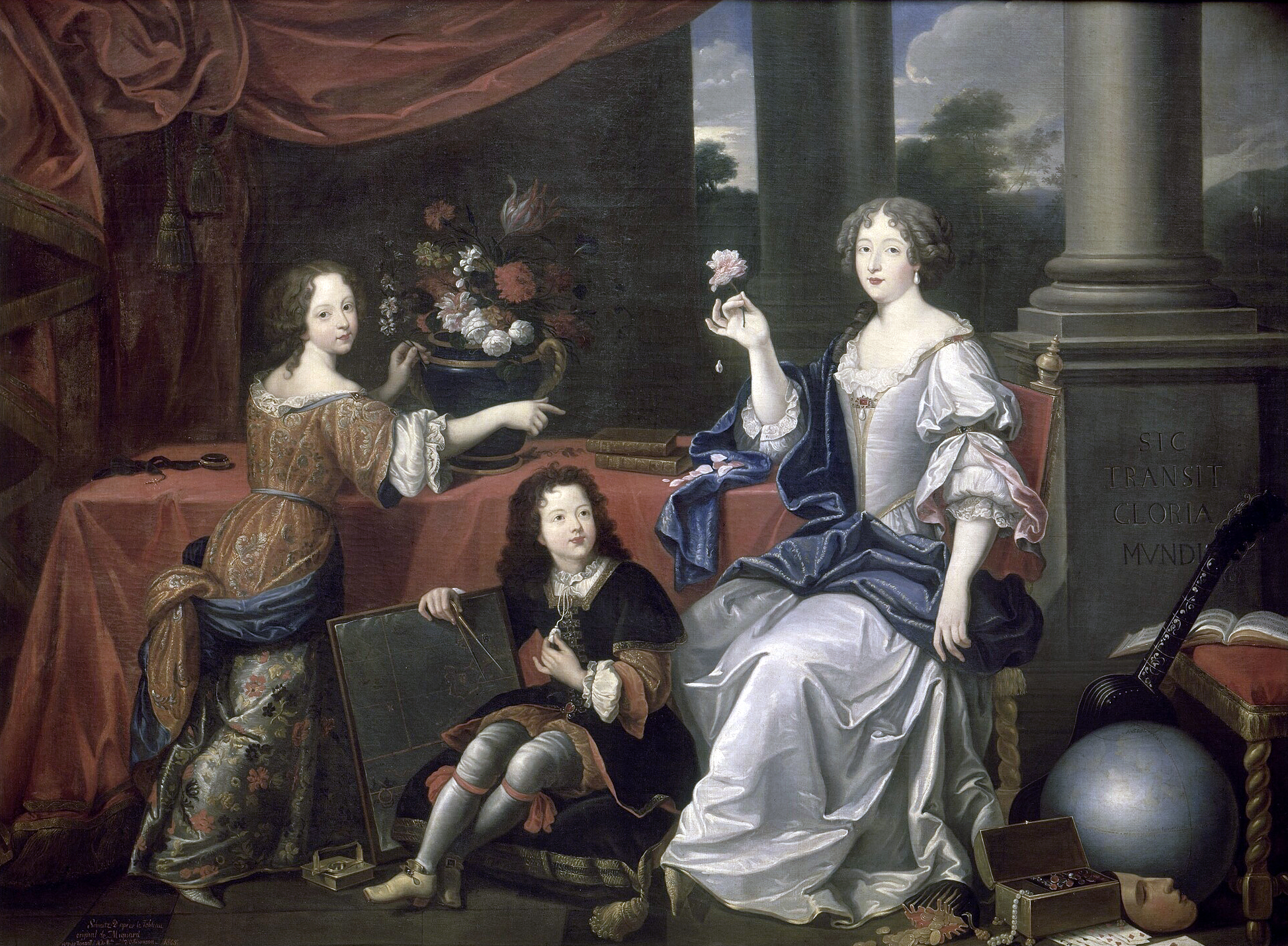
La prima amante ufficiale di Luigi, Louise de La Vallière, con i figli avuti dal re

Luigi XIV ebbe molte amanti, alcune delle quali esercitarono un grande ascendente sulla vita sociale e la cultura del loro tempo, tra cui Françoise Athénaïs de Rochechouart de Montermart, marchesa di Montespan, e Françoise d'Aubigné, marchesa di Maintenon († 1719) che si era occupata, come governante, dei figli avuti dal re e dalla Marchesa di Montespan e che il re sposò in segreto dopo la morte della regina Maria Teresa, avvenuta nel 1683.
A Versailles Luigi fece allestire scale segrete per raggiungere più facilmente le sue "amiche". Queste relazioni, che irritavano fortemente il partito dei devoti e moralisti di corte tra i quali il precettore del Gran Delfino, Jacques Bénigne Bossuet, ebbero fine solo dopo il matrimonio con Madame de Maintenon.
Dalle amanti ebbe i seguenti figli illegittimi (molti dei quali successivamente legittimati):
- da Louise de La Baume Le Blanc, duchessa di La Vallière e di Vaujours (1644-1710):
  - Carlo de La Baume Le Blanc (1663), morto entro un anno
  - Filippo de La Baume Le Blanc (1665–1666)
  - Luigi de La Baume Le Blanc (1665–1666)
  - Marie Anne de Bourbon, Mademoiselle de Blois, duchessa de La Vallière, principessa de Conti, (1666–1739); sposò Louis Armand de Bourbon, 2º principe di Conti, (1661–1685)
  - Luigi, conte di Vermandois (1667–1683) (legittimato nel 1669[31])
- da Françoise Athénaïs de Rochechouart de Mortemart, marchesa consorte di Montespan (figlia di Gabriel de Rochechouart, duca di Mortemart, principe di Tonnay-Charente, duca di Vivonne, marchese di Montpipeau, conte di Limoges, visconte di Rochechouart e pari di Francia) (1640-1707):
  - Luisa Francesca di Borbone (1669–1672)
  - Luigi Augusto di Borbone, duc du Maine (1670–1736) (legittimato)
  - Luigi Cesare di Borbone, conte de Vexin, abbé de Saint-Denis et de Saint-Germain-des-Prés (1672–1683) (legittimato)
  - Luisa Francesca di Borbone, Mademoiselle de Nantes, duchesse de Bourbon, princesse de Condé (1673–1743), (legittimata)
  - Luisa Maria Anna di Borbone, Mademoiselle de Tours (1674–1681) (legittimata)
  - Francesca Maria di Borbone, Mademoiselle de Blois, duchesse d'Orléans (1677–1749) (legittimata); sposa Filippo II di Borbone-Orléans
  - Luigi Alessandro di Borbone, comte de Toulouse (1678–1737) (legittimato); bisnonno materno dell'ultimo re di Francia, Luigi Filippo
- da Claude de Vin, Mademoiselle des Œillets:
  - Louise de Maisonblanche (1676–1718)
- da Angélique de Fontanges, duchessa di Fontanges (figlia di Jean Rigal Scorraille, signore di Fontanges) (1661 - 1681)
  - un figlio

Dall'ultima amante ufficiale, la marchesa di Maintenon, il re non ebbe figli. Rimane il fatto che quest'ultima fu la più fortunata, perché Luigi XIV la sposò segretamente dopo la morte della moglie. La marchesa divenne consorte morganatica e sostenne il sovrano negli ultimi anni di vita, sopravvivendogli per quattro anni.
Alla figura di Luigi XIV vengono anche attribuiti numerosi flirt con molte altre donne e dame di corte tra cui: Maria Mancini (nipote del cardinale Mazzarino), Olimpia Mancini, contessa di Soissons (1655), sorella della precedente, Lucia La Motte-Argencourt (1657), Enrichetta d'Inghilterra (anche se Jean-Christian Petitfils riferì l'episodio come un caso di relazione platonica), Catherine-Charlotte de Gramont, principessa di Monaco in quanto moglie del principe locale, Bona Pons, marchesa d'Heudicourt (1665 o 1666), Anne-Julie de Rohan-Chabot, principessa di Soubise (1674-1676), Marie-Elisabeth Ludres (1676-1677), Lydia de Rochefort-Théobon, Anne-Lucie de La Mothe-Houdancourt.

## La personalità del Re Sole

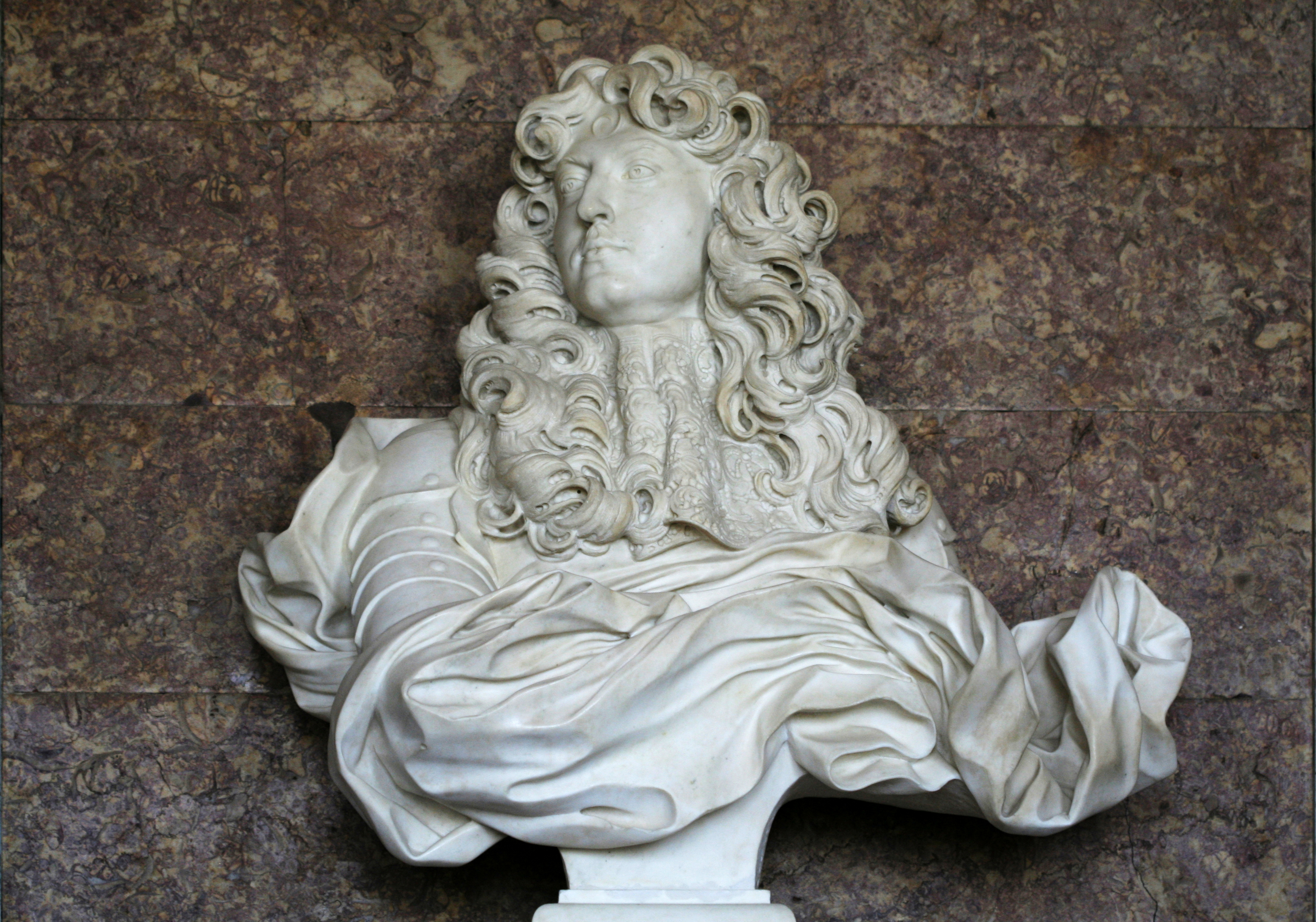
Busto di Luigi XIV di Francia di Gian Lorenzo Bernini, 1665. Questa statua è conservata nel Salone di Diana nella Reggia di Versailles

### Il sole come emblema
Luigi XIV decise che come suo simbolo personale avrebbe scelto il sole in quanto stella che dona vita a tutto. Inoltre questo emblema rappresentava il simbolo dell'ordine e della regolarità. Anche la sua giornata era scandita come il percorso giornaliero del sole, dall'alba al tramonto, e coinvolgeva in questo anche tutti i cortigiani che come immaginari pianeti dovevano gravitare attorno alla figura centrale del monarca. 
Per quanto riguarda una possibile tendenza del sovrano all'egocentrismo, Madame de Maintenon riferì che Luigi XIV, che nell'ultima parte della sua vita dovette affrontare diversi lutti susseguitisi in breve tempo tra cui la perdita dell'unico suo figlio maschio, vide questi eventi come una questione tra lui e Dio. Ella spiegò di seguito: «Il re era così abituato al fatto che tutti vivessero per lui che non avremmo potuto immaginare che sarebbe stato in grado di morire da sé».
Voltaire ricorda nella sua Storia del secolo di Luigi XIV un episodio del Re Sole. Louis Douvrier, un noto antiquario dell'epoca, ebbe l'idea, in previsione del carosello del 1662, di assegnare un emblema e un motto personali a Luigi XIV che non ne aveva. Lo stemma proposto fu quello di un globo illuminato da un sole raggiante accompagnato dal motto latino nec pluribus impar ("non inferiore alla maggior parte").
Napoleone Bonaparte, commentando il motto di Luigi XIV, il suo stemma e la sua politica disse di lui: «Il sole non ha macchie? Luigi XIV fu a pari merito un gran re. Egli è stato colui che ha riportato la Francia al rango delle prime nazioni. Solo Carlo Magno può essere paragonato a Luigi XIV, in tutti i suoi aspetti».

### Aspetto fisico e problemi di salute
Luigi viene descritto - quanto ad aspetto fisico - come affascinante, con gli occhi azzurri e di prestante corporatura. Secondo alcuni invece il re non eccelleva quanto a sembiante. Nel 1956 Louis Hastier aveva dedotto, considerando le dimensioni dell'armatura che era stata offerta a Luigi in dono nel 1668 dalla Repubblica di Venezia, che il re non doveva essere più alto di 1,65 m. Tale deduzione è stata in seguito assai contestata dal momento che l'armatura in questione era un oggetto cerimoniale e pertanto regolato sugli standard medi dell'epoca: non era infatti destinata a essere indossata, e da diversi ritratti si può intuire come Luigi XIV facesse visita al campo di battaglia in parrucca e cappello di piume più che protetto da pesanti e anacronistiche corazze.
Secondo altri l'aspetto di Luigi XIV era quantomeno gradevole e la sua figura ben proporzionata. La signora de Motteville dice per esempio che, durante l'incontro sull'Isola dei Fagiani del giugno del 1660, quando il giovane sovrano si incontrò per la prima volta con la futura sposa, l'Infanta «lo guardò con occhi interessati per il suo bell'aspetto»; infine un testimone dell'epoca, François-Joseph de Chancel, maggiordomo della principessa palatina, cognata del re, riferisce misure precise sul suo fisico, ovvero «cinque piedi e otto pollici di altezza» (1,73 m).
Luigi era appassionato di danza e, come quasi tutti i suoi antenati, anche di caccia e di lunghe passeggiate a cavallo. Soprattutto nella sua giovinezza, Luigi XIV era robusto e insensibile alla fatica, e non si lamentava né del caldo né del freddo, né della pioggia né della grandine, un uomo di grande resistenza fisica e morale. La sua vita, di eccezionale lunghezza per l'epoca, fu tuttavia minata da una cattiva salute e per questo era seguito quotidianamente dai propri medici personali (negli anni si susseguirono nella carica Jacques Cousinot 1643-1646, François Vautier nel 1647, Antoine Vallot 1648-1671, Antoine d'Aquin 1672-1693, e infine Guy-Crescent Fagon fino alla morte del re), i quali spesso usarono e abusarono dei metodi curativi più comuni all'epoca che comprendevano salassi, purghe e clisteri (di questi ultimi Luigi ne fece quasi 5.000 in tutta la vita). Inoltre Luigi XIV pativa una serie di problemi poco "regali": aveva infatti l'alito cattivo a causa di problemi dentali come si legge nel diario del suo dentista personale Dubois nel 1676, fatto che lo costringeva nei frequenti incontri con le amanti ad armarsi di fazzoletti profumati da passare in continuazione sotto il naso, impregnati però esclusivamente da essenze di fiore d'arancio, l'unico profumo che il naso del re poteva tollerare. Oltre a questo, nel 1685 la situazione dentale del re peggiorò quando, durante un'operazione per la rimozione di un ascesso nella parte sinistra della bocca, gli venne strappata anche una parte del palato, provocando una fistola oro-nasale.
Sotto l'aspetto psicologico Luigi XIV aveva tendenze megalomani, come dimostra la sua grande collezione di scarpe riccamente ornate, che le testimonianze dicono essere intorno alle 2500 paia.
In generale la salute del re durante tutti i suoi anni di vita venne messa duramente alla prova da una serie di problematiche passeggere o croniche che vennero dettagliatamente registrate sui diari personali dei suoi medici:
- Vaiolo nel 1647, all'età di nove anni, con rischio di morte per una grossa eruzione di pustole, con il corpo che si infiammava e screpolava e una gangrena che attaccò fino all'osso le dita dei piedi. Venne salassato, ma dopo diciotto giorni di cure riuscì a sopravvivere e il popolo invocò il miracolo;
- A 14 anni una terribile diarrea.
- Nel 1653, all'età di 15 anni, allergie e indigestioni, disturbi cronici dovuti anche al fatto che il monarca fu sempre un instancabile mangiatore, accompagnati anche da un tumore al capezzolo destro che venne cauterizzato;
- A 16 anni herpes, risipole e verruche;
- A 17 anni, nel 1655, la gonorrea, che doveva essere tenuta segreta, e il re finì per mettere in imbarazzo il suo medico personale; questa lo colpì regolarmente per tutta la vita sin dalla giovinezza.
- Languore e varie febbri verso la fine del 1655.
- Mal di schiena e brufoli (dal novembre del 1647), attribuiti all'infezione di vaiolo avuta da bambino.
- A 19 anni una febbre tifoide causata dall'ingestione di acqua infetta gli fa perdere tutti i capelli, costringendolo così a indossare abbondanti parrucche;
- Scarlattina a 20 anni, con macchie rosse, delirio, sincope e lingua nera. Il re si riprese solo dopo avere defecato e vomitato ventidue volte;
- Morbillo a 25 anni, con vomiti spasmodici, delirio e una eruzione furiosa, rischiando di morire dopo l'ennesimo salasso;
- Vertigini, epilessia, epistassi e vampate di calore;
- Bocca amara, sonno agitato e sonnambulismo a causa del consumo di afrodisiaci.
- Dissenteria a 37 anni, espellendo catarro sanguinolento e facendo incubi notturni così terribili che le sue urla echeggiavano nel palazzo;
- Mal di testa, febbre alta e gravi indigestioni seguite da diarree;
- Mal di denti e infezioni dentali, con la dentatura compromessa nella parte sinistra dal 1685 e i denti che, a causa dello scarso sviluppo della medicina all'epoca, gli vennero estirpati senza anestesia. L'operazione fu così energica che gli si staccò un pezzo di palato; la ferita venne curata con quattordici cauterizzazioni e il re ricominciò a mangiare normalmente solo alcuni mesi dopo. A 47 anni è ormai quasi completamente sdentato e ha un alito terribile;
- A 48 anni una fistola che si protrasse sino al novembre del 1686, quando il chirurgo Félix lo operò con una tecnica sperimentale e rivoluzionaria per l'epoca, usando un lungo bisturi d'argento. Non molto tempo dopo venne colpito dalla malaria e cominciò poi a soffrire anche degli acciacchi dell'età;
- Dai 50 anni soffre di gotta a causa della cattiva alimentazione e rimane fermo per diverse settimane. Sei anni dopo è ormai considerato grosso, vecchio e malandato;
- Negli ultimi vent'anni della vita soffre di calcolosi delle vie urinarie, accompagnati da una pelle squamata da affezioni dermatologiche;
- Da anziano, gli attacchi di nausea di Luigi XIV erano così gravi che arrivava a produrre anche cinque barili al giorno, con le feci liquide o semiliquide, rossastre o verdastre, vulcaniche o lisce, ma ogni volta estremamente copiose;
- Una ricaduta di gangrena che lo attaccò negli ultimi anni di vita e che gli causò frequenti dolori alla gamba sinistra, inizialmente scambiata per sciatica. Quando ciò venne scoperto, il re morì pochi mesi dopo.

## Luigi XIV patrono delle arti

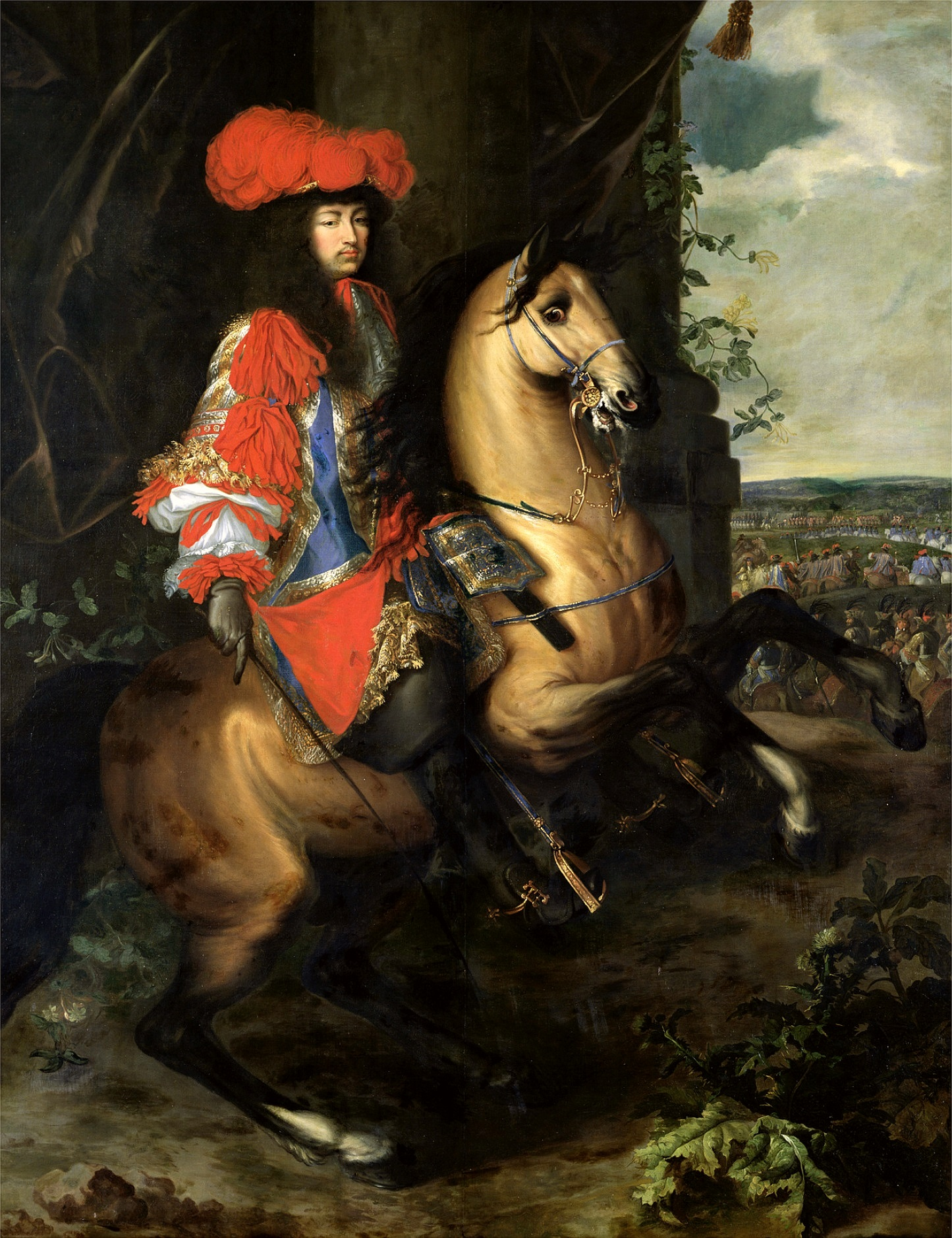
Charles Le Brun, Luigi XIV a cavallo

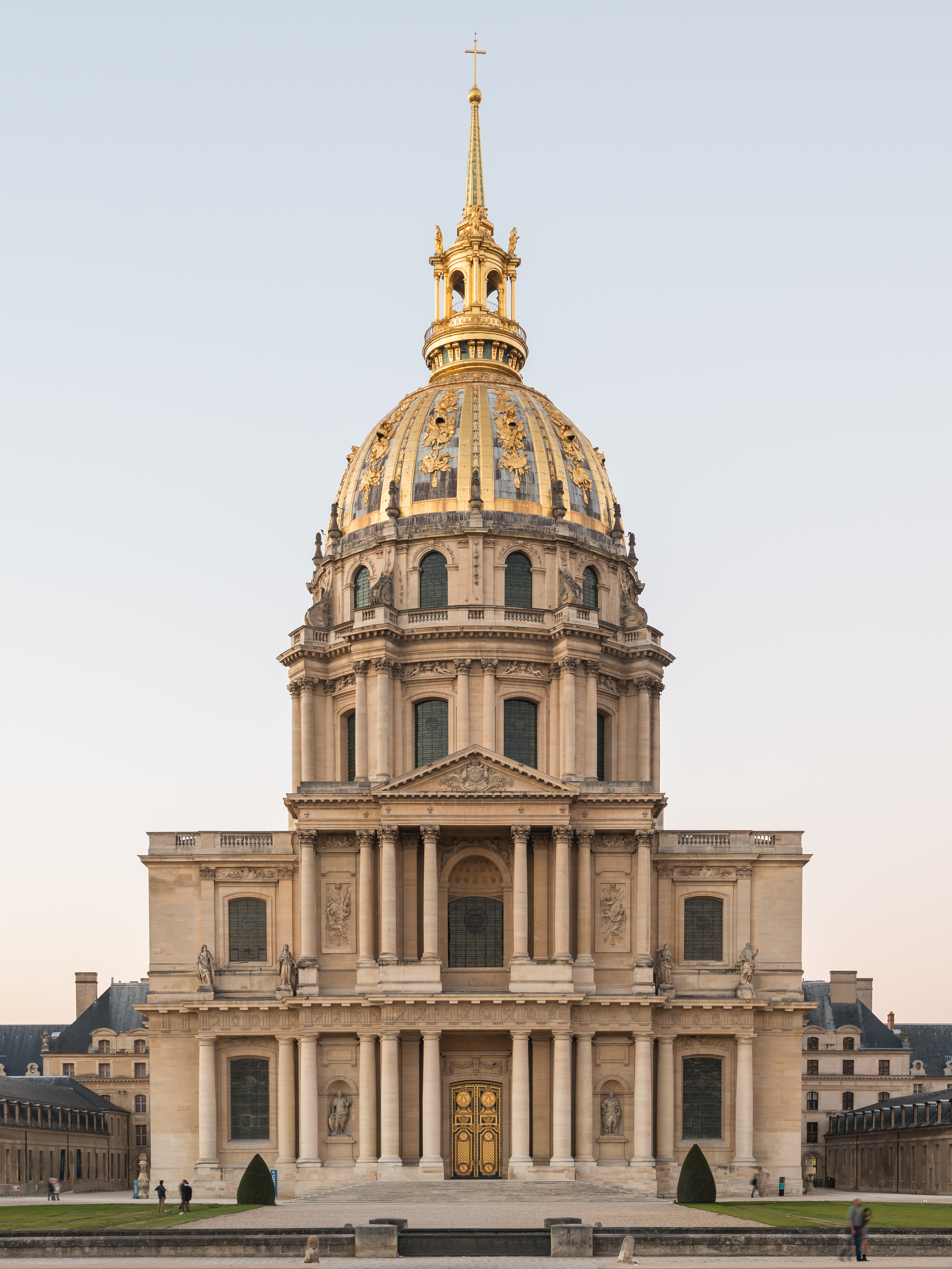
La cappella reale degli Invalides a Parigi, realizzata da Hardouin-Mansart per Luigi XIV

Luigi XIV spese ingenti quantità di denaro supportando gli artisti che lavoravano al suo comando per rendere sempre più potente la monarchia francese anche quanto a immagine pubblica. Il cardinale Richelieu, sotto Luigi XIII, aveva fondato nel 1635 l'Académie française che anche Luigi XIV pose sotto il proprio patronato. Creò inoltre altre accademie destinate a incidere sulla vita intellettuale e artistica, tra le quali l'Académie royale des sciences, l'Académie royale d'architecture e l'Académie royale de danse, in un secondo momento ampliata in Accademia reale di Musica e Danza (e più avanti ancora Opéra national de Paris). Fu nel periodo del suo governo che fiorirono scrittori come Molière, Jean Racine, Jean de La Fontaine e Charles Perrault, i cui lavori continuano ad avere grande influenza anche ai nostri giorni. Luigi XIV fu patrono di molti altri artisti come i pittori Charles Le Brun, Pierre Mignard e Hyacinthe Rigaud, gli scultori Antoine Coysevox e François Girardon, gli architetti Louis Le Vau e Jules Hardouin Mansart, l'ebanista André-Charles Boulle e il disegnatore di giardini André Le Nôtre, i cui lavori acquisirono ben presto fama in tutta Europa. In campo musicale promosse artisti come Jean-Baptiste Lully, Marc-Antoine Charpentier, Jacques Champion de Chambonnières e François Couperin, i quali per molto tempo furono d'esempio ad altri musicisti europei.
A Parigi l'azione urbanistica del re fu di primo piano nonostante abbandonasse definitivamente la capitale per Versailles nel 1682. In effetti, tramite vasti cantieri per l'edificazione di monumenti pubblici simbolici della monarchia assoluta, Luigi XIV intendeva fare della capitale del regno la più magnifica città d'Europa in rivalità con la Roma dei Papi, Madrid e Londra.
Luigi XIV ordinò la costruzione del complesso dell'Hôtel des Invalides, per adibirlo a casa di riposo per militari e ufficiali che avessero servito fedelmente nell'esercito sotto il suo comando e divenuti infermi per ferite di guerra o anzianità. Fu questo luogo a divenire uno dei pionieri della farmacia internazionale. La sua chiesa, la cattedrale di San Luigi degli Invalidi, con la grande cupola dorata realizzata da Jules Hardouin Mansart, è considerata un capolavoro del classicismo in campo religioso.
Il re ampliò inoltre il palazzo del Louvre, così come altre residenze reali intorno a Parigi (in particolare Vincennes, Marly e Meudon). Per il Louvre originariamente aveva ricercato l'opera di Gian Lorenzo Bernini, il progetto fu poi però considerato eccessivo perché comportava la pressoché totale distruzione dell'edificio esistente. A Bernini subentrò allora Claude Perrault, fratello del famoso scrittore: la colonnata del Louvre, da lui progettata, è considerata il manifesto del classicismo e dell'architettura reale francesi. A Parigi, Luigi XIV ordinò la costruzione di due piazze reali maggiori, che influenzarono l'urbanistica in tutta Europa, la place Vendôme e la place des Victoires, realizzate da Hardouin-Mansart. Infine volle lungo la Senna la costruzione di un vastissimo ospedale per il popolo, la Salpêtrière. Per sostenere le attività scientifiche, creò l'Osservatorio di Parigi.
Fece abbattere le vecchie mura medievali della città e rimpiazzare le porte fortificate da archi trionfali dedicati alla sua gloria, la Porta di Saint Denis e la Porte Saint-Martin.

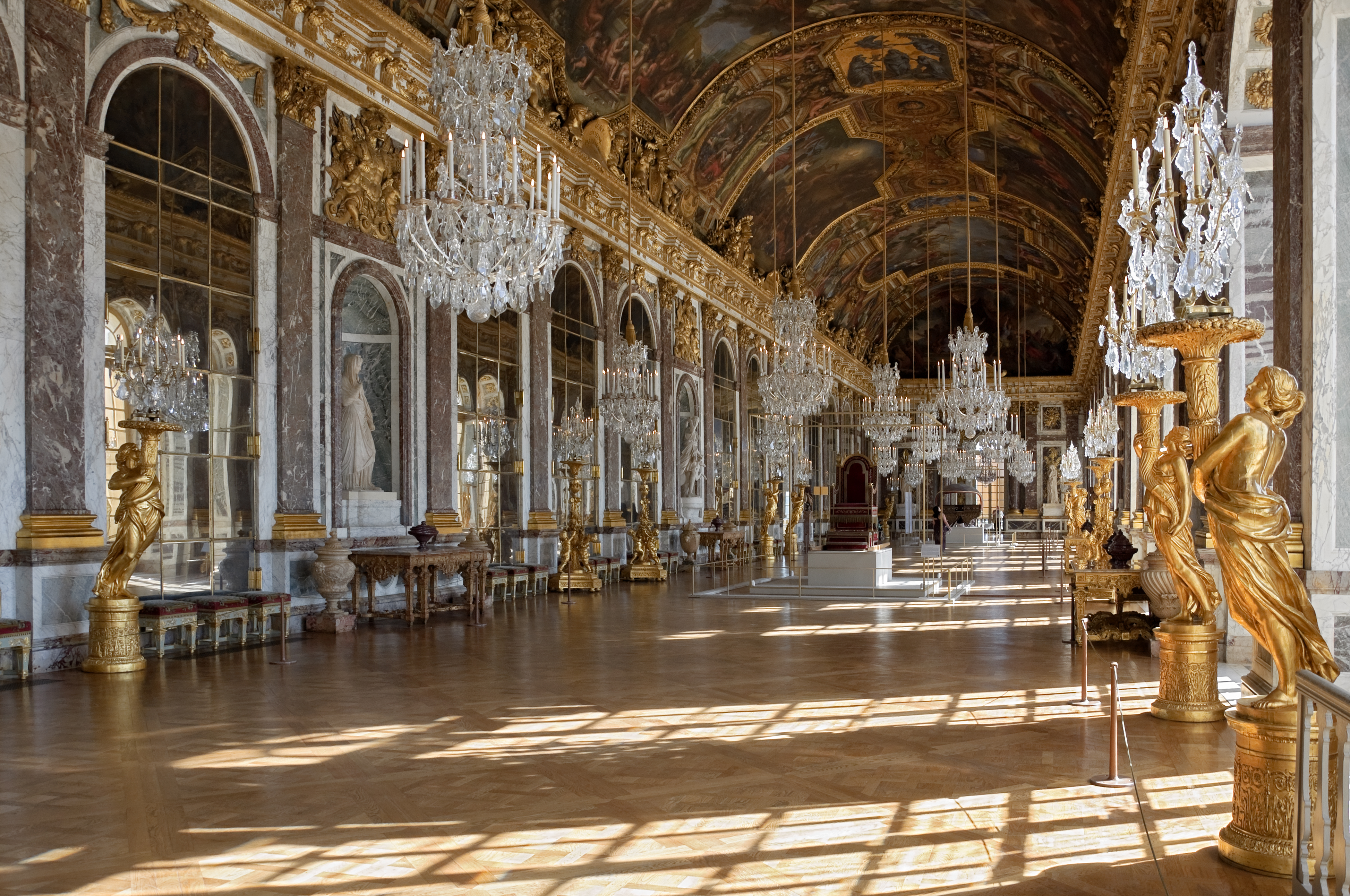
La Galleria degli Specchi della reggia di Versailles

Alla reggia di Versailles impiegò i più grandi artisti francesi del tempo, principalmente Le Vau (per l'architettura), Le Brun (per l'arredamento e le pitture) e Le Nôtre (per i giardini) al preciso scopo di creare la reggia più prestigiosa d'Europa, destinata a diventare il modello assoluto della residenza reale in tutto il continente durante il Settecento.
Ampliò considerevolmente le collezioni reali in tutti campi, particolarmente per quanto riguarda la pittura, con l'acquisizione della prestigiosa collezione del mercante Everhard Jabach che comprendeva opere di primo piano che costituiscono ancora oggi il cuore delle collezioni del museo del Louvre e dei grandi musei francesi. Le antichità, i disegni di grandi maestri, le medaglie e i bronzi furono anche raccolti con avidità.
Inoltre Luigi incoraggiò le arti e l'industria francesi sostenendo importanti manifatture, tra le quali la manifattura reale dei Gobelins, che realizzava arazzi pregiati per tutta l'Europa, e la manifattura di Saint-Gobain, specializzata nel vetro, che riuscì a produrre i famosi specchi della Galleria degli Specchi del palazzo di Versailles inventando un metodo per produrre specchi molto più grandi di quanto si sapeva fare fino ad allora.
Nel giugno del 1686, su consiglio di Madame de Maintenon, siglò le lettere patenti per l'istituzione della Maison royale de Saint-Louis a Saint-Cyr per le "povere figlie della nobiltà" di età compresa tra i sette e i venti anni. L'istituto, comunque assai elitario, ospitò ben presto circa 250 ragazze che dovevano dimostrare di avere quattro quarti di nobiltà per parte di padre.

## Un monarca prestato alla guerra

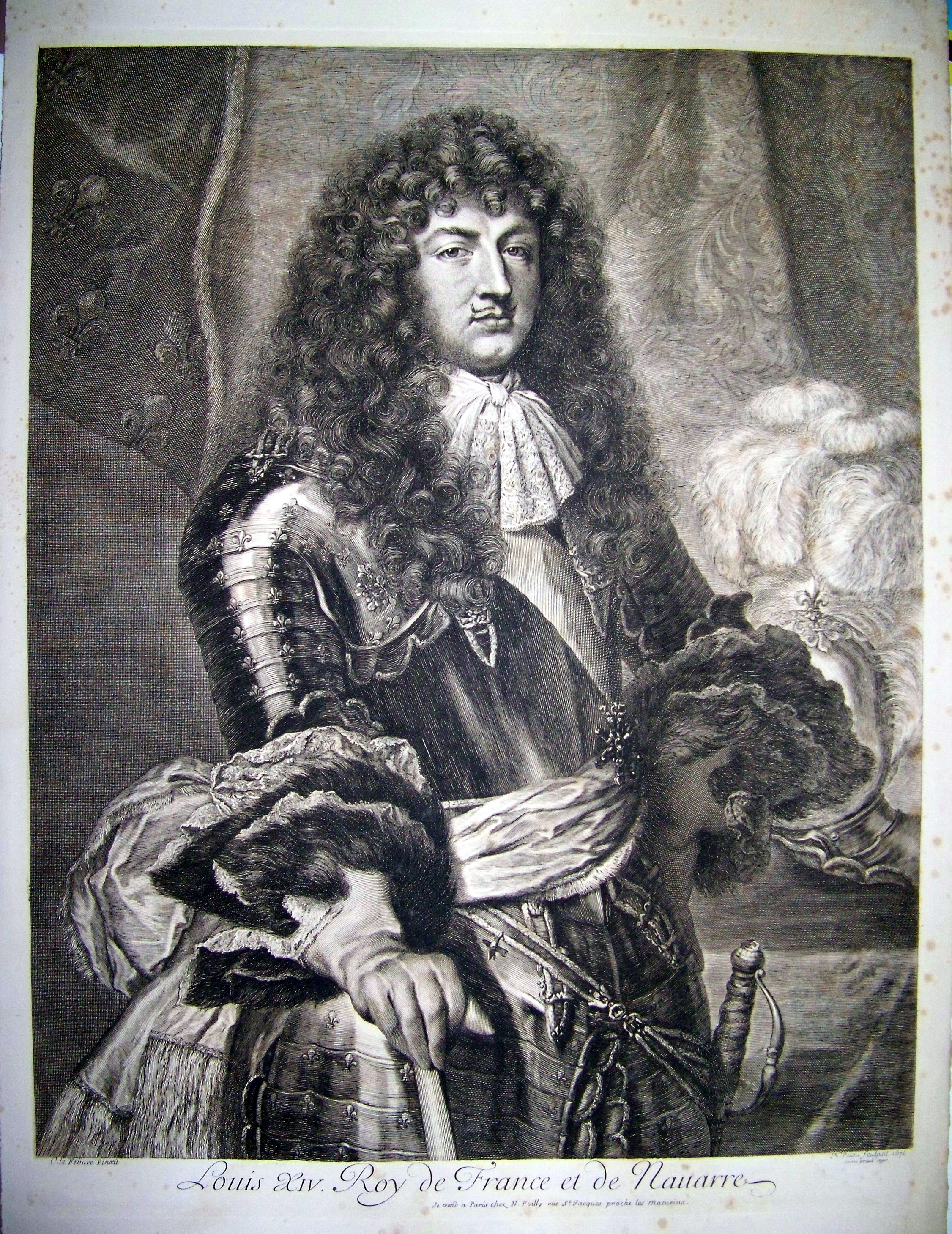
Luigi XIV nel 1670 in abiti militari

Luigi XIV dedicò trentadue anni del suo regno alla guerra. Sul letto di morte, il re confessò al pronipote, il futuro Luigi XV: «Ho amato troppo la guerra».
Contrassegnato dal modello di educazione di suo padre, affascinato in gioventù dal principe di Condé, Luigi XIV ebbe modo di confrontarsi con la guerra già all'epoca della Fronda. Sotto l'egida del maresciallo Turenne ricevette un'accurata formazione militare ed ebbe il battesimo del fuoco alla battaglia delle Dune, a 20 anni, dove le sue truppe, da poco alleate con quelle inglesi (all'epoca comandate dal lord protettore Oliver Cromwell) conseguirono un'importante vittoria contro la Spagna. Celebrò queste vittorie a Versailles con un grandioso ciclo di affreschi nella Galleria delle Battaglie.
Del resto la riorganizzazione dell'esercito fu possibile solo grazie alla revisione delle finanze: se Colbert riformò le finanze, Michel Le Tellier e suo figlio, il marchese di Louvois, si occuparono di riformare le truppe con una riforma del reclutamento, degli armamenti e la creazione dell'Hôtel des Invalides. Il re chiese inoltre a Vauban di costruire un anello di fortificazioni in tutto il Paese. In breve tempo la Francia si trovò con un esercito di 300.000 uomini, il più grande d'Europa. Per rafforzare il ruolo della Francia nel mondo Luigi XIV si impegnò in molteplici guerre:
- dal 1667 al 1668 la Guerra di devoluzione;
- dal 1672 al 1678 la Guerra d'Olanda;
- dal 1683 al 1684 la Guerra delle riunioni;
- dal 1688 al 1697 la Guerra della Lega d'Augusta (detta anche Guerra della Grande Alleanza);
- dal 1701 al 1713 la Guerra di successione spagnola.

Tutti questi conflitti ingrandirono notevolmente il territorio francese portando all'annessione di Alta Alsazia, Metz, Toul, Verdun, Rossiglione, Artois, Fiandre francesi, Cambrai, Contea di Borgogna, regione della Saar, Hainaut. Queste acquisizioni segnarono l'egemonia francese in Europa e chi, come il doge di Genova o il duca di Lorena, ebbe l'ardire di sfidare il Re Sole, ne pagò le conseguenze.
Tale stato di guerra permanente, tuttavia, portò lo Stato sull'orlo della bancarotta, costringendolo a levare pesanti tasse sulla popolazione, ma anche sulla nobiltà (tassa sul capitale, decima, ecc.). Anche la famiglia reale venne costretta a pagare le tasse.

## Il rapporto personale con la religione
Il ruolo della religione nella vita del re è stato importante durante l'infanzia, a causa dell'educazione ricevuta e a cui era stato talvolta costretto; tuttavia negli anni a seguire il re manifestò un certo libertinaggio nei costumi che mal si accordava alla figura di "re cristianissimo", e che al contrario contribuì a farne un personaggio colorito nella sua epoca e nella memoria di quelle successive. Nel 1680 ebbe una specie di conversione personale che riportò ordine nella sua vita amorosa e che ebbe anche una certa influenza nelle sue scelte di natura politica.

### L'educazione religiosa ricevuta
Anna d'Austria impose al figlio Luigi XIV esercitazioni periodiche di pietà; l'abate de Choisy fece ricorso a metodi rigorosi per inculcare nel giovane sovrano un fervido spirito religioso: «Non gli venne risparmiato nulla sul tema religioso, ancor più se si pensa che la regina madre, allora reggente al trono, lo tenne in prigione nella sua stanza dove rimase per due giorni senza vedere nessuno per avere "peccato" al punto che egli stesso proibì severamente la bestemmia tra i cortigiani». La sua educazione religiosa venne quindi affidata a Louis Hardouin de Perefixe. Luigi XIV iniziò a confessarsi nel 1647, la prima comunione a Pasqua, e il giorno del primo Natale della sua vita venne celebrato il suo battesimo in ricordo del giorno in cui fu battezzato l'antico re franco Clodoveo I.

### Una vita liturgica
Il Re Sole condusse una vita particolarmente densa di eventi liturgici e la sua vita pubblica era scandita da numerosi e quotidiani atti religiosi che costituivano eventi comunitari dove il sovrano dava agli occhi del pubblico la propria immagine della sacralità del sovrano.
Prima di alzarsi dal letto, ogni mattina, Luigi XIV riceveva dell'acquasanta portata dal suo ciambellano; seduto sul letto recitava le Lodi dell'Ufficio dello Spirito Santo. Quindi, dopo essersi vestito, si inginocchiava per alcuni minuti a pregare in silenzio.
Ogni mattina Luigi XIV prendeva parte alla Messa con l'eccezione di quando si trovava sul campo di battaglia. Si stima che in tutta la sua vita Luigi XIV abbia preso parte a trentamila messe. Tutte le residenze reali vennero dotate obbligatoriamente di una cappella su due livelli: un piano era destinato alla corte mentre il piano superiore (spesso in un'apposita tribuna) era lo spazio riservato al re, alla famiglia reale e ai fedelissimi del sovrano.
Il re si comunicava solo in precise occasioni: il Sabato santo (Pasqua), la vigilia di Pentecoste, la vigilia della festa di Tutti i Santi e la vigilia di Natale, il giorno dell'Immacolata Concezione e quello dell'Assunta.
Nel pomeriggio il re si recava nuovamente in cappella per la celebrazione dei Vespri, talvolta cantati, nelle occasioni più solenni. Ogni giovedì e domenica, nel tardo pomeriggio, per tutto il periodo dell'ottava del Corpus Domini, il re partecipava all'adorazione del Santissimo Sacramento.
Le omelie di prestigiosi teologi (soprattutto cappuccini) accompagnavano i momenti liturgici importanti del sovrano, che ogni anno, solo tra l'Avvento e la Quaresima, erano ventisei.

### Riti specifici del re
Vi erano poi alcuni riti religiosi applicati esclusivamente alla figura dei re di Francia che Luigi XIV supportò largamente a ribadire il suo status di "Re cristianissimo".
Durante le messe celebrate alla presenza di un cardinale, di un arcivescovo metropolita o di un vescovo diocesano, la posizione del re, quanto a disposizione liturgica era paragonata a quella di un vescovo privo di giurisdizione ecclesiastica.
Ogni anno, il Giovedì santo, Luigi XIV conduceva la cerimonia della lavanda dei piedi, come tutti i vescovi cattolici. Dodici poveri accuratamente visitati dal medico personale del re, lavati, nutriti e propriamente vestiti con una veste di stoffa rossa, venivano portati nella sala dove avrebbe avuto luogo la cerimonia e qui il sovrano in persona conduceva il rito; così Luigi XIV fece dall'età di quattro anni sino alla sua morte.
Con un particolare potere derivato dall'incoronazione, Luigi XIV come ogni re di Francia aveva inoltre il potere di guarire la scrofola, un'adenite tubercolare che si presentava sotto forma nodale. Luigi XIV, durante la sua vita, curò quasi 200.000 scrofolosi pronunciando la frase «Dio ti guarisce», a sottolineare dunque come egli fosse del resto solo un tramite tra Dio e il suo popolo e che quindi tale potere non fosse proprio del re, ma esclusivo di Dio. La volontà di guarire o no il paziente era dunque sempre in capo a Dio stesso.. Versailles stessa, in riferimento a queste pratiche, divenne un luogo di pellegrinaggio vero e proprio quando Luigi XIV vi si trasferì definitivamente. I pazienti venivano sistemati sotto le arcate dell'Orangerie e venivano volta per volta toccati da Luigi XIV malgrado le numerose ferite purulente che spesso si manifestavano sul viso di costoro. Nell'aprile del 1689 il giornale Mercure Galant precisò come Luigi XIV, che praticò questo rito per tutta la vita, non si fosse mai lamentato una sola volta e che anzi lo ritenesse un grande privilegio.

### Ostilità al giansenismo
Luigi XIV ebbe sempre una chiara inclinazione al tomismo e al molinismo, trovandosi invece particolarmente ostile al giansenismo, posizioni che ebbero conseguenze politiche molto rilevanti durante gli anni del suo governo e che lo portarono talvolta in contraddizione con le tendenze gallicane della chiesa di Francia.
Con la dichiarazione del 10 febbraio 1673, Luigi XIV estese la regalia a tutte le diocesi della Francia, mentre prima era riferita solo alle settentrionali.

## Il problema della continuità nell'Ancien Régime
Molti storici si sono interrogati sulla questione della continuità nel regno di Luigi. La domanda che si pongono è se egli sia riuscito a portare avanti una politica vicina alla definizione di Stato moderno e quindi sia riuscito a rinchiudere (figuratamente) i nobili all'interno della reggia di Versailles, o se al contrario i nobili abbiano costretto il re a farsi mantenere all'interno del favoloso edificio.
Quest'ultimo punto è sicuramente più vicino all'opinione dello storico statunitense Campbell, il quale ritiene i metodi di Luigi XIV più vicini a una rifeudalizzazione che a una progressione; egli ritiene anche che il sovrano abbia influito nelle scelte del ministro delle finanze Colbert, il quale, per timore, si trovò costretto ad arginare continuamente la fallace e dispendiosa politica economica di corte che era stata portata avanti, a discapito delle innovazioni economiche e amministrative da lui pensate. Sempre secondo Campbell, quindi, Colbert sarebbe stato dimenticato in fretta dal popolo invece di essere ricordato come benefattore, quale era.
La tesi contrapposta vede un ammodernamento dell'amministrazione ottenuto attraverso il controllo dei nobili.

## Titoli e trattamento
- 1638 - 1643 : Son Altesse Royale, Monseigneur le Dauphin
- 1643 - 1715 : Sa Majesté, le Roi de France et de Navarre

## Ascendenza
|                             |                      |                         | Genitori                  |  |  | Nonni |  |  | Bisnonni                   |  |  | Trisnonni                   |  |
|                             |                      |                         |                           |  |  |       |  |  | Antonio di Borbone-Vendôme |  |  | Carlo IV di Borbone-Vendôme |  |
|                             |                      |                         |                           |  |  |       |  |  | Antonio di Borbone-Vendôme |  |  | Carlo IV di Borbone-Vendôme |  |
|                             |                      | Francesca di Alençon    |                           |  |  |       |  |  | Antonio di Borbone-Vendôme |  |  |                             |  |
| Enrico IV di Francia        |                      |                         |                           |  |  |       |  |  | Antonio di Borbone-Vendôme |  |  |                             |  |
|                             |                      | Giovanna III di Navarra | Enrico II di Navarra      |  |  |       |  |  |                            |  |  |                             |  |
|                             |                      | Giovanna III di Navarra | Enrico II di Navarra      |  |  |       |  |  |                            |  |  |                             |  |
|                             |                      | Giovanna III di Navarra | Margherita d'Angoulême    |  |  |       |  |  |                            |  |  |                             |  |
| Luigi XIII di Francia       |                      | Giovanna III di Navarra |                           |  |  |       |  |  |                            |  |  |                             |  |
|                             |                      | Francesco I de' Medici  | Cosimo I de' Medici       |  |  |       |  |  |                            |  |  |                             |  |
|                             |                      | Francesco I de' Medici  | Cosimo I de' Medici       |  |  |       |  |  |                            |  |  |                             |  |
|                             |                      | Francesco I de' Medici  | Eleonora di Toledo        |  |  |       |  |  |                            |  |  |                             |  |
| Maria de' Medici            |                      | Francesco I de' Medici  |                           |  |  |       |  |  |                            |  |  |                             |  |
|                             |                      | Giovanna d'Austria      | Ferdinando I d'Asburgo    |  |  |       |  |  |                            |  |  |                             |  |
|                             |                      | Giovanna d'Austria      | Ferdinando I d'Asburgo    |  |  |       |  |  |                            |  |  |                             |  |
|                             |                      | Giovanna d'Austria      | Anna Jagellone            |  |  |       |  |  |                            |  |  |                             |  |
| Luigi XIV di Francia        |                      | Giovanna d'Austria      |                           |  |  |       |  |  |                            |  |  |                             |  |
|                             | Filippo II di Spagna | Carlo V d'Asburgo       |                           |  |  |       |  |  |                            |  |  |                             |  |
|                             | Filippo II di Spagna | Carlo V d'Asburgo       |                           |  |  |       |  |  |                            |  |  |                             |  |
|                             | Filippo II di Spagna | Isabella del Portogallo |                           |  |  |       |  |  |                            |  |  |                             |  |
| Filippo III di Spagna       | Filippo II di Spagna |                         |                           |  |  |       |  |  |                            |  |  |                             |  |
|                             |                      | Anna d'Austria          | Massimiliano II d'Asburgo |  |  |       |  |  |                            |  |  |                             |  |
|                             |                      | Anna d'Austria          | Massimiliano II d'Asburgo |  |  |       |  |  |                            |  |  |                             |  |
|                             |                      | Anna d'Austria          | Maria di Spagna           |  |  |       |  |  |                            |  |  |                             |  |
| Anna d'Austria              |                      | Anna d'Austria          |                           |  |  |       |  |  |                            |  |  |                             |  |
|                             |                      | Carlo II d'Austria      | Ferdinando I d'Asburgo    |  |  |       |  |  |                            |  |  |                             |  |
|                             |                      | Carlo II d'Austria      | Ferdinando I d'Asburgo    |  |  |       |  |  |                            |  |  |                             |  |
|                             |                      | Carlo II d'Austria      | Anna Jagellone            |  |  |       |  |  |                            |  |  |                             |  |
| Margherita d'Austria-Stiria |                      | Carlo II d'Austria      |                           |  |  |       |  |  |                            |  |  |                             |  |
|                             |                      | Maria Anna di Baviera   | Alberto V di Baviera      |  |  |       |  |  |                            |  |  |                             |  |
|                             |                      | Maria Anna di Baviera   | Alberto V di Baviera      |  |  |       |  |  |                            |  |  |                             |  |
|                             |                      | Maria Anna di Baviera   | Anna d'Asburgo            |  |  |       |  |  |                            |  |  |                             |  |
|                             |                      | Maria Anna di Baviera   |                           |  |  |       |  |  |                            |  |  |                             |  |

## Luigi XIV nella cultura di massa

### Nella letteratura
Luigi XIV compare come personaggio nel ciclo di romanzi di Richelieu e Mazarino, di Alexandre Dumas padre: I tre moschettieri (1844), Vent'anni dopo (1845) e Il visconte di Bragelonne (1850).
Luigi XIV compare anche nella serie di romanzi di Angelica di Anne e Serge Golon.

### Nei film
| Anno      | Film                                                                                               | Attore | Note                                                                             |
| --------- | -------------------------------------------------------------------------------------------------- | --- | -------------------------------------------------------------------------------- |
| 1904      | Le règne de Louis XIV                                                                              | Vincenzo Denizot | Cortometraggio                                                                   |
| 1910      | Fouquet, l'homme au masque de fer                                                                  | Émile Chautard | Cortometraggio                                                                   |
| 1910      | Molière                                                                                            | René d'Auchy | Cortometraggio                                                                   |
| 1922      | Louise de Lavallière                                                                               | Fritz Delius |                                                                                  |
| 1922      | Der hinkende Teufel                                                                                | Franz Höbling |                                                                                  |
| 1924      | Nanon                                                                                              | Leopold von Ledebur |                                                                                  |
| 1929      | La maschera di ferro (The Iron Mask)                                                               | William Bakewell | Dal romanzo Il visconte di Bragelonne di Alexandre Dumas                         |
| 1935      | Me and Marlborough                                                                                 | Randle Ayrton |                                                                                  |
| 1935      | Le cortigiane del Re Sole (Liselotte von der Pfalz)                                                | Michael Bohnen |                                                                                  |
| 1935      | Jérôme Perreau héros des barricades                                                                | Jean Bara |                                                                                  |
| 1938      | The Face Behind the Mask                                                                           | Leonard Penn |                                                                                  |
| 1938      | Nanon                                                                                              | Karl Paryla |                                                                                  |
| 1938      | Remontons les Champs-Élysées                                                                       | Maurice Schutz Jacques Erwin (giovane) |                                                                                  |
| 1939      | La maschera di ferro (The Man in the Iron Mask)                                                    | Louis Hayward | Dal romanzo Il visconte di Bragelonne di Alexandre Dumas                         |
| 1942      | Musica sulle nuvole (I Married an Angel)                                                           | John Marlowe | Film musicale non storico                                                        |
| 1945      | Échec au roy                                                                                       | Maurice Escande |                                                                                  |
| 1952      | Le costaud des Batignolles                                                                         | Roger Saget |                                                                                  |
| 1952      | I figli dei moschettieri (At Sword's Point)                                                        | Peter Miles |                                                                                  |
| 1954      | Versailles (Si Versailles m'était conté)                                                           | Sacha Guitry Georges Marchal (giovane) Dominique Viriot (bambino) |                                                                                  |
| 1954      | Stella dell'India (Star of India)                                                                  | Basil Sydney |                                                                                  |
| 1954      | Il prigioniero del re                                                                              | Pierre Cressoy |                                                                                  |
| 1954      | Le vicomte de Bragelonne                                                                           | André Falcon | Dal romanzo Il visconte di Bragelonne di Alexandre Dumas                         |
| 1955      | Il processo dei veleni (L'affaire des poisons)                                                     | Raymond Gérôme |                                                                                  |
| 1955      | Das Fräulein von Scuderi                                                                           | Mathieu Ahlersmeyer | Dal romanzo La signorina de Scudéry di E. T. A. Hoffmann                         |
| 1956      | Si Paris nous était conté                                                                          | Dominique Viriot |                                                                                  |
| 1957      | The Runaway King                                                                                   | Peter Asher | Film televisivo                                                                  |
| 1958      | Hexen von Paris                                                                                    | Wolf Kaiser | Film televisivo                                                                  |
| 1960      | Le drame des poisons, episodio della serie La caméra explore le temps                              | Julien Bertheau |                                                                                  |
| 1961      | Amori celebri (Amours célèbres)                                                                    | Philippe Noiret |                                                                                  |
| 1962      | L'uomo dalla maschera di ferro (Le masque de fer)                                                  | Jean-François Poron | Dal romanzo Il visconte di Bragelonne di Alexandre Dumas                         |
| 1964      | Mademoiselle Molière                                                                               | Jean Leuvrais | Film televisivo                                                                  |
| 1964      | Angelica (Angélique, marquise des anges)                                                           | Jacques Toja | Dal romanzo Angelica la Marchesa degli Angeli di Anne e Serge Golon              |
| 1965      | Angelica alla corte del re (Merveilleuse Angélique)                                                | Jacques Toja | Dal romanzo Angelica sulla via di Versailles di Anne e Serge Golon               |
| 1966      | La meravigliosa Angelica (Angélique et le roy)                                                     | Jacques Toja | Dal romanzo Angelica e l'amore del re di Anne e Serge Golon                      |
| 1966      | Pattuglia anti gang (Brigade antigangs)                                                            | Michel Creton | Film thriller non storico                                                        |
| 1966      | La presa del potere da parte di Luigi XIV (La prise de pouvoir par Louis XIV)                      | Jean-Marie Patte | Film televisivo                                                                  |
| 1966      | Liselotte von der Pfalz                                                                            | Hans Caninenberg |                                                                                  |
| 1967      | L'indomabile Angelica (Indomptable Angélique)                                                      | Jacques Toja (filmati di repertorio) | Dal romanzo Angelica l'indomabile di Anne e Serge Golon                          |
| 1967      | The Further Adventures of the Musketeers                                                           | Louis Selwyn | Serie televisiva                                                                 |
| 1968      | The Man in the Iron Mask                                                                           | Nicolas Chagrin | Serie televisiva tratta dal romanzo Il visconte di Bragelonne di Alexandre Dumas |
| 1969      | The Three Musketeers                                                                               | Eric Donkin | Film televisivo                                                                  |
| 1969      | The First Churchills                                                                               | Robert Robinson | Miniserie televisiva                                                             |
| 1970      | Le masque de fer, episodio della serie D'Artagnan                                                  | Daniel Le Roy | Dal romanzo Il visconte di Bragelonne di Alexandre Dumas                         |
| 1970      | Zweiter Teil, episodio della serie Die Marquise von B.                                             | Daniel Le Roy |                                                                                  |
| 1972      | Qui êtes-vous Monsieur Renaudot?                                                                   | Hervé Mesnier | Film televisivo                                                                  |
| 1973      | Le château perdu                                                                                   | Michel Pilorgé | Film televisivo                                                                  |
| 1973      | Molière pour rire et pour pleurer                                                                  | Denis Manuel | Miniserie televisiva                                                             |
| 1974      | Gift-Affäre                                                                                        | Romuald Pekny | Film televisivo                                                                  |
| 1974      | The Golden Age of Ballooning, episodio della serie Monty Python's Flying Circus                    | Michael Palin |                                                                                  |
| 1975      | Le cardinal de Retz                                                                                | Olivier Lefort (bambino) Daniel Mesguich (adulto) |                                                                                  |
| 1976      | Marie-Antoinette                                                                                   | François Dyrek | Miniserie televisiva                                                             |
| 1976      | Das Fräulein von Scuderi                                                                           | Richard Lauffen | Film televisivo tratto dal romanzo La signorina de Scudéry di E. T. A. Hoffmann  |
| 1976      | Le lauzun de la Grande Mademoiselle                                                                | Paul Barge | Film televisivo                                                                  |
| 1977      | L'uomo dalla maschera di ferro (The Man in the Iron Mask)                                          | Richard Chamberlain | Film televisivo tratto dal romanzo Il visconte di Bragelonne di Alexandre Dumas  |
| 1978      | La lilloise maudite                                                                                | Paul Dulon | Film televisivo                                                                  |
| 1978      | Molière                                                                                            | Jean-Claude Penchenat Raphaële Penchenat (bambino) Antoine Brassat (adolescente) |                                                                                  |
| 1978      | Mazarin                                                                                            | Sylvain Seyrig (bambino) Pascal Sellier (Luigi XIV a 13 anni) François-Régis Marchasson (Luigi XIV a 20 anni)                                                                            | Miniserie televisiva                                                             |
| 1979      | The Fifth Musketeer                                                                                | Beau Bridges |                                                                                  |
| 1980      | Ojciec królowej                                                                                    | Krzysztof Machowski |                                                                                  |
| 1981      | La scélérate Thérèse                                                                               | Henri Tisot | Film televisivo                                                                  |
| 1984      | Le fou du roi                                                                                      | Jean Desailly |                                                                                  |
| 1985      | The Man in the Iron Mask                                                                           | Colin Friels | Film televisivo tratto dal romanzo Il visconte di Bragelonne di Alexandre Dumas  |
| 1985      | Monsieur de Pourceaugnac                                                                           | Michel Mitrani |                                                                                  |
| 1985      | Die Einsteiger                                                                                     | Kurt Weinzierl |                                                                                  |
| 1986      | La guerre des femmes                                                                               | Stéphane Chamard | Serie televisiva                                                                 |
| 1989      | Il ritorno dei tre moschettieri (The Return of the Musketeers)                                     | David Birkin | Dal romanzo Vent'anni dopo di Alexandre Dumas                                    |
| 1989      | The Sun King's Apprentice, episodio della serie The Chef's Apprentice                              | Yves Aubert |                                                                                  |
| 1993      | Tayna korolevy Anny ili mushketyory 30 let spustya                                                 | Dmitriy Kharatyan |                                                                                  |
| 1993      | Louis, enfant roi                                                                                  | Maxime Mansion |                                                                                  |
| 1994      | Eloise, la figlia di d'Artagnan (La fille de d'Artagnan)                                           | Stéphane Legros |                                                                                  |
| 1997      | Marquise                                                                                           | Thierry Lhermitte |                                                                                  |
| 1998      | The Man in the Iron Mask                                                                           | Nick Richert | Dal romanzo Il visconte di Bragelonne di Alexandre Dumas                         |
| 1998      | La maschera di ferro (The Man in the Iron Mask)                                                    | Leonardo DiCaprio | Dal romanzo Il visconte di Bragelonne di Alexandre Dumas                         |
| 2000      | Vatel (Vatel)                                                                                      | Julian Sands |                                                                                  |
| 2000      | Saint-Cyr                                                                                          | Jean-Pierre Kalfon |                                                                                  |
| 2000      | Le roi danse                                                                                       | Benoît Magimel Emil Tarding (Luigi XIV a 14 anni) |                                                                                  |
| 2002      | Blanche                                                                                            | José Garcia |                                                                                  |
| 2003      | Charles II: The Power & the Passion                                                                | Thierry Perkins-Lyautey | Miniserie televisiva                                                             |
| 2004      | Musketeers - Moschettieri (La Femme Musketeer)                                                     | Freddie Sayers | Miniserie televisiva                                                             |
| 2004      | Il mistero di Julie (Julie, chevalier de Maupin)                                                   | Raymond Aquaviva | Film televisivo                                                                  |
| 2005      | Young Blades                                                                                       | Robert Sheehan | Miniserie televisiva                                                             |
| 2005      | Die Geliebte des Königs, episodio della serie Amanti - Il potere segreto delle donne               | Sylvester Groth |                                                                                  |
| 2006      | Le roi soleil                                                                                      | Emmanuel Moire |                                                                                  |
| 2006      | Napoleon: Steel Monster, episodio della serie Costruire un impero                                  | Brad Thomason | Serie televisiva documentaristica                                                |
| 2007      | Sluga Gosudarev                                                                                    | Dmitriy Shilyaev |                                                                                  |
| 2007      | Jean de La Fontaine - Le défi                                                                      | Jocelyn Quivrin |                                                                                  |
| 2008      | Luigi XIV - Il sogno di un Re (Versailles, le rêve d'un roi)                                       | Samuel Theis Gautier van Lieshout (Luigi XIV bambino) | Film televisivo                                                                  |
| 2009      | La regina e il cardinale (La reine et le cardinal)                                                 | Cyril Descours (Luigi XIV - da 15 a 22 anni) Arthur Vaughan-Whitehead (Luigi XIV - da 10 a 13 anni) Antoine de Prekel (Luigi XIV - da 4 a 6 anni) Jean-Paul Comart (Luigi XIV - 51 anni) | Film televisivo                                                                  |
| 2010      | Le roi, l'écureuil et la couleuvre                                                                 | Davy Sardou Tony Verzelle (Luigi XIV a 15 anni) | Miniserie televisiva                                                             |
| 2010      | The Man in the Iron Mask, episodio della serie Mystery Files                                       | David Herzog | Serie televisiva documentaristica                                                |
| 2010      | Minette                                                                                            | Arman Pardisi |                                                                                  |
| 2011      | L'affaire Fouquet, episodio della serie Les procès de l'Histoire                                   | Pascal Neyron |                                                                                  |
| 2012      | Eléonore, l'intrépide                                                                              | Grégoire Bonnet | Film televisivo                                                                  |
| 2012      | Vauban, la sueur épargne le sang                                                                   | Armand Eloi Yoann Moëss (Luigi XIV giovane) | Film televisivo                                                                  |
| 2013      | Schaulauf der Sonnenkönige, episodio della serie Geliebte Feinde - Die Deutschen und die Franzosen | René Werner |                                                                                  |
| 2013      | Angelica (Angélique)                                                                               | David Kross | Dal romanzo Angelica la Marchesa degli Angeli di Anne e Serge Golon              |
| 2014      | Episodio 2x56 della serie Hotel 13                                                                 | Dimi Tarantino | Serie televisiva non storica                                                     |
| 2014      | Le regole del caos (A Little Chaos)                                                                | Alan Rickman |                                                                                  |
| 2014      | Sex, kofe, sigarety                                                                                | Sergey Medvedev | Film commedia                                                                    |
| 2014      | Prinz Eugen und das Osmanische Reich - Mehr als nur Feinde, episodio della serie Universum History | Cornelius Obonya |                                                                                  |
| 2015      | Louis XIV, l'homme et le Roi, episodio della serie Secrets d'histoire                              | Vladimir Perrin Gabriel Matringe (Luigi XIV giovane) |                                                                                  |
| 2015-2018 | Versailles                                                                                         | George Blagden | Serie televisiva                                                                 |
| 2016      | Affair of the Poisons, episodio della serie Mysteries at the Castle                                | Gio James Bertoia |                                                                                  |
| 2016      | King Louis XIV, episodio della serie The Crossroads of History                                     | Wayne Knight |                                                                                  |
| 2016      | La Mort de Louis XIV                                                                               | Jean-Pierre Léaud |                                                                                  |
| 2016      | La Grande Mademoiselle, une rebelle sous Louis XIV, episodio della serie Secrets d'histoire        | Matteo Capelli |                                                                                  |
| 2016      | Service à la Française                                                                             | Aurélien Porthéault |                                                                                  |
| 2022      | The King's Daughter                                                                                | Pierce Brosnan |                                                                                  |

### Nei videogiochi
Luigi XIV è un personaggio non giocabile di due giochi per PC e PlayStation: Versailles 1685: Complotto alla corte del Re Sole (1996) e Versailles II: Il testamento del re (2001).

### Nella musica
Le Roi Soleil è un pezzo di Concerto grosso n. 2 dei New Trolls pubblicato nel 1976.

### Biografie di Luigi XIV pubblicate in Italia
- Louis Bertrand, Luigi XIV, traduzione di Amilcare Locatelli, Milano, Corbaccio, 1936. - Collana Storica, Dall'Oglio, Milano, 1955.
- Philippe Erlanger, Luigi XIV, Collana Fatti e Figure, Club degli Editori, 1973.
- Georges Mongrédien, Luigi XIV, traduzione di Marcella Boroli, Collana Testimonianze storiche a cura di Gérard Walter, Novara, Istituto Geografico De Agostini, 1973.
- John B. Wolf, Luigi XIV (Louis XIV, 1968), Collezione Storica, Milano, Garzanti, 1975.
- Robert Mandreau, Luigi XIV e il suo tempo, traduzione di Domenico Devoti, Torino, SEI, 1990.
- Guido Gerosa, Il re Sole. Vita privata e pubblica di Luigi XIV, Collezione Le Scie, Milano, Mondadori, 1998.
- Philip Mansel, Il Re del Mondo. La vita di Luigi XIV, Collezione Le Scie, Milano, Mondadori, 2021, ISBN 978-88-04-72041-6.

### Biografie di Luigi XIV in Francia
- Hélène Delalex, Louis XIV intime, Paris, Gallimard, 2015, ISBN 978-2070149599.
- Hélène Delalex, Alexandre Maral, Nicolas Milovanovic, Louis XIV pour Les Nuls, Paris, First, 2011.
- Hélène Delalex, «Les amours de Louis XIV», in revue Château de Versailles. De l'ancien Régime à nos jours, nº 5, avril-juin 2012, p. 14-24.
- Lucien Bély, Louis XIV: le plus grand roi du monde, Gisserot, Histoire, 2005 ISBN 978-2-87747-772-7
- Yves-Marie Bercé, Louis XIV, Cavalier Bleu coll Idées reçues, 2005 ISBN 978-2-84670-122-8
- François Bluche, Louis XIV, Hachette, «Pluriel», 1999 (1re édition 1986) ISBN 978-2-01-278987-6
- Vincent Cronin, Louis XIV, Perrin, 1967 OCLC 1131648211
- Max Gallo, Louis XIV (2 tomes: Le Roi Soleil (1638-1682) et L'Hiver du grand roi (1683-1715)), XO Éditions, 2007
- Jean-Christian Petitfils, Louis XIV, Perrin, 1995 ISBN 978-2-235-02314-6
- Gérard Sabatier, Versailles ou la figure du roi, Albin Michel, «Bibliothèque des idées», 1999 ISBN 978-2-226-10472-4
- Béatrix Saule, La journée de Louis XIV, 16 novembre 1700, Actes Sud, 2003 ISBN 978-2-742-74279-0
- Thierry Sarmant, Louis XIV: Homme et Roi, Tallandier, 2014 ISBN 979-1-021-00669-0

### Biografie di Luigi XIV in Germania
- Olivier Bernier, Ludwig XIV. Eine Biographie, Benziger, Zürich/Köln 1986, ISBN 3-545-36409-7.
- Philippe Erlanger, Ludwig XIV. Das Leben eines Sonnenkönigs, Bechtermünz, Augsburg 1996, ISBN 3-86047-154-6.
- Mark Hengerer, Ludwig XIV. Das Leben des Sonnenkönigs, C.H. Beck, München 2015, ISBN 978-3-406-67551-5.
- Warren H. Lewis, Ludwig XIV. Der Sonnenkönig, Heyne, München 1989, ISBN 3-453-55034-X.
- Klaus Malettke, Ludwig XIV. von Frankreich. Leben, Politik und Leistung, Muster-Schmidt, Göttingen 1994, ISBN 3-7881-0143-1; 2. überarbeitete und ergänzte Aufl., Göttingen 2009.
- Thierry Sarmant, Louis XIV. Homme et roi, Tallandier, Paris 2012.
- Uwe Schultz, Der Herrscher von Versailles. Ludwig XIV und seine Zeit, Beck, München 2006, ISBN 3-406-54989-6.
- Anuschka Tischer, Ludwig XIV. Kohlhammer, Stuttgart 2016, ISBN 978-3-17-021892-5.
- Martin Wrede, Ludwig XIV. Der Kriegsherr aus Versailles, Theiss, Darmstadt 2015, ISBN 978-3-8062-3160-1.